# Парад на честь дня Незалежності України
Парад на честь дня Незалежності — військовий парад, що проводиться на честь річниці проголошення Незалежності України 24 серпня.

## Історія проведення
| Рік  | Парад       | За участю військової техніки | За участю військової техніки |
| Рік  | Парад       | мех. колонна                 | авіація                      |
| ---- | ----------- | ---------------------------- | ---------------------------- |
| 1992 | Ні          | Ні                           | Ні                           |
| 1993 | Ні          | Ні                           | Ні                           |
| 1994 | Так         | Ні                           | Ні                           |
| 1995 | Ні          | Ні                           | Ні                           |
| 1996 | Ні          | Ні                           | Ні                           |
| 1997 | Ні          | Ні                           | Так                          |
| 1998 | Так         | Так                          | Ні                           |
| 1999 | Так         | Так                          | Так                          |
| 2000 | Так         | Ні                           | Ні                           |
| 2001 | Так         | Так                          | Так                          |
| 2002 | Так         | Ні                           | Ні                           |
| 2003 | Так         | Ні                           | Ні                           |
| 2004 | Так         | Ні                           | Ні                           |
| 2005 | Ні          | Ні                           | Ні                           |
| 2006 | Ні          | Ні                           | Ні                           |
| 2007 | Ні          | Ні                           | Ні                           |
| 2008 | Так         | Так                          | Так                          |
| 2009 | Так         | Ні                           | Так                          |
| 2010 | Ні          | Ні                           | Ні                           |
| 2011 | Ні          | Ні                           | Ні                           |
| 2012 | Ні          | Ні                           | Ні                           |
| 2013 | Ні          | Ні                           | Ні                           |
| 2014 | Так         | Так                          | Ні                           |
| 2015 | Так         | Ні                           | Ні                           |
| 2016 | Так         | Так                          | Ні                           |
| 2017 | Так         | Ні                           | Ні                           |
| 2018 | Так         | Так                          | Так                          |
| 2019 | Так + Альт. | Ні                           | Ні                           |
| 2020 | Альт.       | Ні                           | Ні                           |
| 2021 | Так         | Так                          | Так                          |
| 2022 | Ні          | Альт.                        | Ні                           |
| 2023 | Ні          | Альт.                        | Ні                           |
| 2024 | Ні          | Ні                           | Ні                           |

У перші роки після проголошення Незалежності, за правління Леоніда Кравчука котрий залишив Україну без ядерної зброї, церемонії не проводились через те що:
|  | Україна офіційно позиціонувала себе як без'ядерна позаблокова держава. Виходячи з цієї концепції, ми рахували, що нам не потрібно демонструвати військову силу, а нам потрібно демонструвати мирну силу українську. |

Перший парад до цієї дати було проведено на столичному Хрещатику 1994 року. Його приймали начальник Київського округу Іван Біжан та міністр оборони Віталій Радецький. Наступним став парад 1998 року, цього року вперше було видано пам'ятні нагрудні знаки для військовиків ЗС України — учасників параду.

### 1997
Масштабне авіаційне шоу приурочене до дня проголошення Незалежності України пройшло 24 серпня 1997 на аеродромі Чайка де взяли участь 25 типів літальних апаратів. У параді вперше і в останнє брав участь Ту-160 зі складу 184 ВБАП у супроводі 4-х Су-27. Також під час параду відбувся перший і останній показ пілотажної групи "Українські Козаки".

### 1998
Вперше було залучено легку наземну військову техніку. Тоді ж уперше було видано пам’ятні нагрудні знаки для військовослужбовців — учасників параду. Приймав парад Міністр оборони генерал армії України Олександр Кузьмук.

### 1999
Був проведений військовий парад за участі не лише наземної техніки, але уперше ж і військової авіації. Приймав парад міністр оборони України Олександр Кузьмук. Участь в параді 1999-го року взяли 3300 військовослужбовців та 122 одиниці колісної та гусеничної техніки: бойові машини піхоти, бронетранспортери, зенітні ракетні комплекси і вперше – важка гусенична техніка: танки Т-64«Б» та самохідні гаубиці МСТА-«С». Над Хрещатиком пролетів Ту-22М3 у супроводі 4-х Су-27. Завершувала дійство в повітрі пілотажна група «Українські соколи», родзинкою якої була фігура «тюльпан»: розліт літаків у різні боки.

### 2001
Напередодні, 23 серпня, було відкрито Монумент Незалежності – тріумфальну колону, яка увінчана фігурою жінки (Берегині) з калиновою гілкою в руках. А наступного дня урочистості на Майдані Незалежності вперше розпочались з виносу й підняття на збудованому флагштоку Державного Прапора. На 10-ту річницю незалежності 2001 року у складі механізованої колони Хрещатиком пройшло 18 підрозділів, 173 одиниці техніки та 1450 осіб особового складу. Загалом взяло участь 6530 військовослужбовців котрих вишикували у 19 «коробок», в одній з котрих військові були вдягнуті в старовинну козацьку форму. Брала участь колона нових Т-84, котрі спеціально перевезли з Танкобудівельного заводу ім. Малишева (м. Харків). Учасники отримали пам'ятні нагрудні відзнаки. Разом з Президентом України Леонідом Кучмою, спостерігав за парадом з центральної трибуни президент РФ Володимир Путін, Президент Польщі Александер Кваснєвський і Президент Македонії Борис Трайковський. Ту-22М3 зі складу 185 ВБАП полку брав участь у параді. 
У параді вперше взяла участь Ан-225 «Мрія» та Ан-124 «Руслан».
На цьому параді востаннє продемонструвала свою майстерність пілотажна група «Українські соколи».
Також паради пройшли у Львові та Вінниці, Одесі, Чернігові та Севастополі.

### 2002
На парад 2002 року витратили 1 мільйон гривень. Він пройшов без військової техніки. Прохід 13 парадних коробок тривав 8 хвилин. Командував парадом перший заступник начальника Генерального штабу генерал-лейтенант Микола Пальчук, а приймав – Міністр оборони генерал армії України Володимир Шкідченко.
Особливістю параду 2002 року було домінування оркестрової музики. На Майдан вийшла тисяча музикантів, які представляли 29 різних колективів  – наймасовішій військовий оркестр у світі. 

### 2003
2003 року до параду було залучено майже 5 тисяч військовослужбовців. Урочистим маршем по головній вулиці столиці України пройшли 16 зведених батальйонів. Вперше за історію парадів Хрещатиком прокрокувала прапороносна група з прапором Збройних сил України та прапорами видів Збройних сил. Також взяв участь зразковий оркестр барабанщиць «Киянки». Від цього року й надалі урочисте проходження військ традиційно розпочиналося з маршу «Козацька слава». Гімн виконав народний артист України Іво Бобул. Для музичного забезпечення параду сформували 3 зведених оркестрових батальйони та хори ансамблів пісні і танцю загальною кількістю 1031 осіб. Парад пройшов без військової техніки. Командуючий парадом головнокомандувач Сухопутних військ Збройних сил — начальник гарнізону міста Києва генерал-полковник Петро Шуляк. Приймав парад військ міністр оборони України Євген Марчук.

### 2004
Парад 24 серпня 2004 року теж пройшов без військової техніки, у складі 19 зведених батальйонів, з близько 5 тис. військовослужбовців. Всі військовослужбовці та працівники правоохоронних органів, які брали участь у параді військ 24 серпня 2004 року отримали пам'ятний нагрудний знак котрий розробили фахівці воєнно-геральдичної служби, надалі його вручали учасникам всіх подальших військових парадів — змінювалася лише пластинка з написом року параду на колодці.

### 2005—2007
У 2005—2007 роках святкування Дня Незалежності України відбувалося без параду військ. Замість колон бронетехніки та озброєних батальйонів Хрещатиком крокували військові музиканти.

### 2008
2008 у Києві з нагоди 17-ї річниці незалежності України пройшов перший за останні 7 років військовий парад за участю військ та техніки. Взяли участь 19 парадних розрахунків, 144 одиниці озброєння та військової техніки у складі механізованої колони та 30 літальних апаратів (8 гелікоптерів і 22 літаки) — у складі повітряної колони над центральною частиною Києва пролетіли літак-розвідник Су-24МР і три бомбардувальники Су-24М, шість винищувачів МіГ-29, шість винищувачів Су-27, 4 штурмовики Су-25, літак транспортної авіації Іл-76, літак транспортної авіації Ан-26, ланки гелікоптерів Мі-8 і Мі-24 (по 4 одиниці кожна). Загальна кількість особового складу, що взяли участь у параді військ в пішому порядку — понад 3 тис. військовослужбовців.

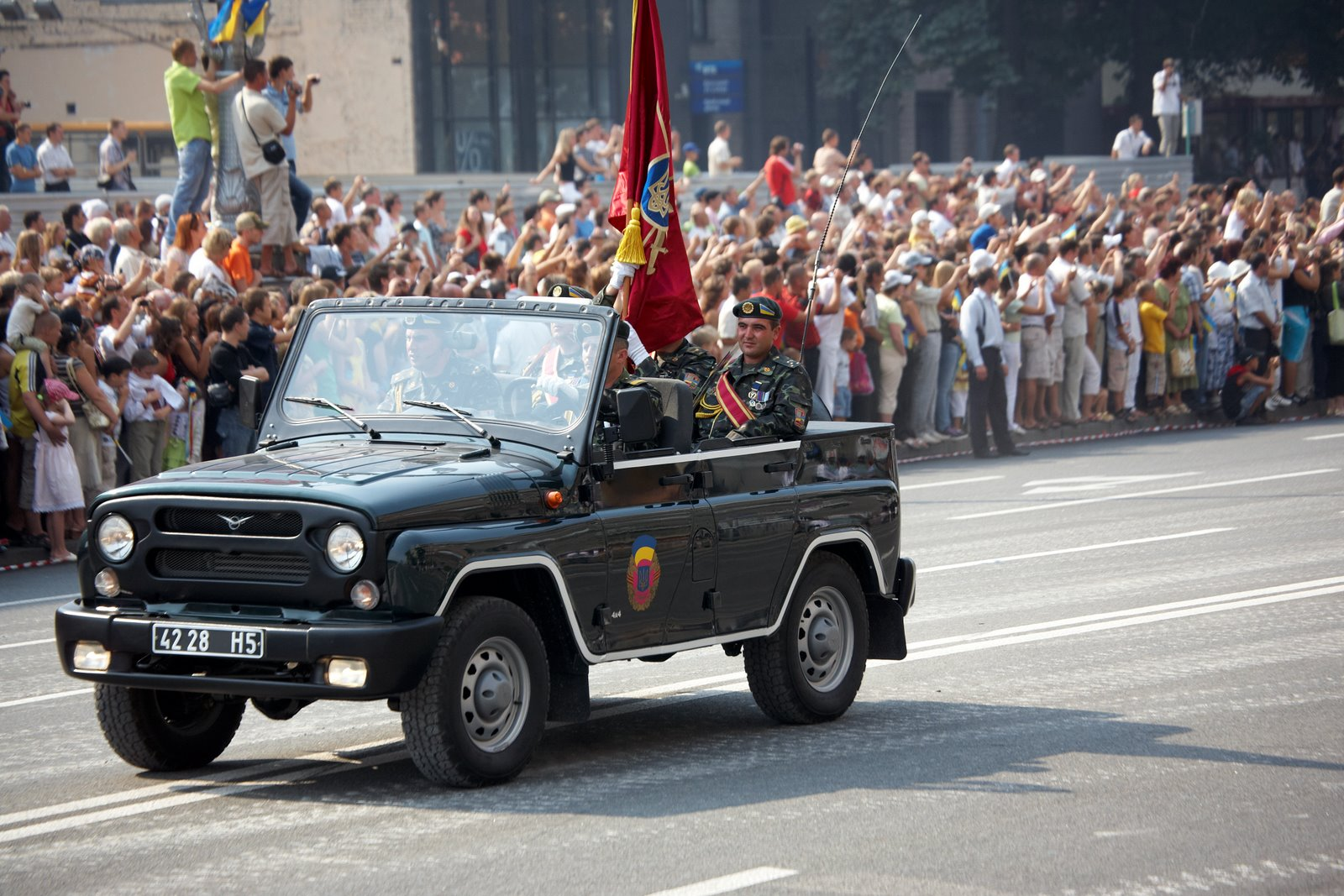
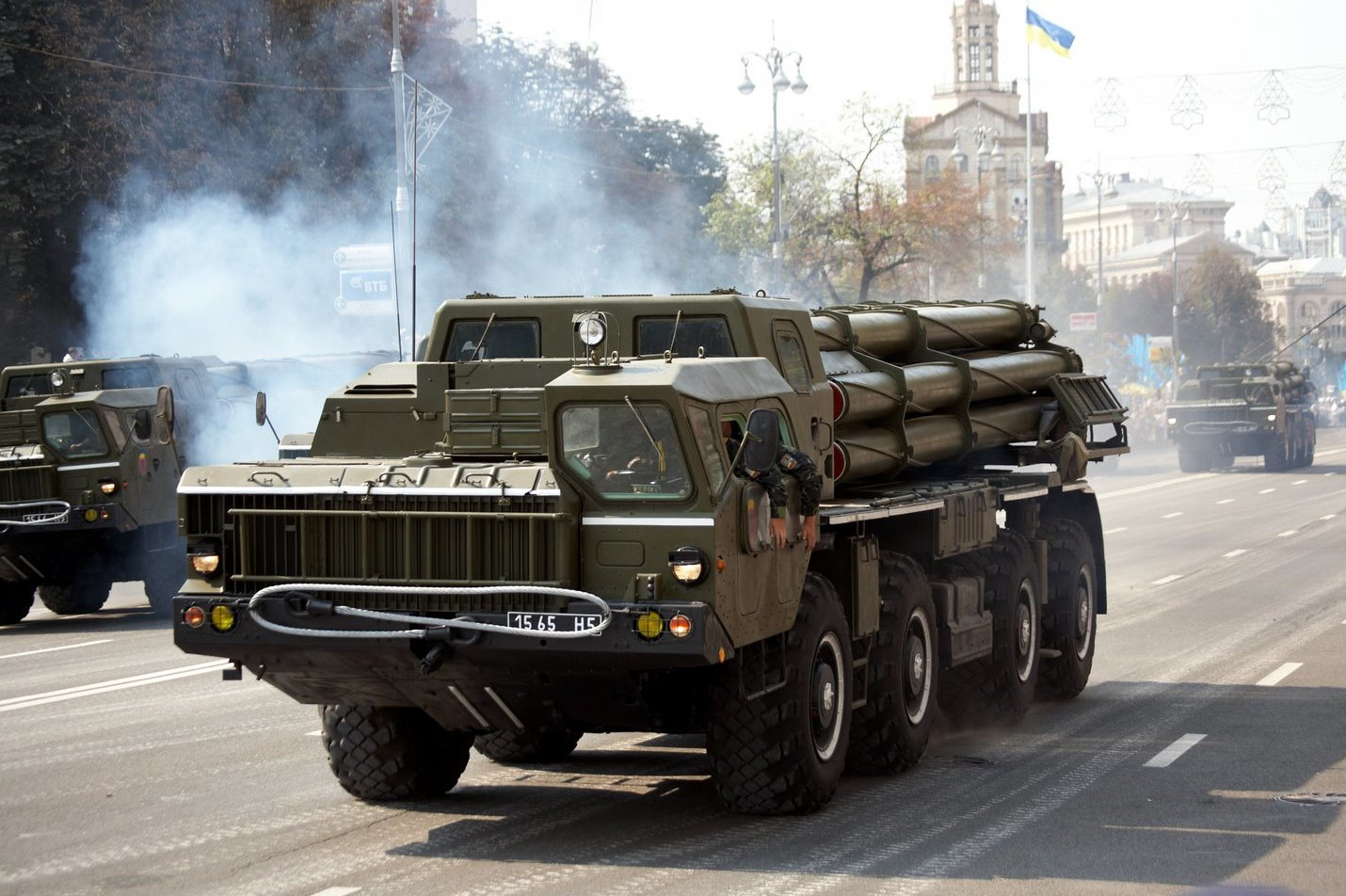
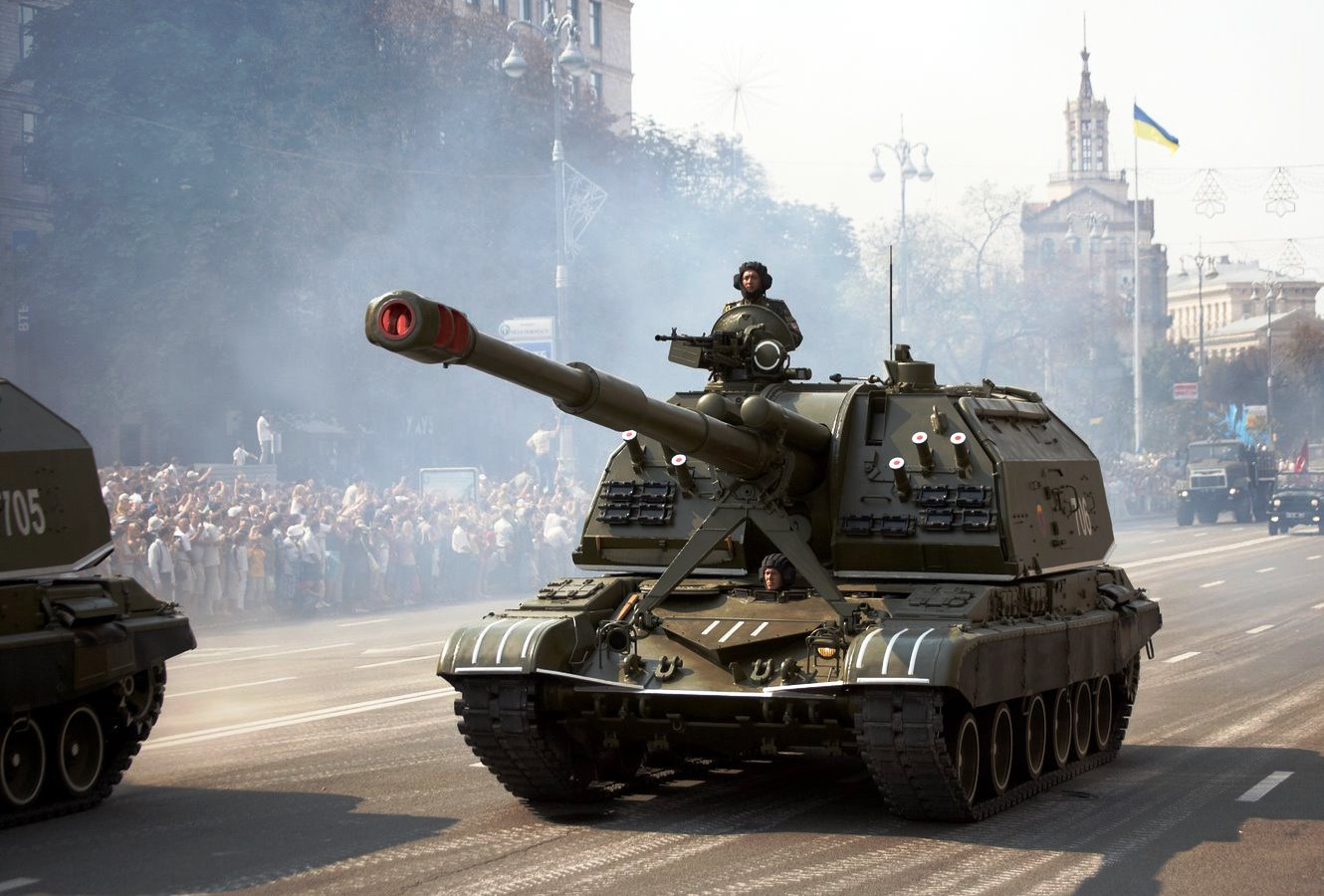
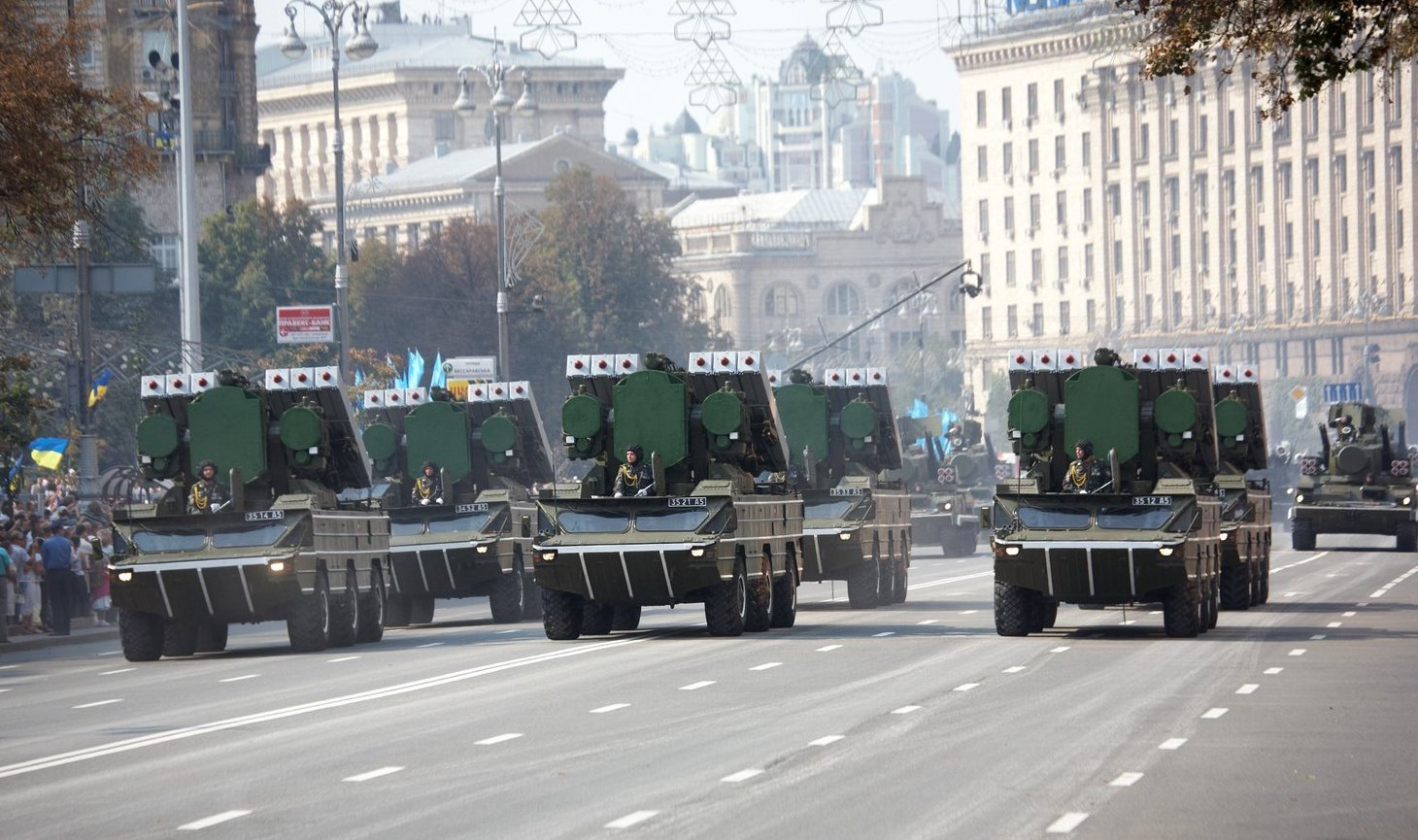
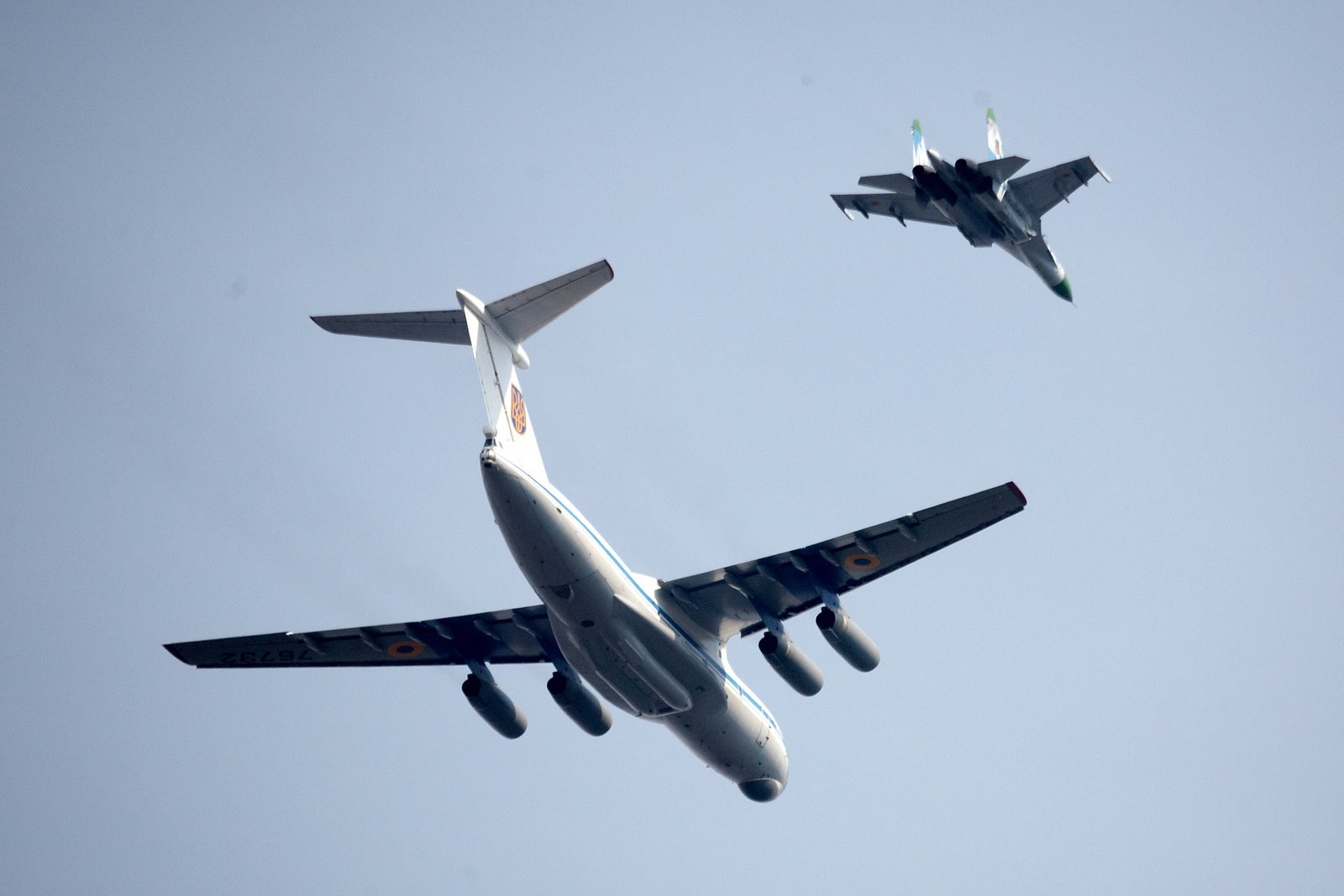

Участь також взяли 18 оркестрових колективів Збройних Сил України. Командував парадом — командувач Сухопутними військами ЗСУ генерал-полковник Іван Свида. Приймав парад — міністр оборони України Юрій Єхануров.
Особовий склад Сухопутних військ Збройних сил України на параді представили батальйони Окремого Новоросійсько-київського ордена Червоного Прапора полку Президента України, 95-ї окремої аеромобільної бригади і 26-ї артилерійської бригади 8-го армійського корпусу, 24-ї окремої механізованої бригади 13-го армійського корпусу і 25-ї окремої повітрянодесантної бригади 6-го армійського корпусу Сухопутних військ ЗС України.
Від Повітряних сил Збройних сил України участь у параді взяла 15-та бригада транспортної авіації та 9-та бригада тактичної авіації, а також 137-ма зенітна ракетна бригада.
ВМС України на урочистому проходженні представив особовий склад 36-ї окремої бригади берегової оборони.
Також центральною вулицею Києва урочистим маршем пройшли курсанти і слухачі шістьох військових навчальних закладів Міністерства оборони України, представники Міністерства внутрішніх справ, Державної прикордонної служби, Міністерства з питань надзвичайних ситуацій.

### 2009

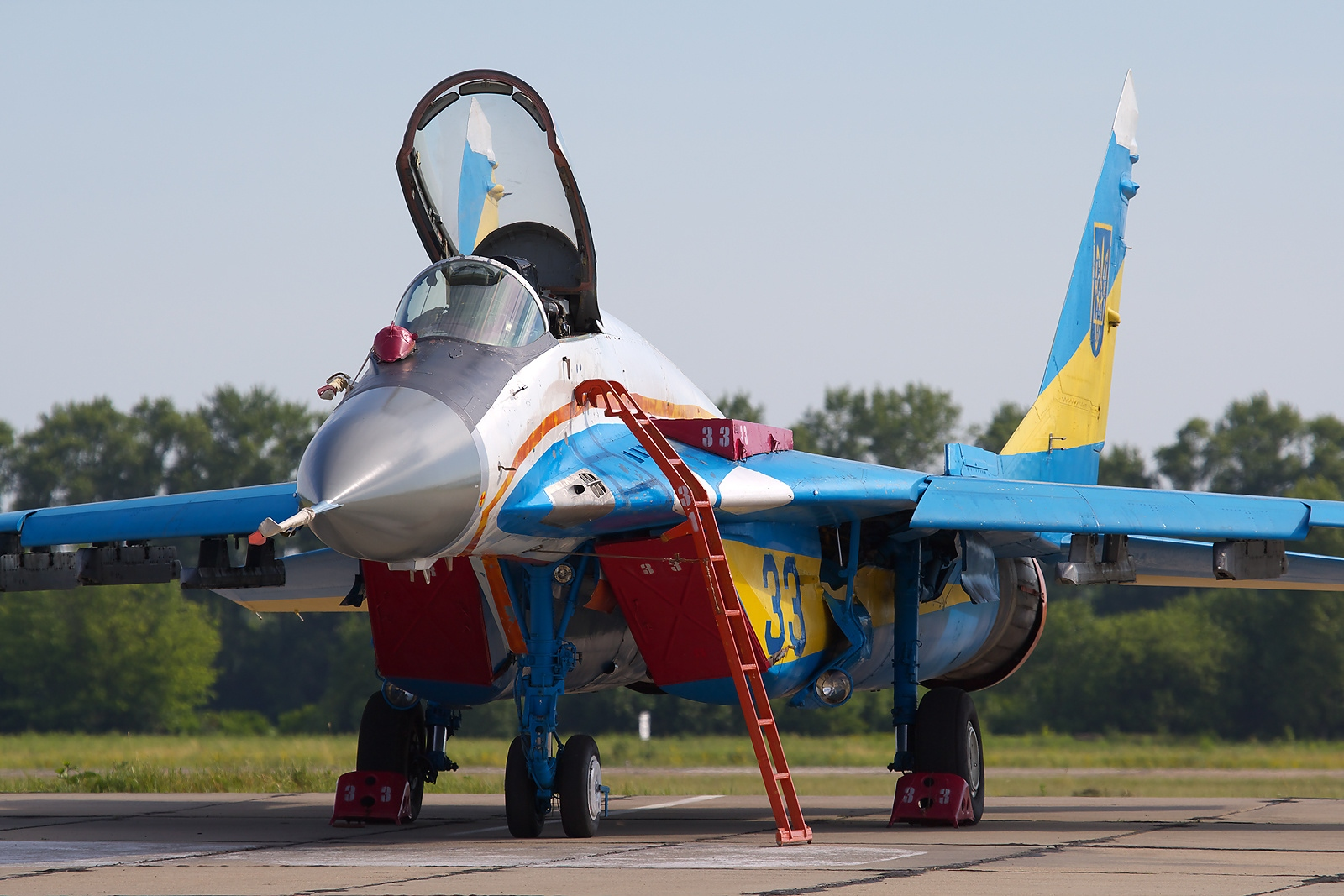
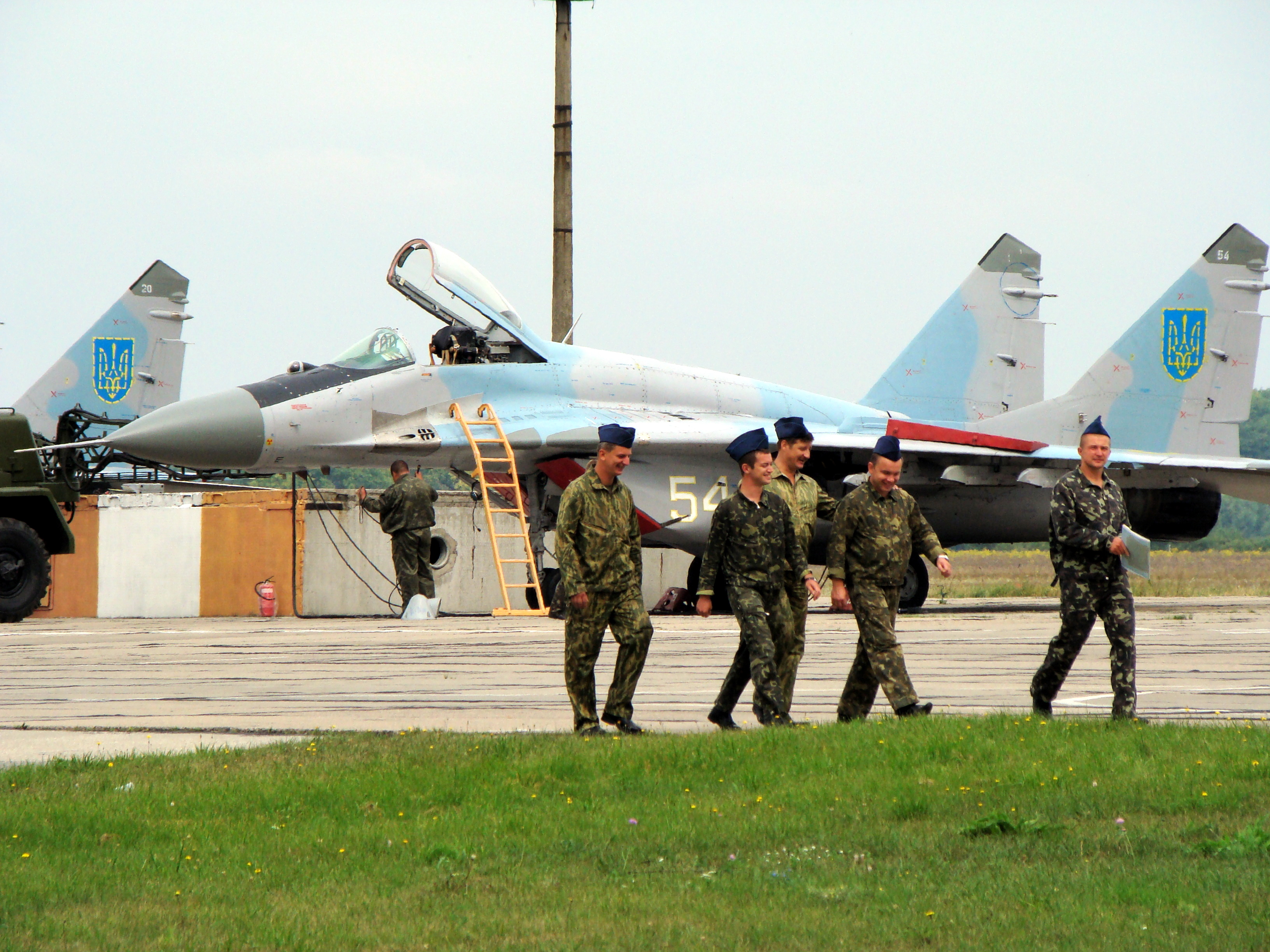
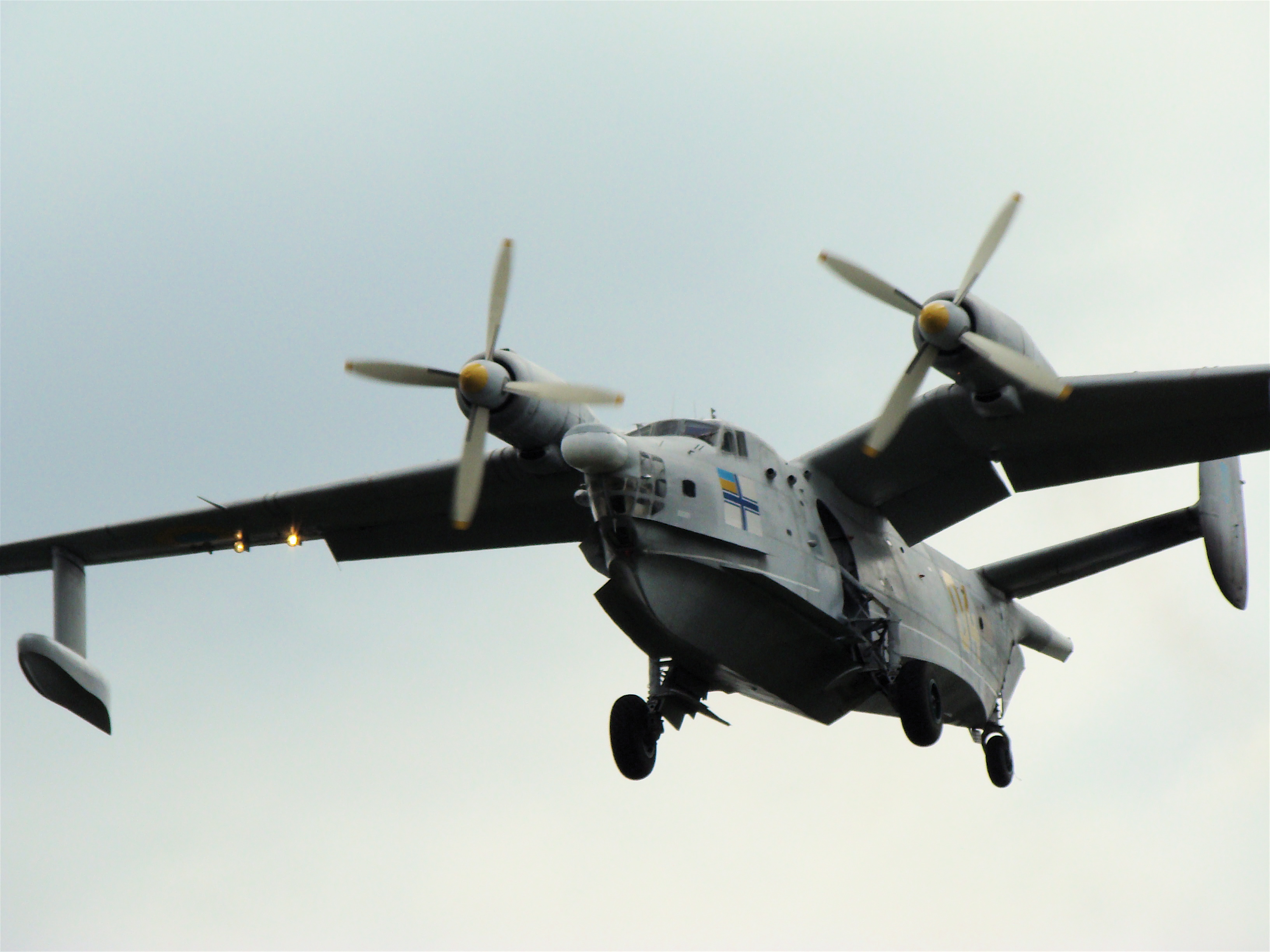
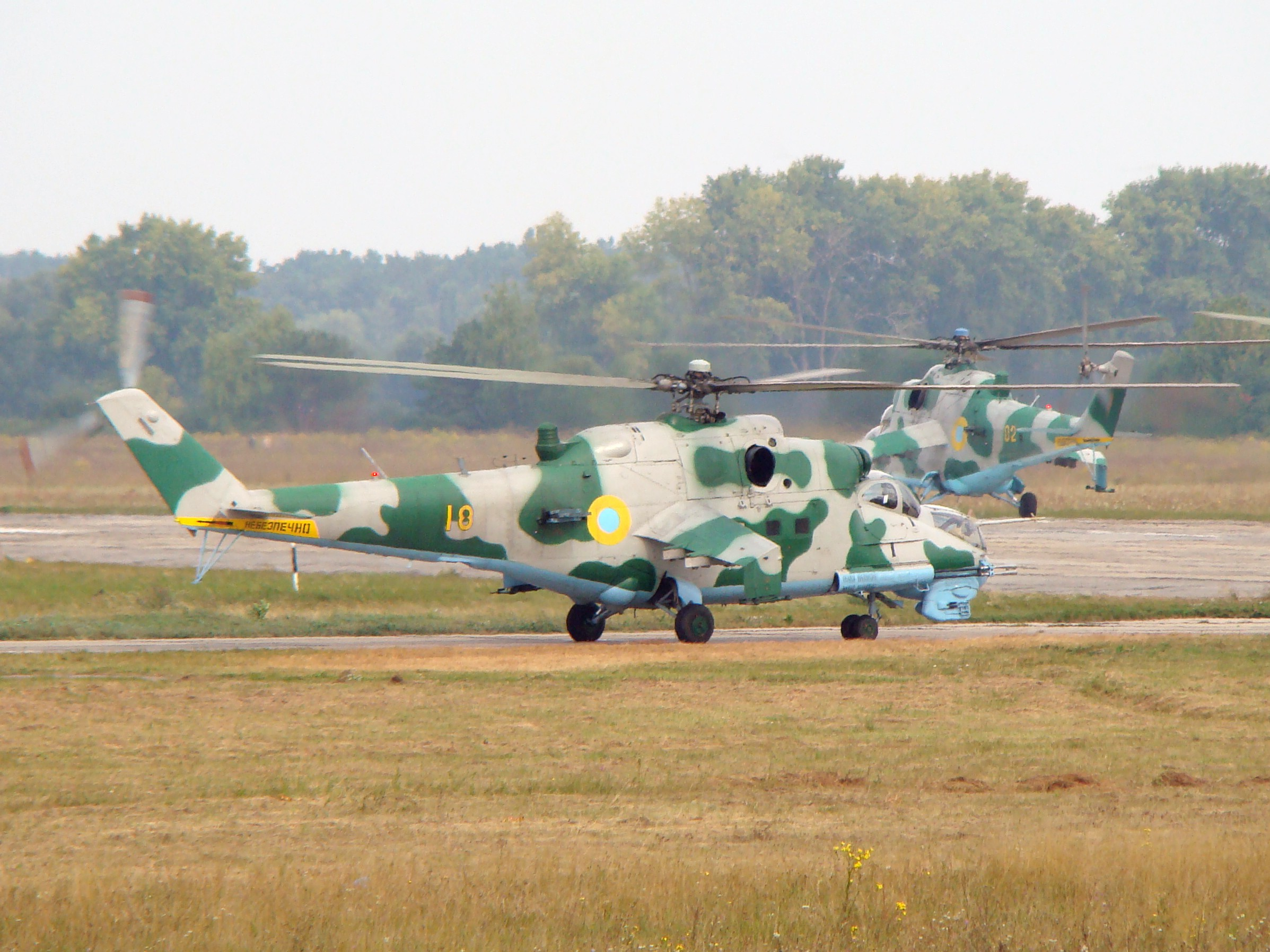
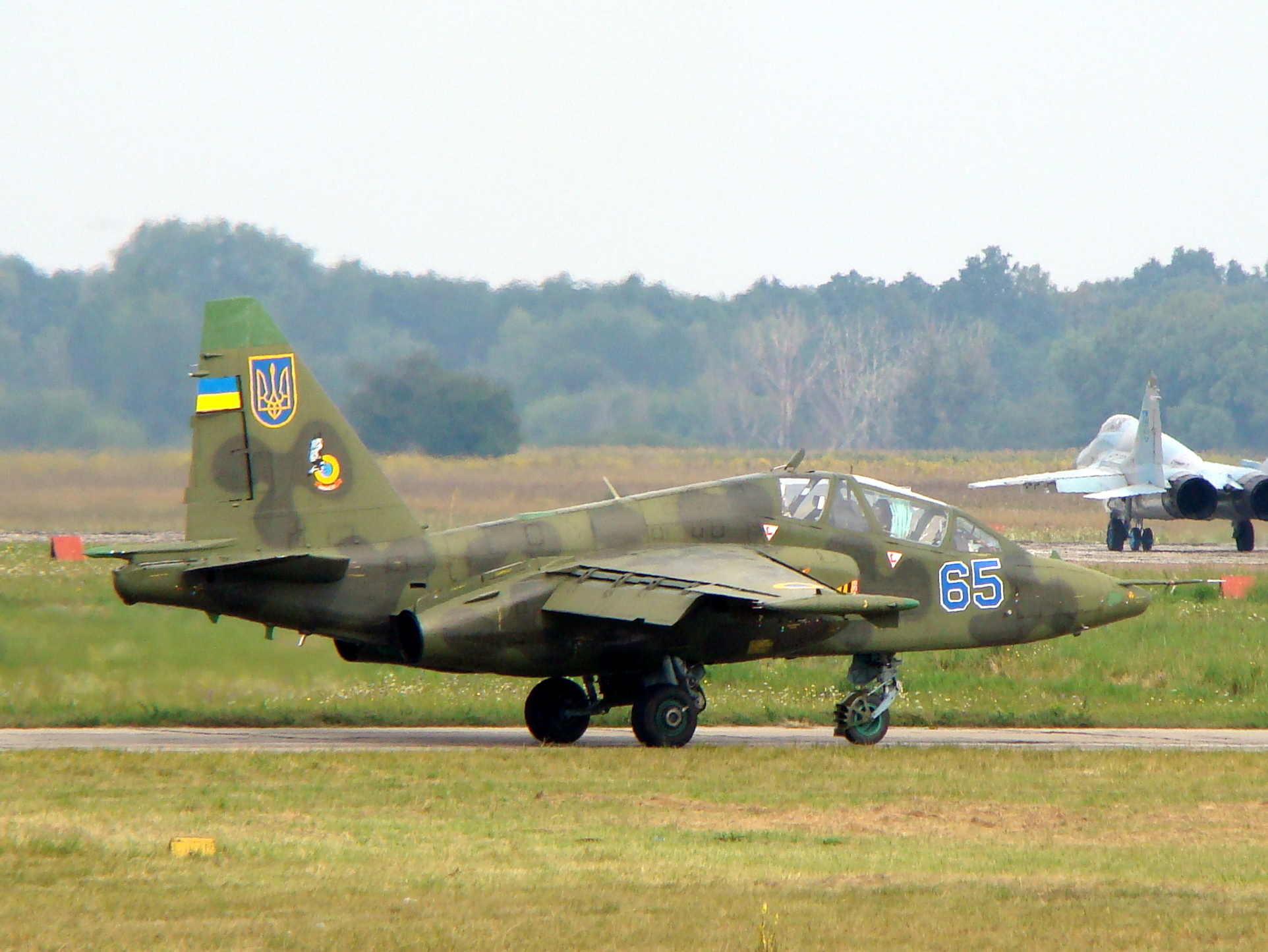

У 2009 році Хрещатиком пішим строєм прокрокували 3,4 тисячі військовослужбовців у 20 парадних розрахунках . На центральній вулиці столиці України з нагоди свята було продемонстровано бойову техніку Сухопутних військ та Повітряних Сил ЗС України, переважна більшість представлених зразків була модернізована на вітчизняних підприємствах ОПК. У небі над столицею України пролетіли 35 літаків, серед яких — бомбардувальники, штурмовики та бойові гелікоптери. Родзинкою параду став проліт авіалайнерів Авіаційної національної транспортної компанії імені Антонова: спочатку в небі над Хрещатиком проплив новітній український пасажирський літак Ан-148, а замкнув демонстраційний проліт найбільший у світі літак Ан-225 «Мрія» та винищувачі МіГ-29, пілотовані «Українськими соколами» та Бе-12 ВМС України. Маршовий супровід забезпечували 18 оркестрових колективів ЗС України. Командував парадом командувач Сухопутних військ ЗС України генерал-полковник Іван Свида. Приймав парад начальник Генерального штабу — Головнокомандувач ЗС України генерал армії України Сергій Кириченко.

### 2010—2013
Після приходу до влади Віктора Януковича паради у столиці на честь Дня Незалежності не проводилися. Зокрема було скасовано парад на честь ювілейної 20-ї річниці, що пояснювалося владою економією коштів. Спроба громадськості самостійно організувати ходу в центрі Києва наразилася на спротив працівників правоохоронних органів.

### 2014

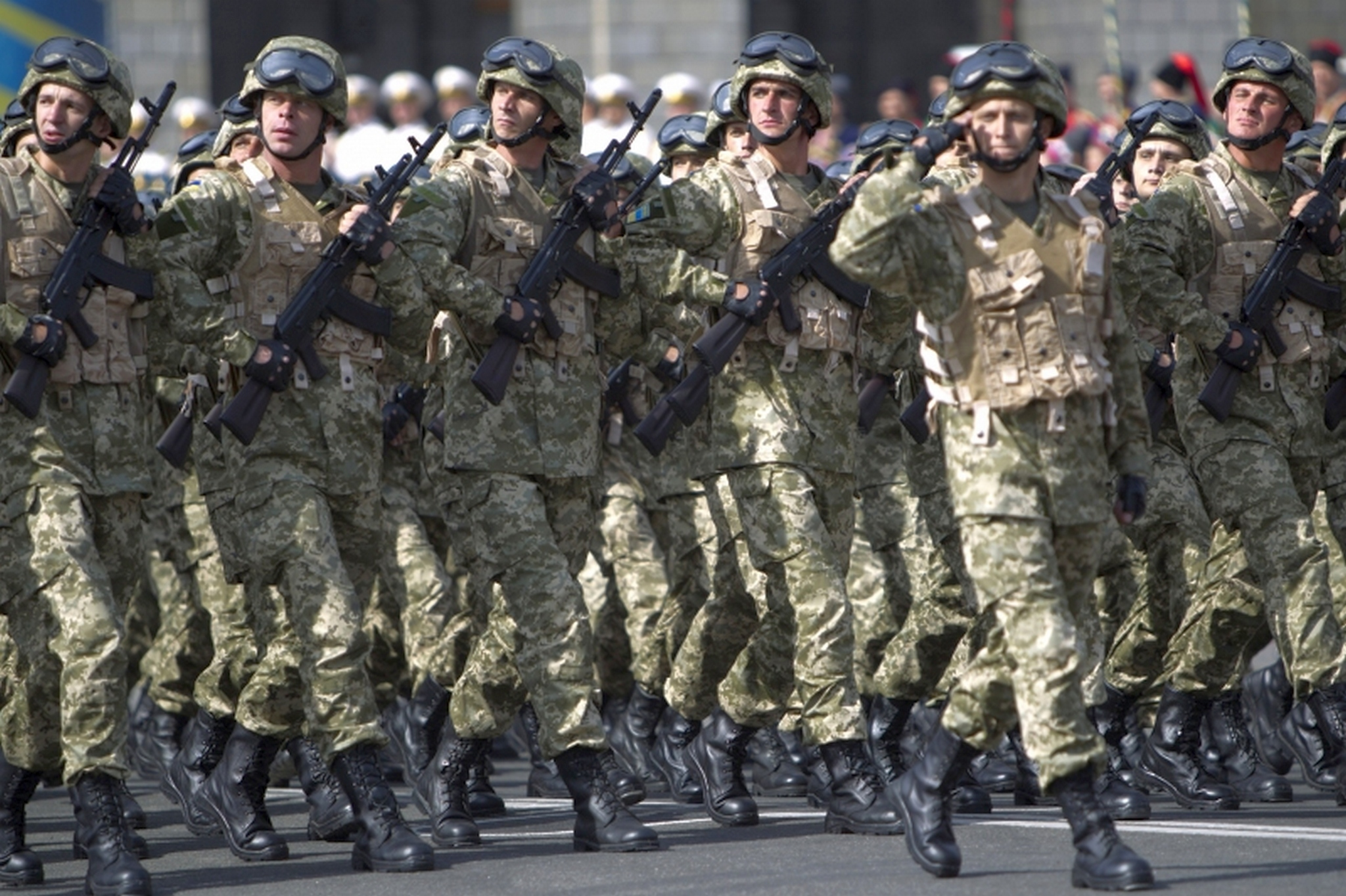
Парад 2014 року.

Військовий парад з нагоди 23-ї річниці Незалежності відбувався у першій рік російської збройної агресії проти України. Президент Петро Порошенко підписав указ про його проведення 21 липня 2014 року. Керував парадом генерал-лейтенант Анатолій Пушняков. Головною вулицею столиці проїхали близько півсотні одиниць військової техніки, у тому числі новітні зразки: БТР-3Е, БТР-4Є, бронеавтомобілі KRAZ Cougar та КрАЗ-Спартан. Потім рушили реактивні системи залпового вогню «Бастіон-01» та «Бастіон-02» і найбільш потужні РСЗВ — «Смерч», комплекси зенітно-повітряної оборони «Оса», «Точка-У». Замкнули колону ЗРК С-300. Маршем пройшли 14 парадних розрахунків загальною чисельністю близько півтори тисячі військовослужбовців Збройних Сил, Нацгвардії, МВС та Державної прикордонної служби. Символічним стало проходження зведеної «коробки», до котрої увійшли 120 учасників бойових дій на сході України. Частина техніки та особового складу по завершенню параду вирушили до зони АТО. Голосом параду до Дня незалежності став Дмитро Хоркін. Того ж дня пройшов морський парад, у котрому брали участь кораблі ВМС України та ДПСУ, в Одесі.
Проведення параду під час бойових дій на Сході України викликала протилежні думки громадськості. Висловлювалася думка про те, що в ці дні військова техніка більше потрібна на фронті, ніж у столиці. Разом з тим на думку О.Кузьмука
|  | Історія знає паради під час війни, вони піднімали впевненість та бойовий дух, бійці одразу йшли на фронт, тому тут є сенс але повинна бути мета — не просто парад на відзначення річниці, а це парад-демонстрація того, що у нас є бойовий дух, у нас є військова техніка, у нас є підготовлені війська, які з параду йдуть виконувати бойові завдання. |

Підготовка до параду
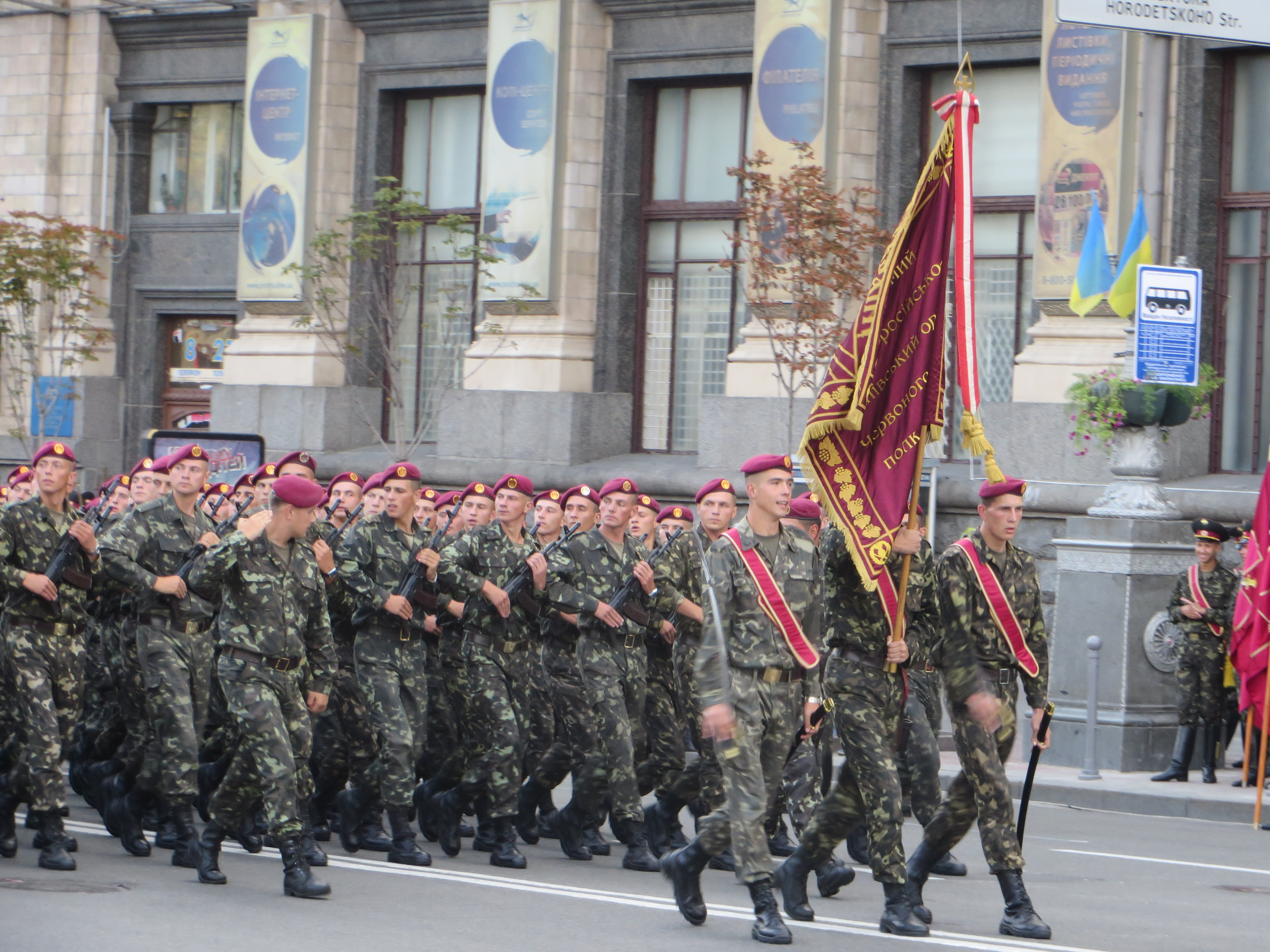
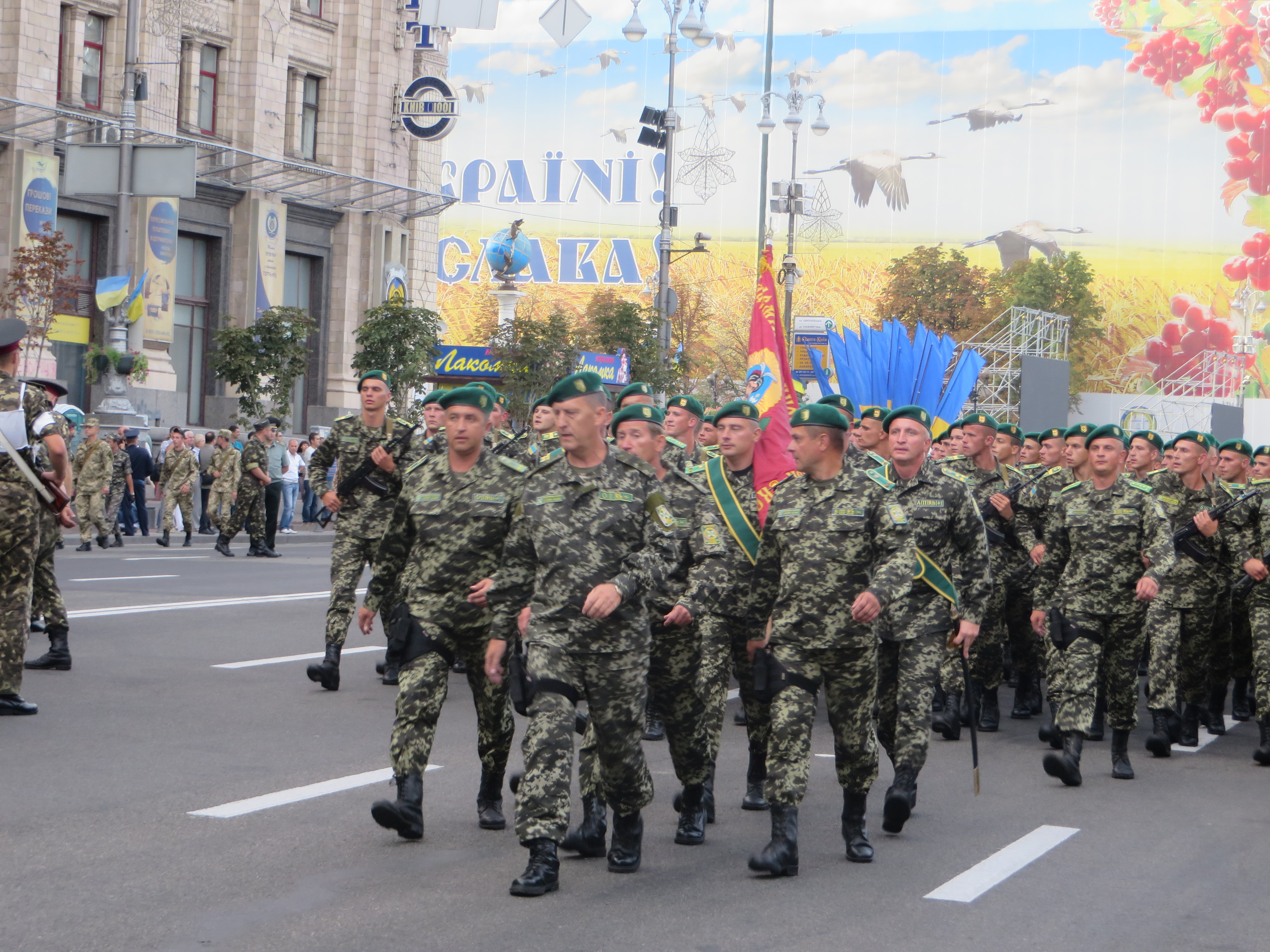
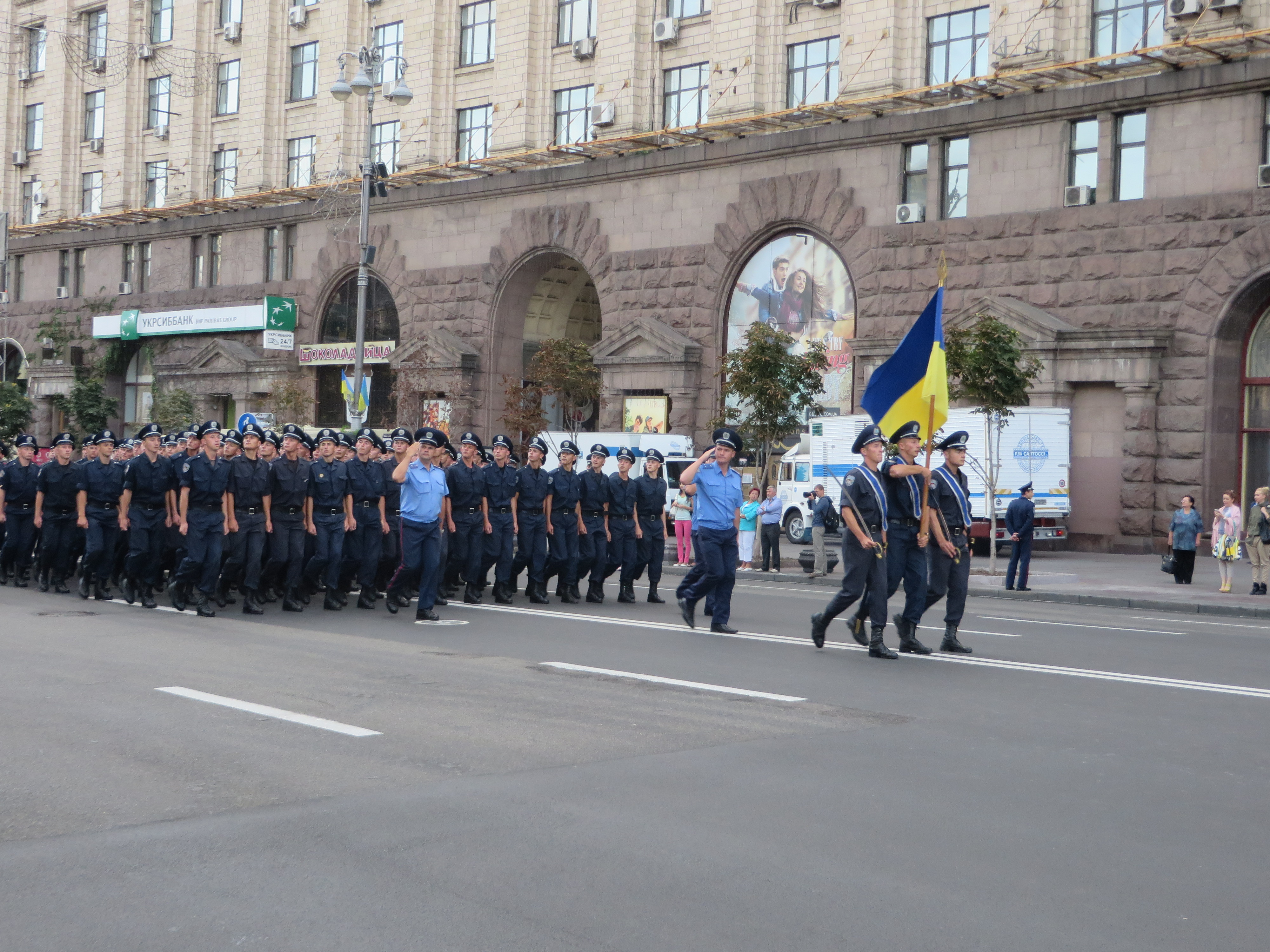
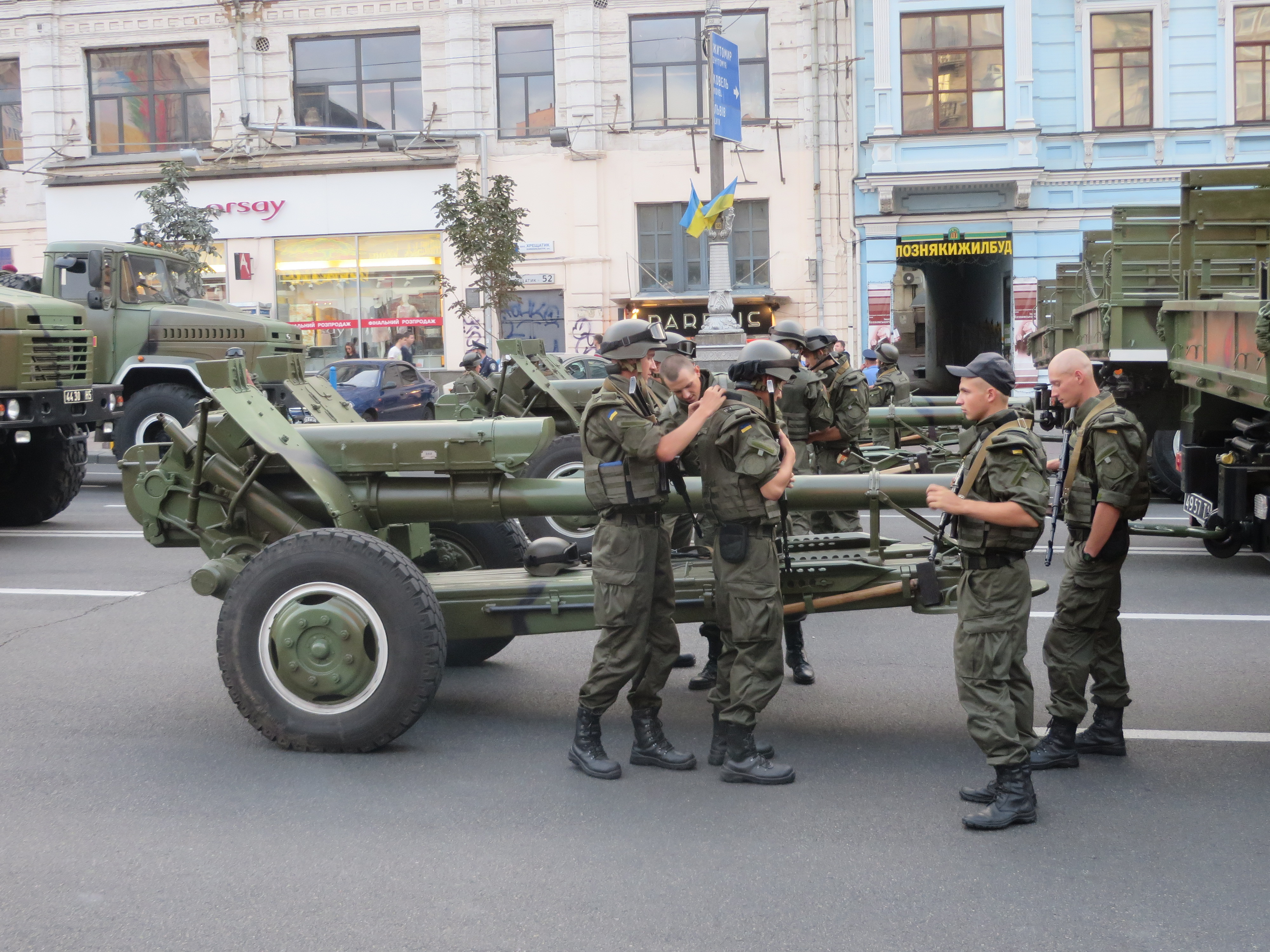
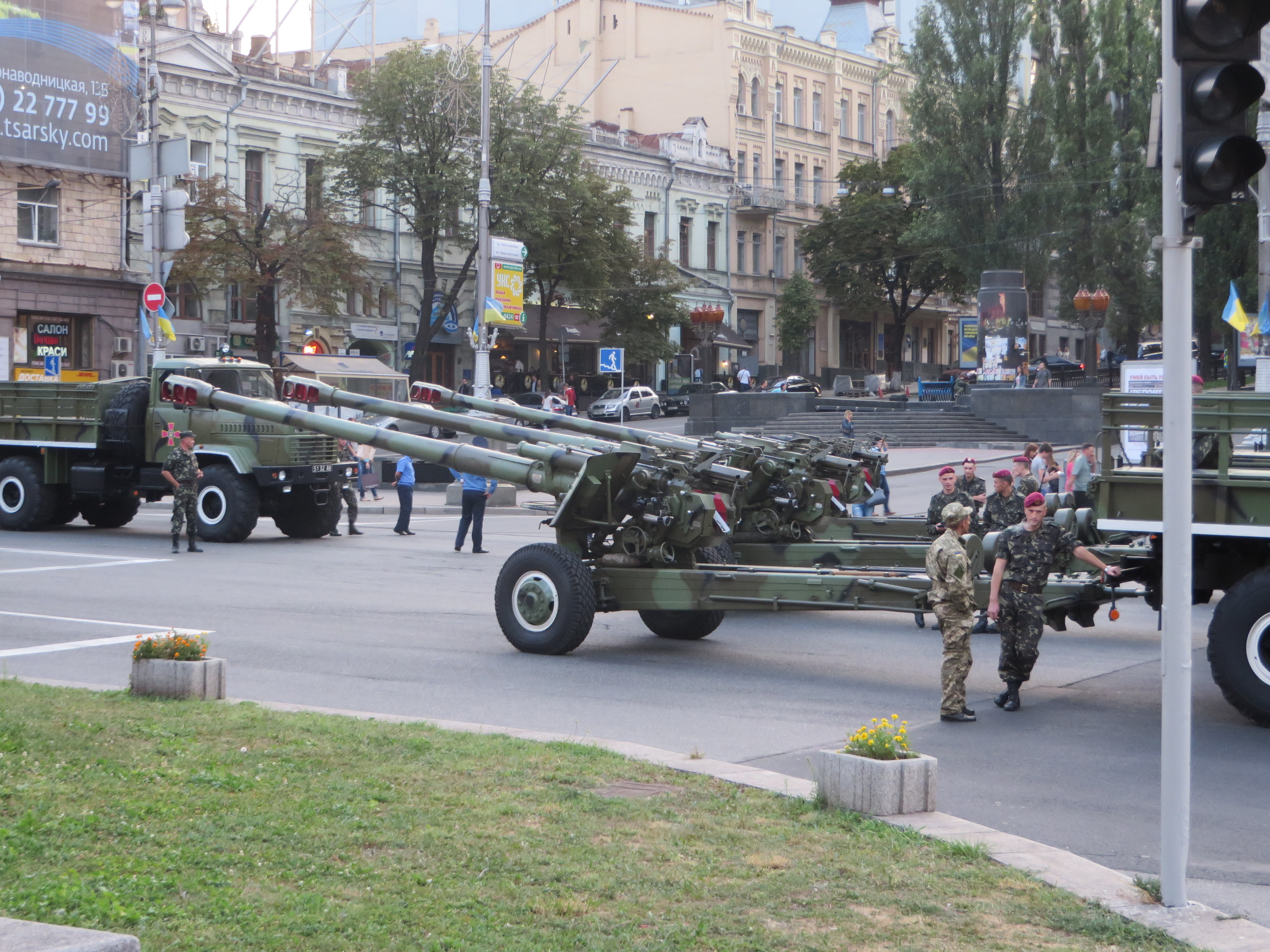
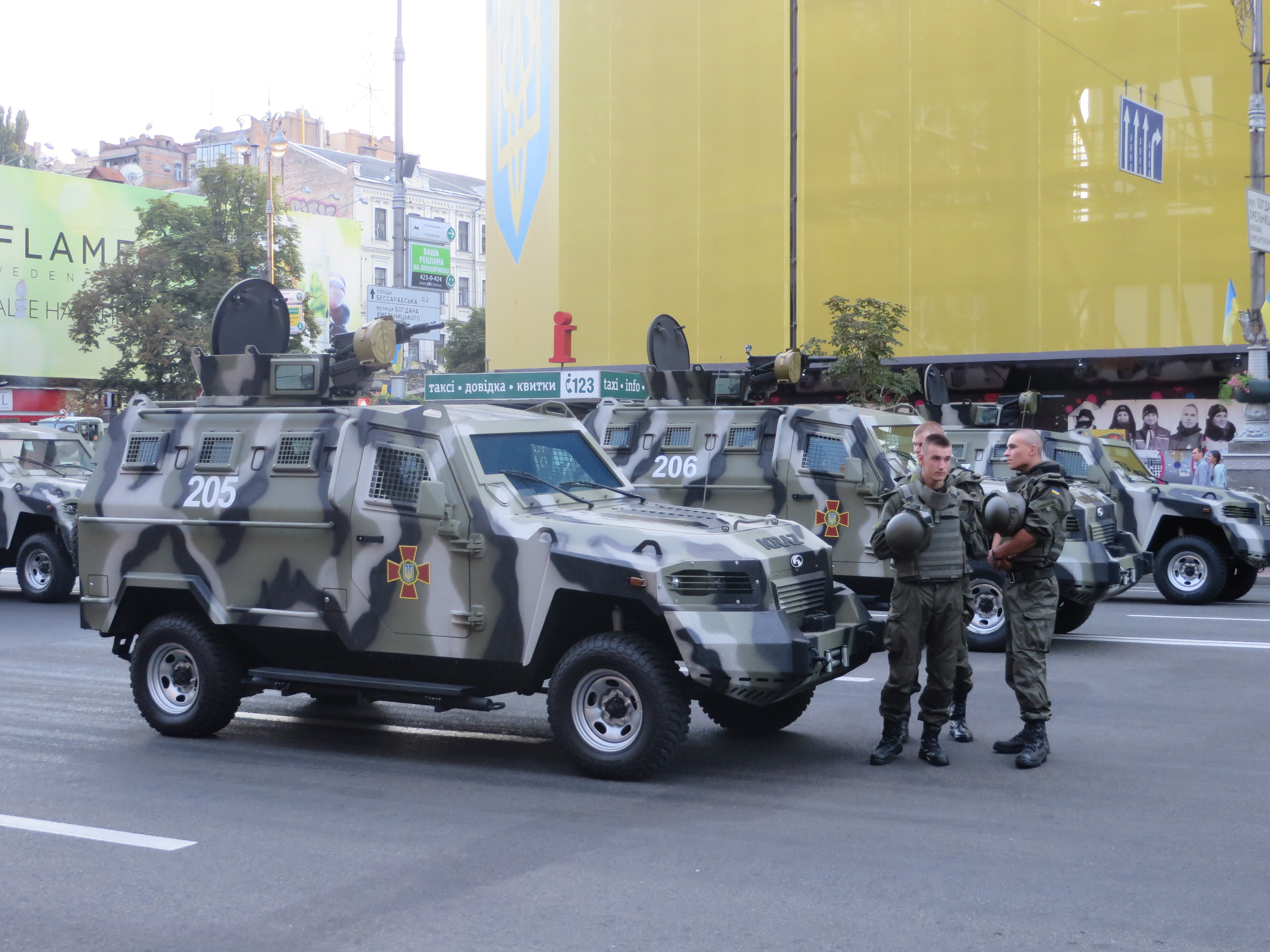
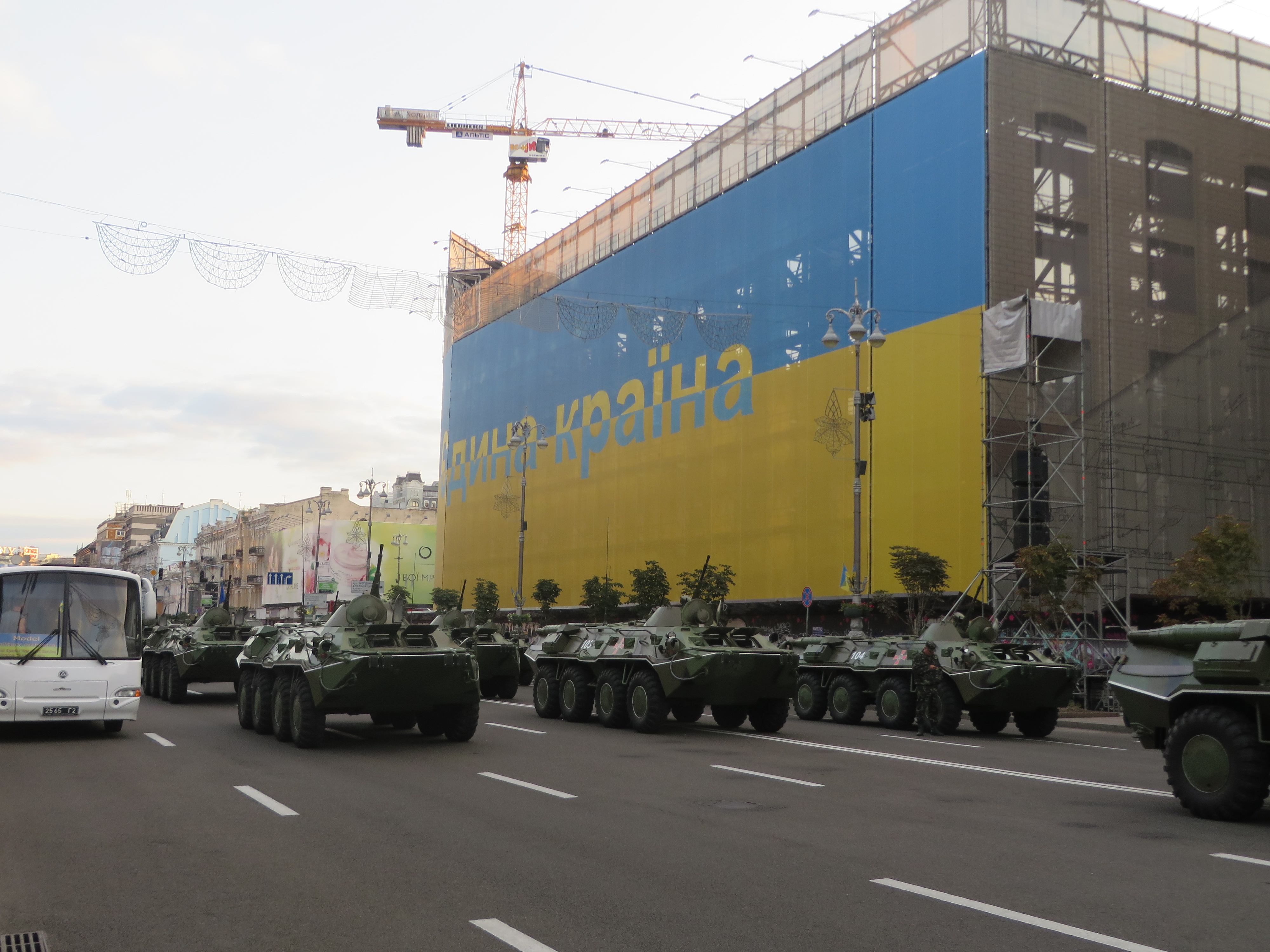
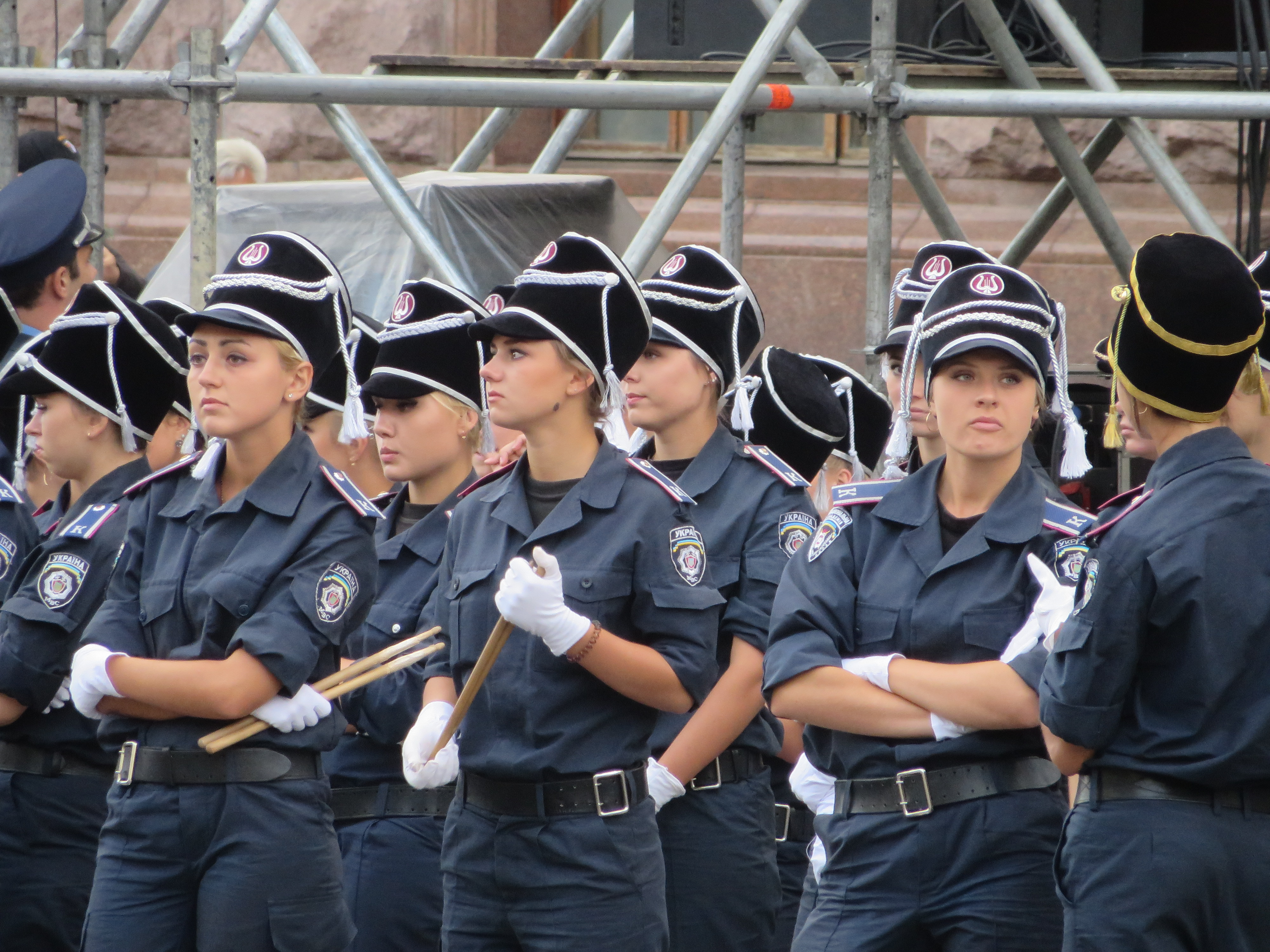

### 2015

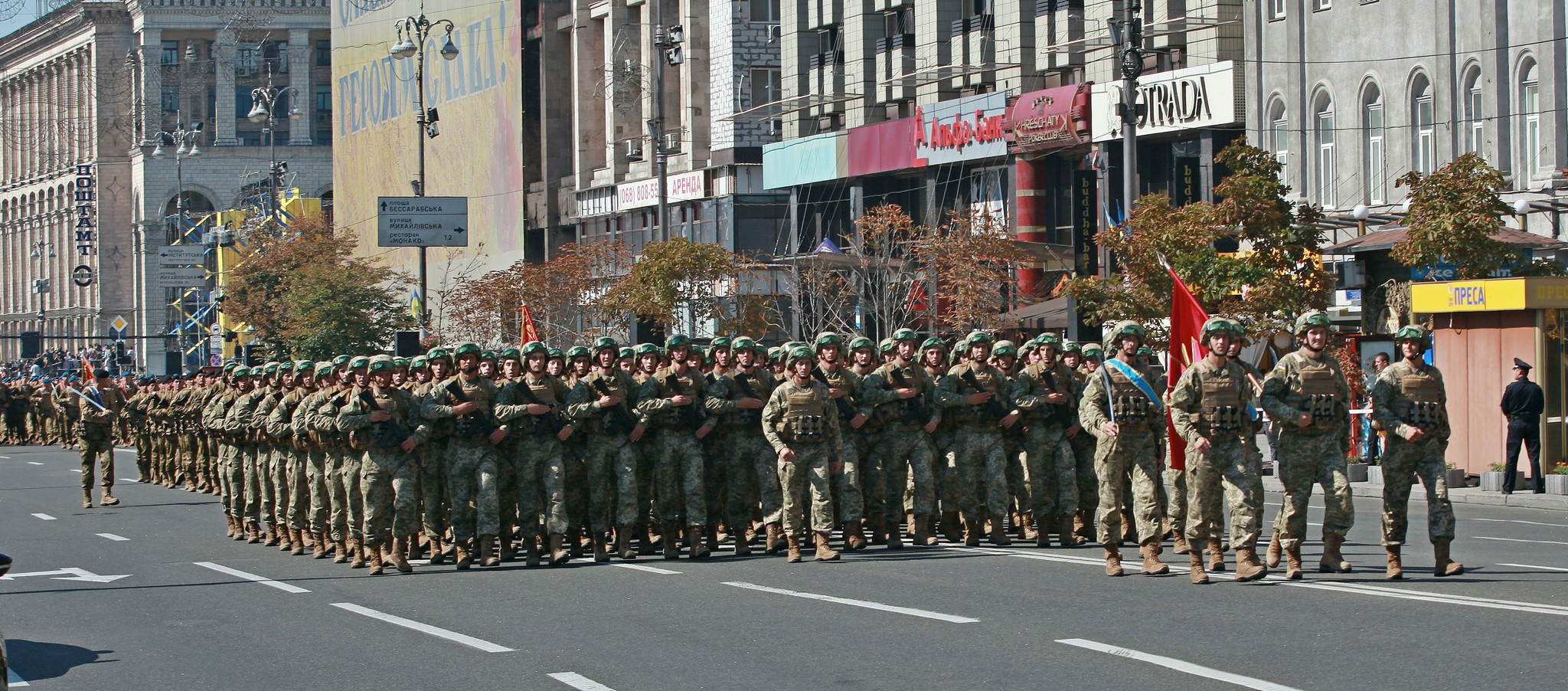
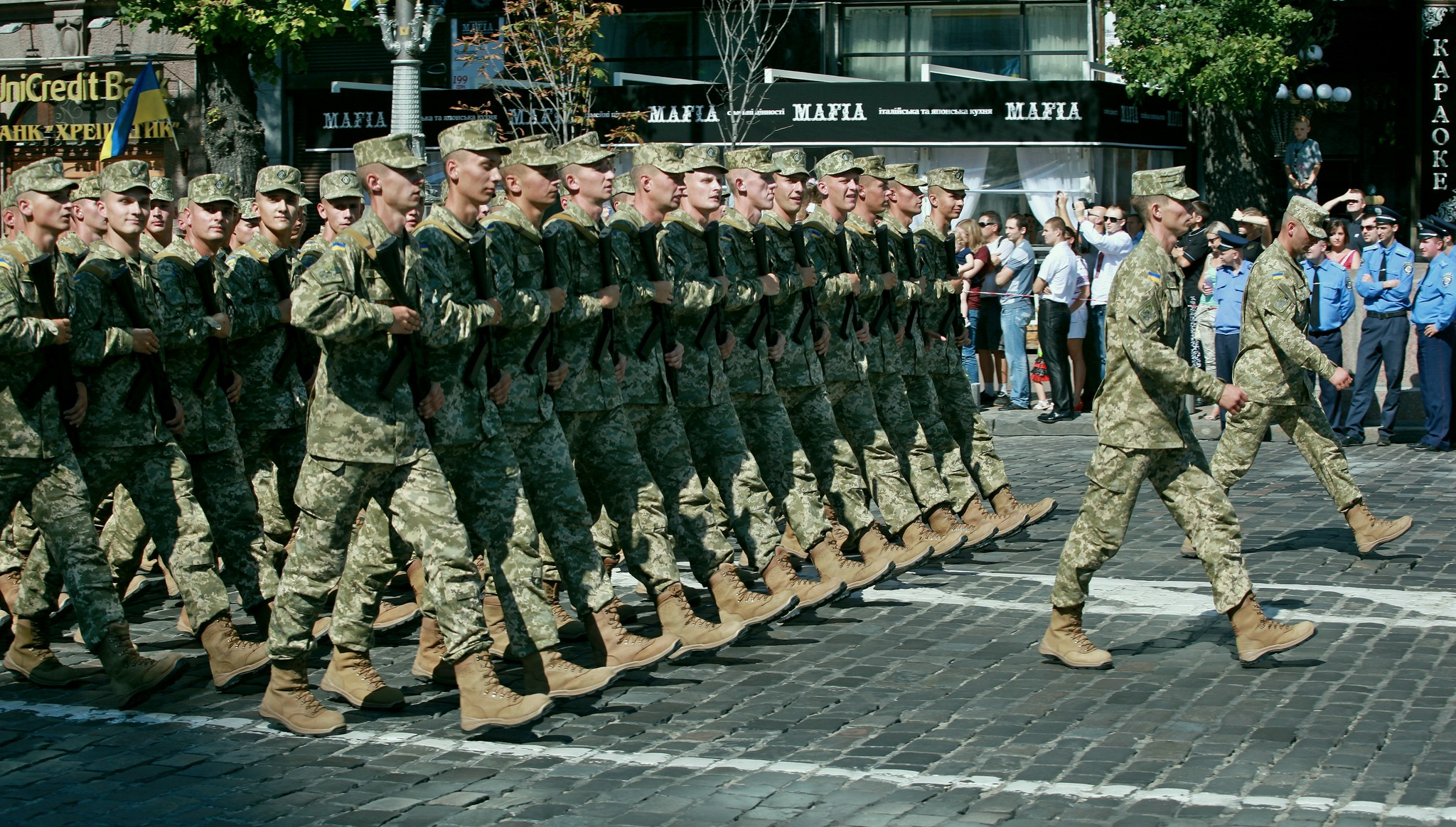
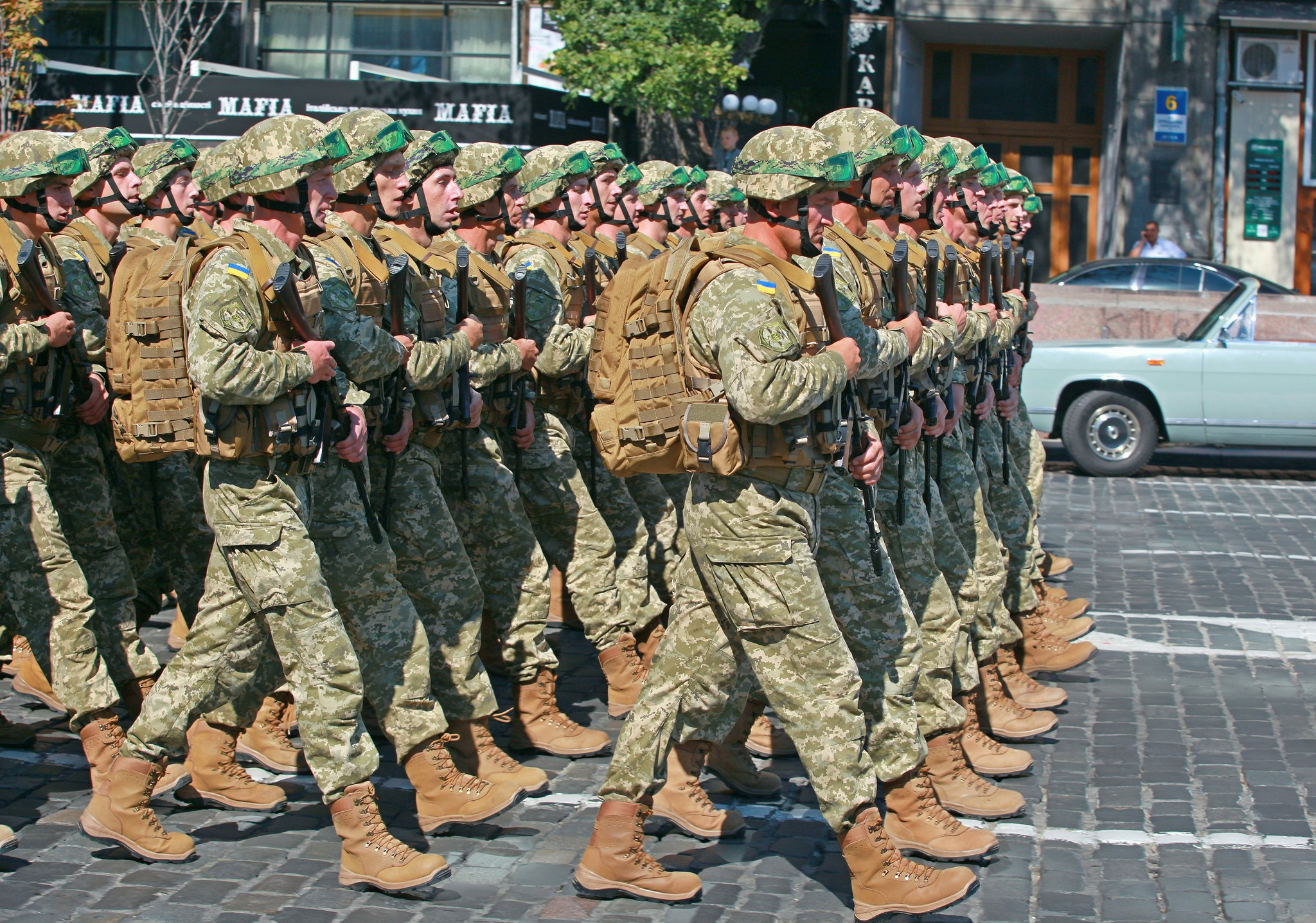
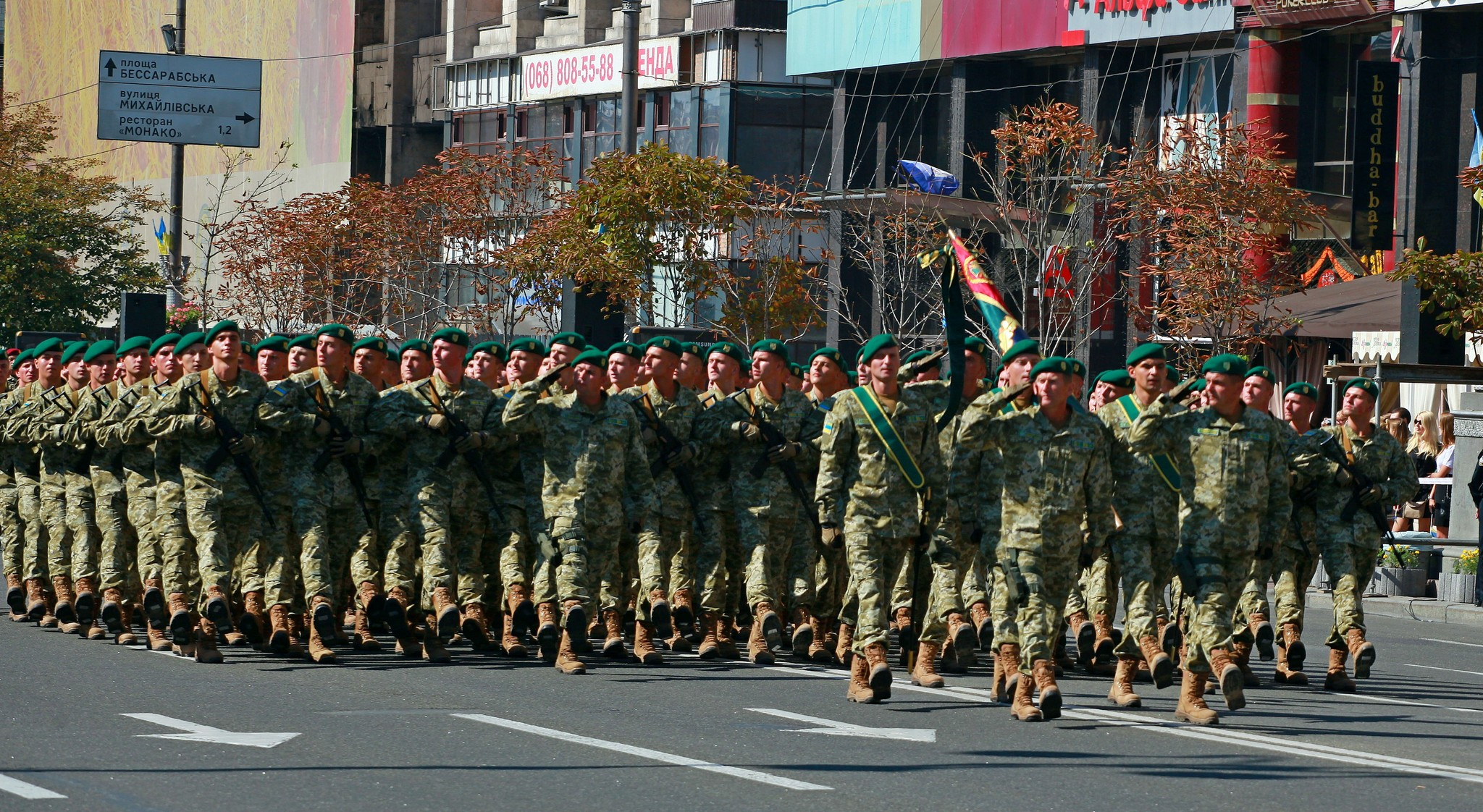

Парад пройшов без участі військової техніки. У своїй промові президент Петро Порошенко згадав бої за Іловайськ, пообіцяв «не пробачати» і водночас назвав мінські угоди «безальтернативними».
Участь у параді взяли 2,3 тисячі українських військовослужбовців, 14 військових частин отримали бойові прапори з відзнакою — стрічкою до бойового знамена «За мужність і відвагу». Добровольчі підрозділи, зі сформованих 2014 року, котрі переважно було зараховано до різних силових структур, на марші були представлені батальйоном «Айдар», котрий на той час зазнав найбільших втрат під час «АТО». Диктором параду — Дмитро Хоркін.

### 2016
Ювілейну, 25-ту річницю Незалежності Україна відзначила військовим парадом Незалежності в котрому взяли участь понад 4 тисячі військовослужбовців ЗСУ, НГУ, ДПС, співробітників НП, учасників АТО, а також понад 200 одиниць військової техніки, котра опісля мала бути надіслана до зони конфлікту. Командувачем параду був генерал-лейтенант Сергій Попко. Військовики крокували у парадних та повсякденних одностроях нового зразка авторства колективу розробників на чолі з Олексієм Руденко.
|  | «Що продемонструє цей парад? Суспільство побачить свою нову армію, за два роки створену майже з нуля. Суспільство переконається, що Збройні Сили рік за роком міцніють, а безпека держави — посилюється. Влада цим парадом звітує, куди йдуть гроші. (…) І нарешті, наш парад — це сигнал і ворогу: українці серйозно готові й надалі боротися за свою незалежність. Цього року моїм пріоритетом стало формування професійної, контрактної армії. Станом на сьогоднішній день 75% української армії є контрактною» |

18 частин, у тому числі ОК, 10 ОГШБр та 95 ОДШБр, отримали бойові прапори з відзнакою — стрічкою «за мужність». Учасники параду вшанували загиблих українських героїв. Хвилина мовчання супроводжувалась виконанням пісні «Пливе кача». Диктором параду до Дня незалежності став Дмитро Хоркін.
В урочистих заходах до Дня Незалежності взяв участь Президент Республіки Польща Анджей Дуда. Хрещатиком прокрокувала, зокрема, Литовсько-польсько-українська бригада.
Певні зміни сталися у музичному супроводі: було презентовано аранжування для в/о «Запорозького маршу» Миколи Лисенка, закордонні делегації почав супроводжувати «Unter dem Siegesbanner» фон Блона, за президентську фанфару від початку терміна Порошенка, замість класичної «Червона калина&За Україну», слугувала тема з «України» Петриненка.

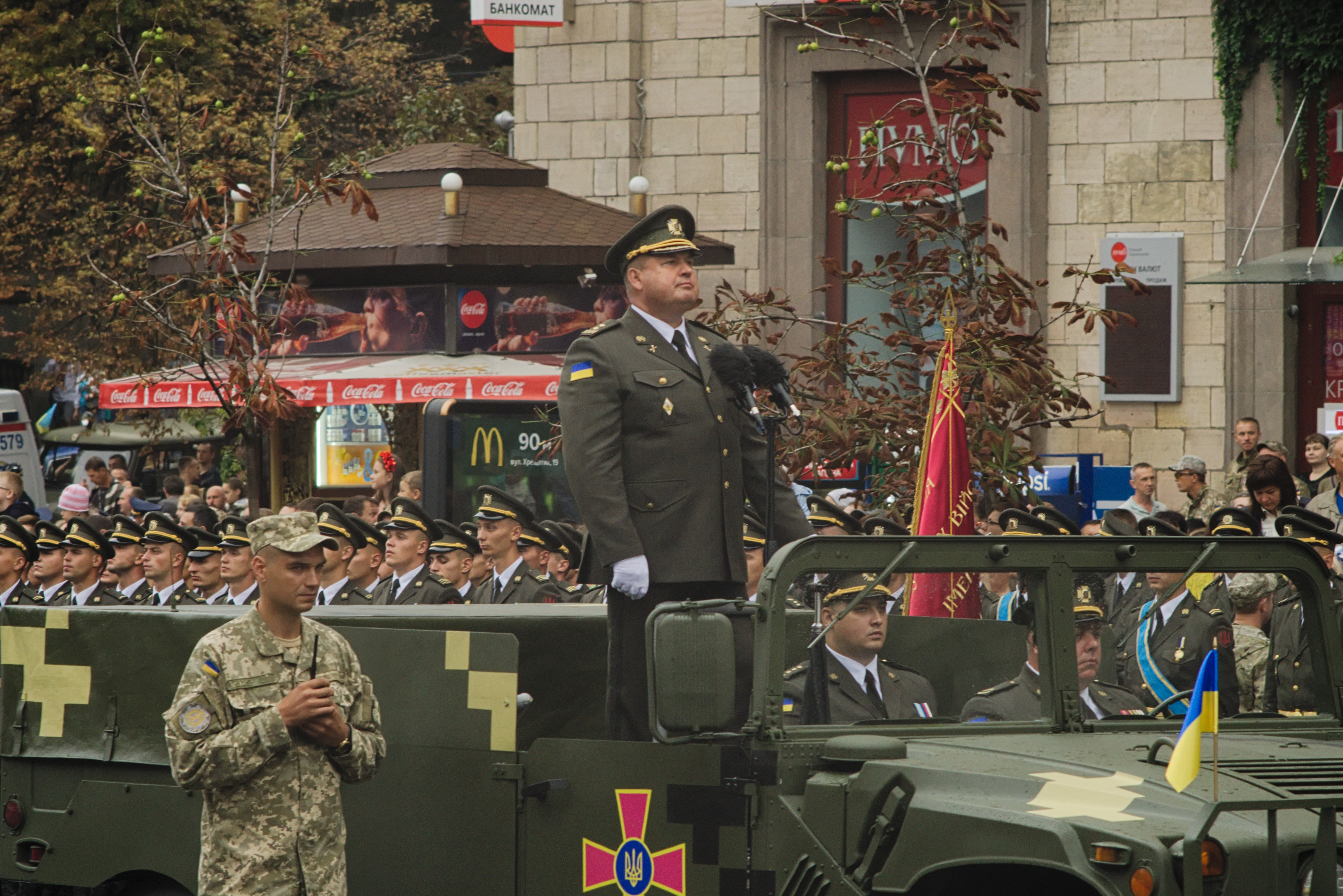
Командувач СВ ЗСУ Сергій Попко
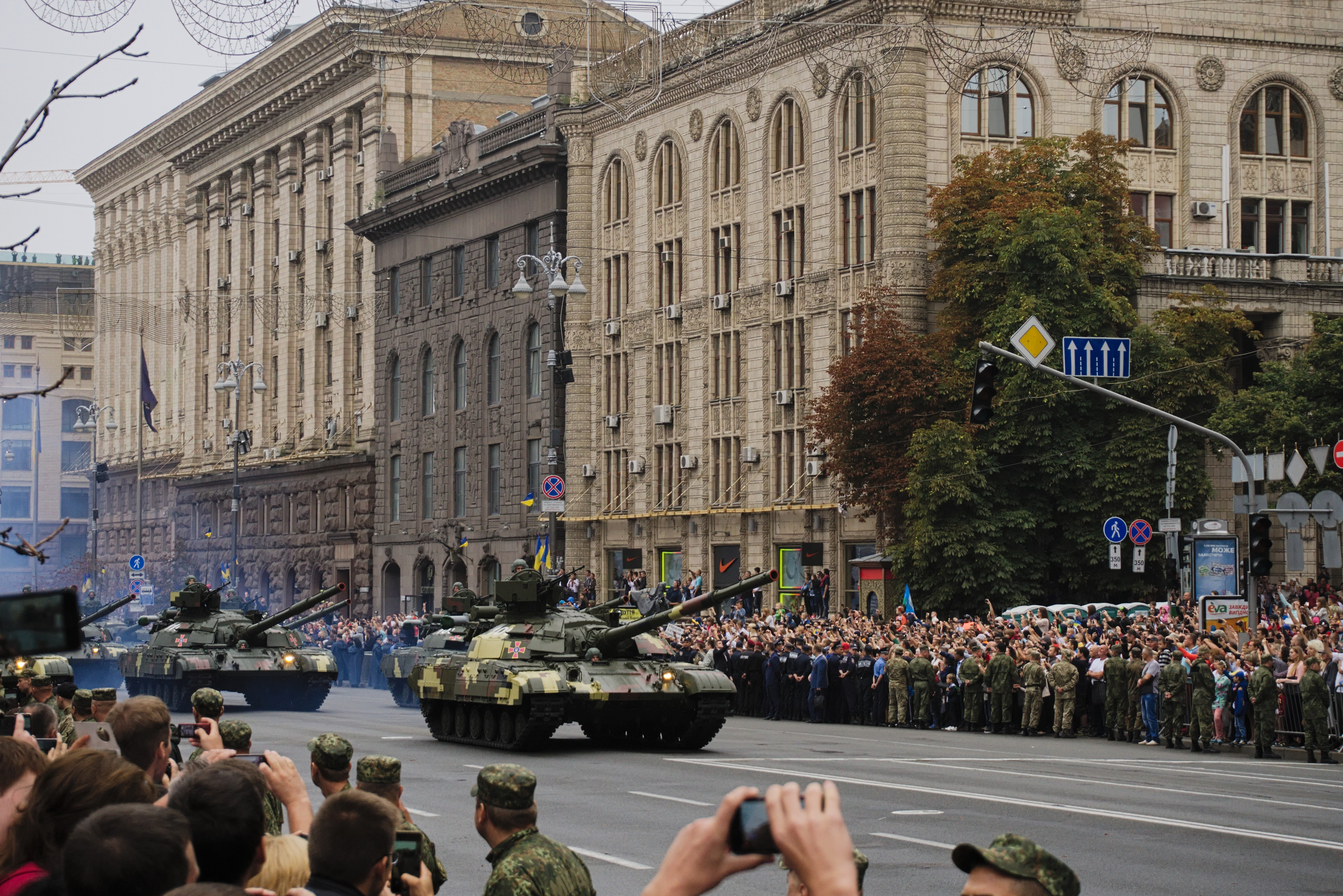
Т-64БМ «Булат» (1 ОТБр)
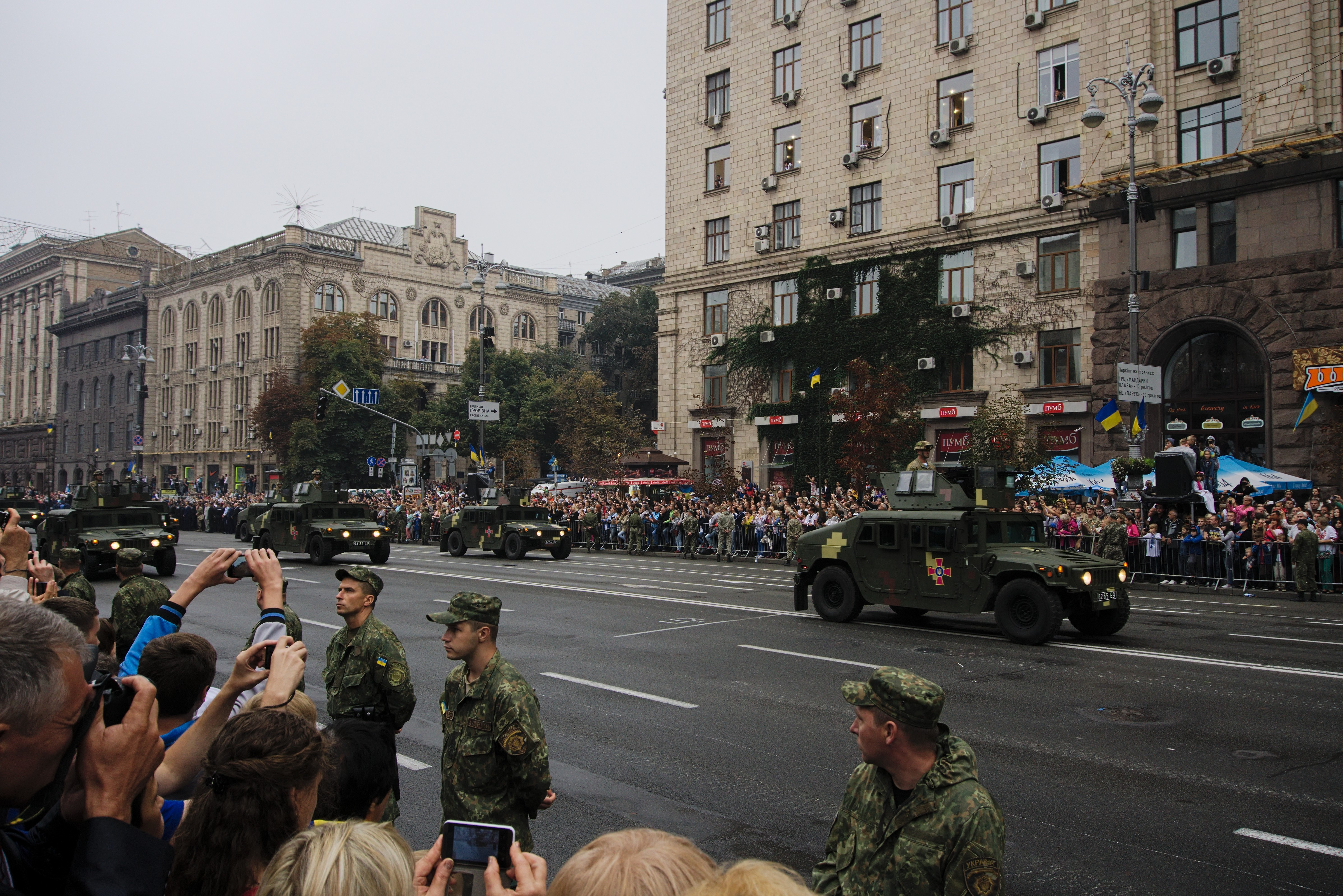
HMMWV (80 ДШБр)
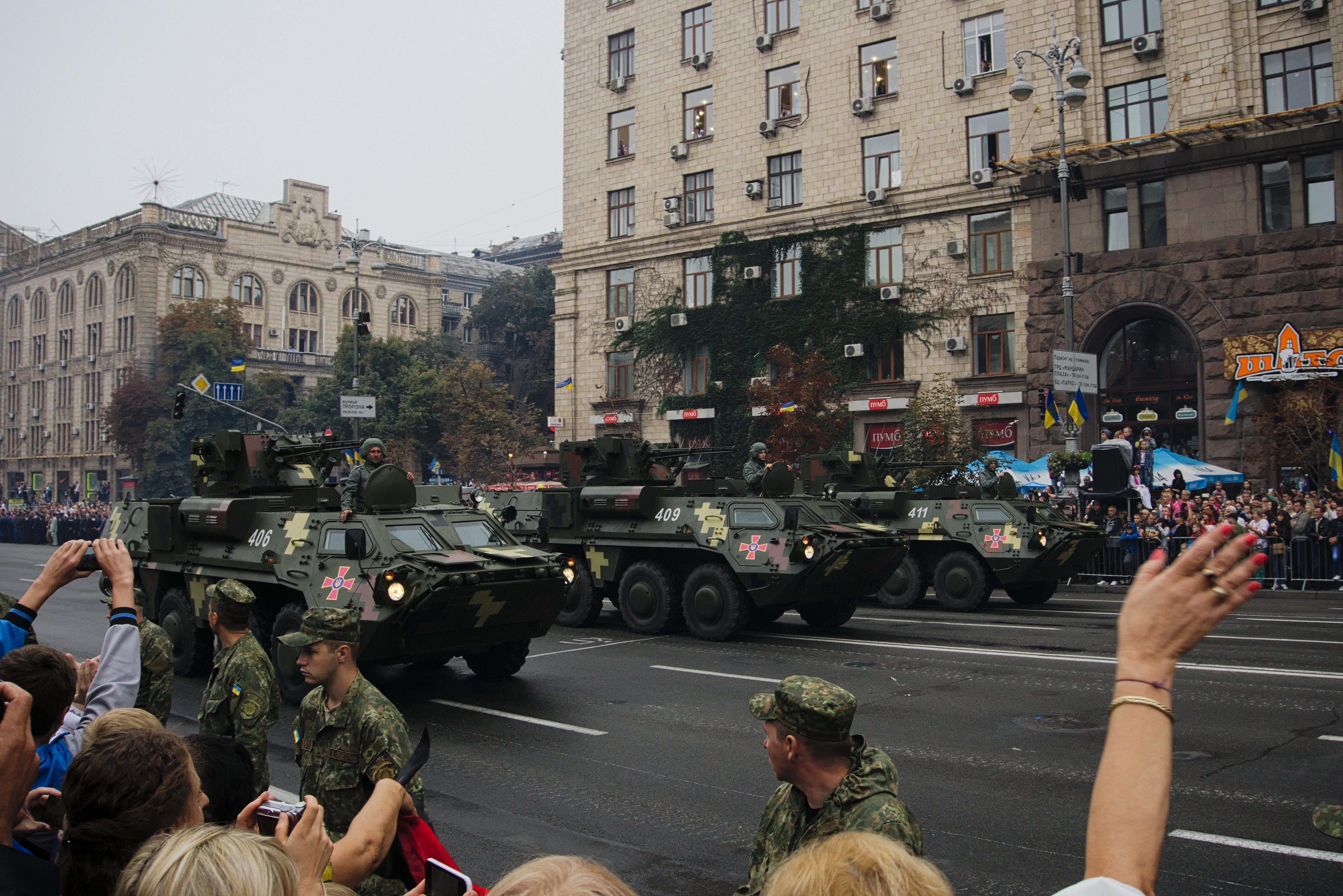
БТР-4Е «Буцефал» (92 ОМБр)

### 2017
Цього року в параді брали участь понад 4,5 тис. військовослужбовців з них понад 3600 українських військових та близько 70 одиниць техніки, з яких 25 одиниць — нові зразки, були виставлені для огляду на Хрещатику поміж Майданом Незалежності й Європейською площею. Також головною вулицею Києва вперше крокували військові підрозділи 10 країн-партнерів 9 з яких є членами НАТО:
- Парадні розрахунки розміру чоти́ (взводу) — Велика Британія, Грузія, Канада, Литва, Молдова, Польща та Сполучені Штати Америки;
- Знаме́нні групи — Латвія, Румунія та Естонія.

Всього: 231 військовослужбовець.
Також на параді були присутні міністри оборони: Сполучених Штатів (Джеймс Меттіс), Литви (Йозас Олякас), Латвії (Раймондс Берґманіс), Молдови (Віорел Чиботару), Польщі (Антоній Мацеревич), Чорногорії (Міліца Пеянович-Джурішич), Естонії (Свен Міксер), заступник міністра оборони Великої Британії, командувач Армії США в Європі Бен Годжес
Особливістю цього параду було і те, що вперше указом президента військовим частинам і з'єднанням, які проявили мужність і героїзм, і особливо відзначилися в ході бойових дій, були присвоєні почесні найменування зі стрічками до бойового знамена. Таких було 7 частин: 5 зі складу Збройних Сил і по одній частині — Національної гвардії і прикордонної служби, адже святкування стосується не лише 26-ї річниці незалежності, але й 100-ї річниці створення Армії Української Народної Республіки. Також було представлено новий варіант церемонійного однострою для роти Почесної варти за моделями доби УД Скоропадського Окремого полку Президента України. Крім того, було модернізовано однострої практично для всіх учасників параду. Диктором параду до Дня незалежності став Дмитро Хоркін.
Також вперше було:
- Пронесено репліку бойового знамена 3-ї Залізної стрілецької дивізії Армії УНР — одного з найвідоміших бойових підрозділів часів Української Революції 1917—1921 рр.
- Пронесено репліку бойового знамена 1-го Українського полку ім. Богдана Хмельницького сформованого в Києві у травні 1917 року, який воював у складі Армії УНР.

| Нові почесні назви військовим підрозділам:                                                                          |
| --- |
| 1-ша окрема танкова бригада отримала почесну назву за місцем базування «Сіверська»,                                 |
| 16-та окрема бригада армійської авіації отримала почесну назву за місцем базування «Броди»,                         |
| 24-та окрема механізована бригада отримала ім'я Короля Данила,                                                      |
| 48-ма інженерна бригада отримала почесну назву за місцем базування — Кам'янець-Подільська,                          |
| 72-га окрема механізована бригада отримала ім'я військового формування Армії УНР — Чорних запорожців,               |
| 1-ша бригада оперативного призначення НГУ отримала почесні назви — Президентська та ім'я — гетьмана Петра Дорошенка |
| Могилів-Подільський прикордонний загін отримав ім'я Героя України старшого лейтенанта В'ячеслава Семенова           |

Також було вручено бойові знамена новоствореним військовим частинам, які до того їх не мали.

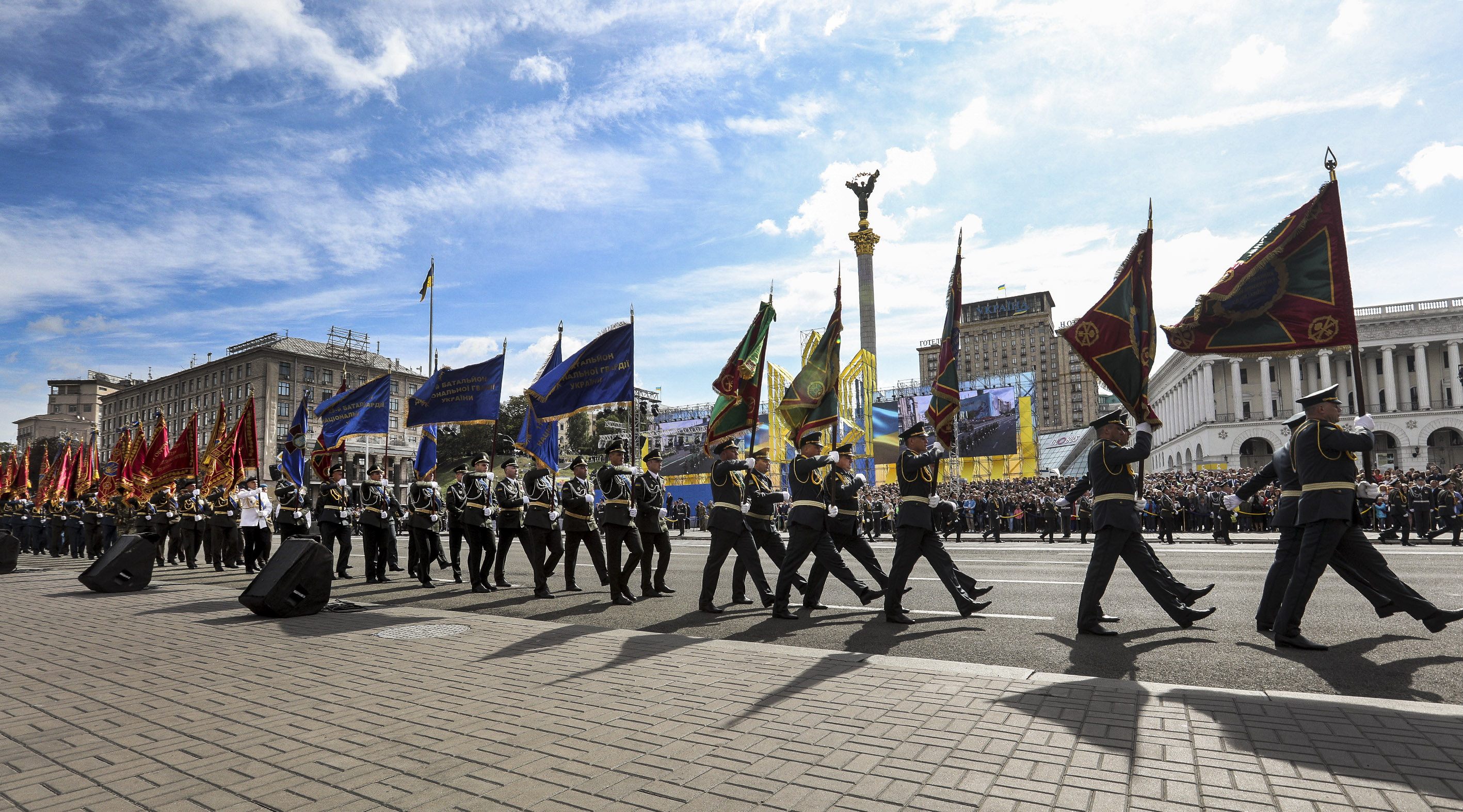
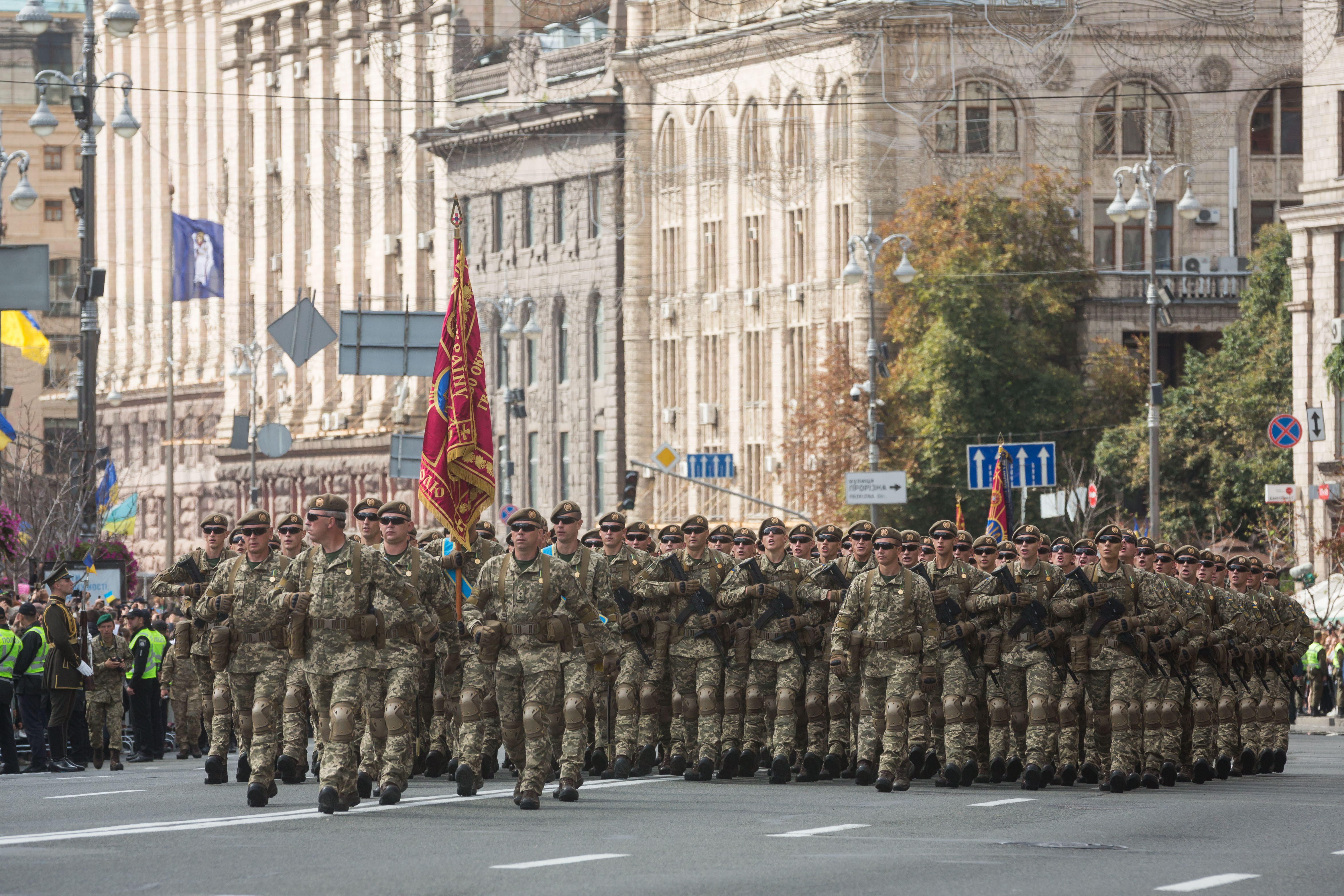
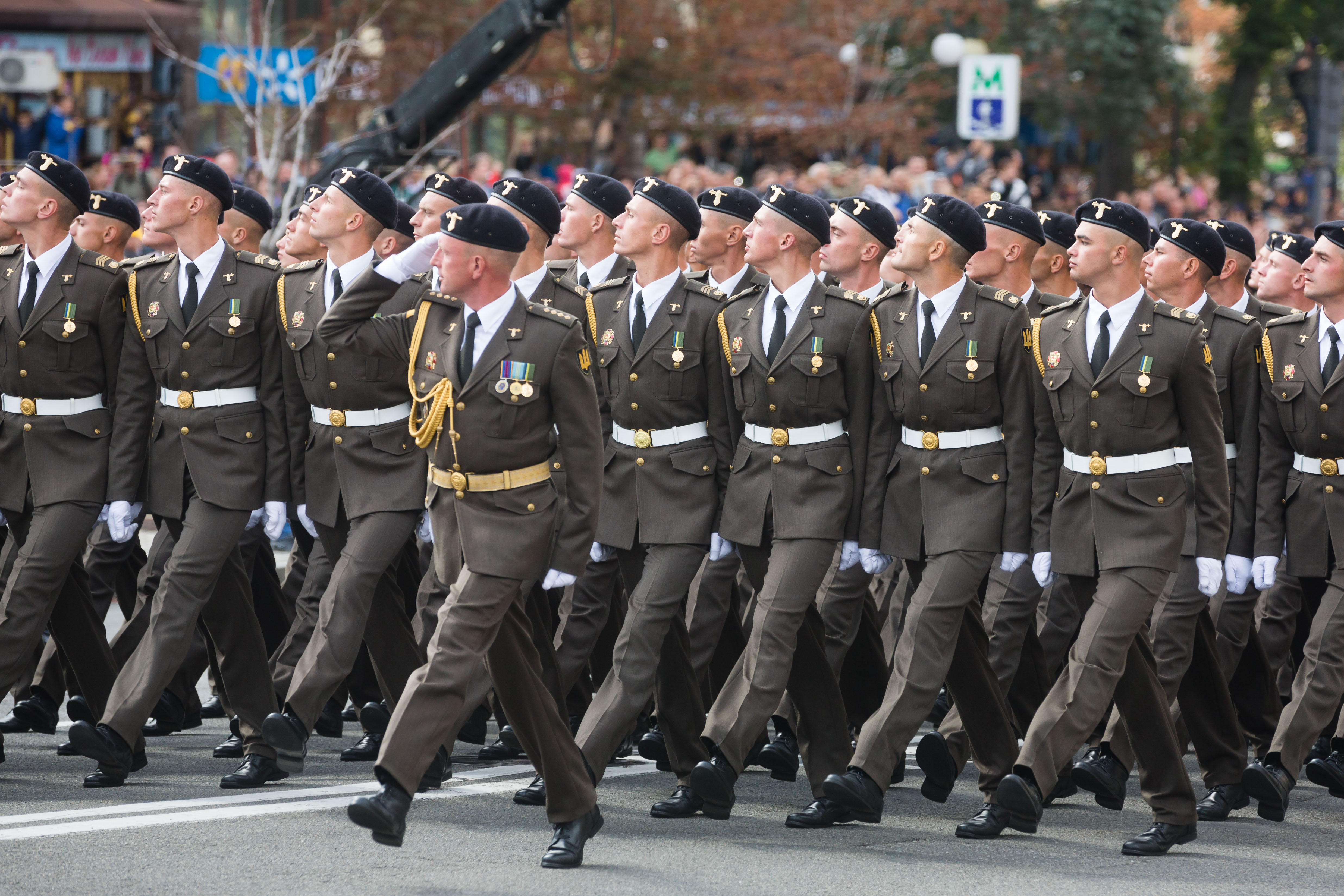
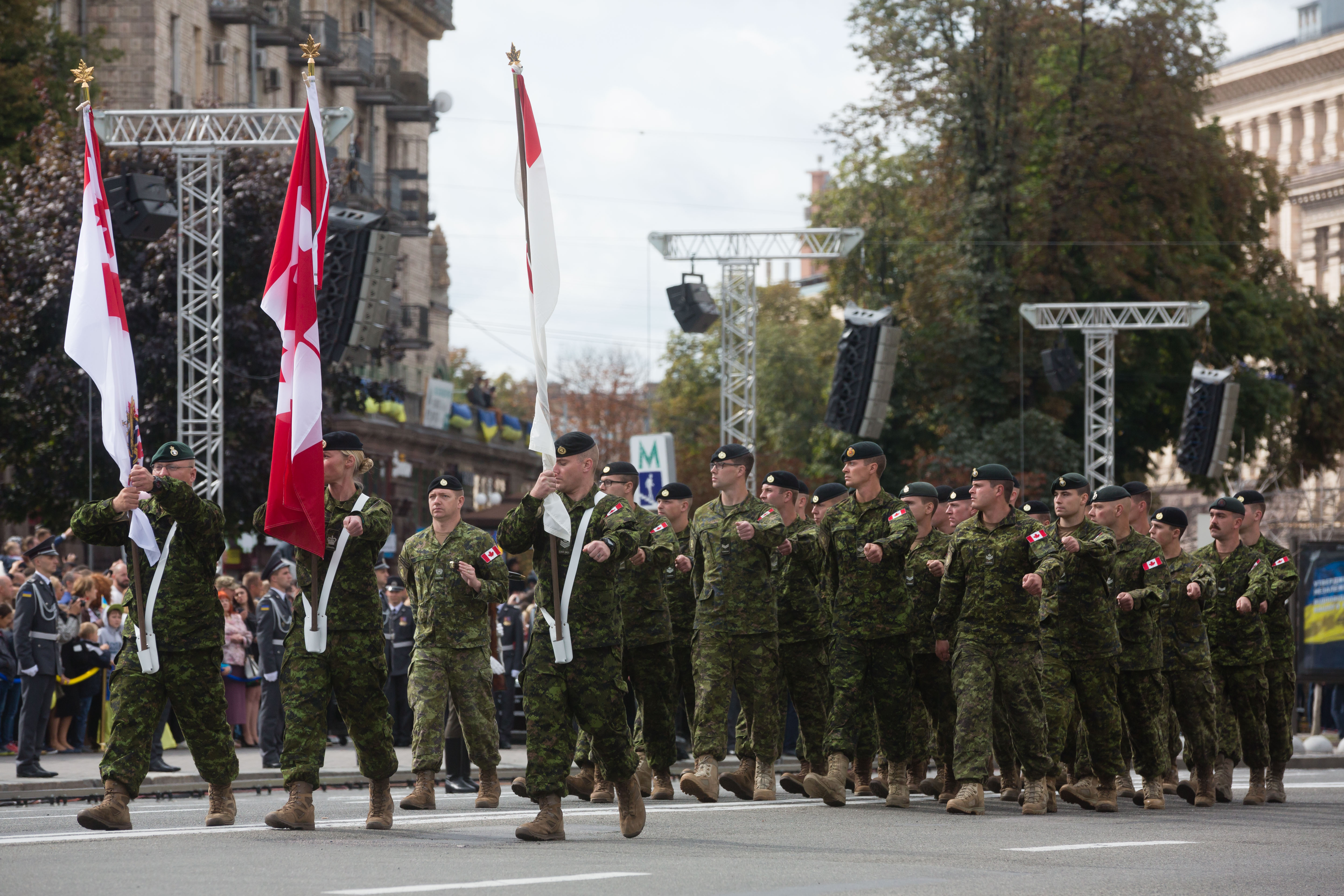

### 2018

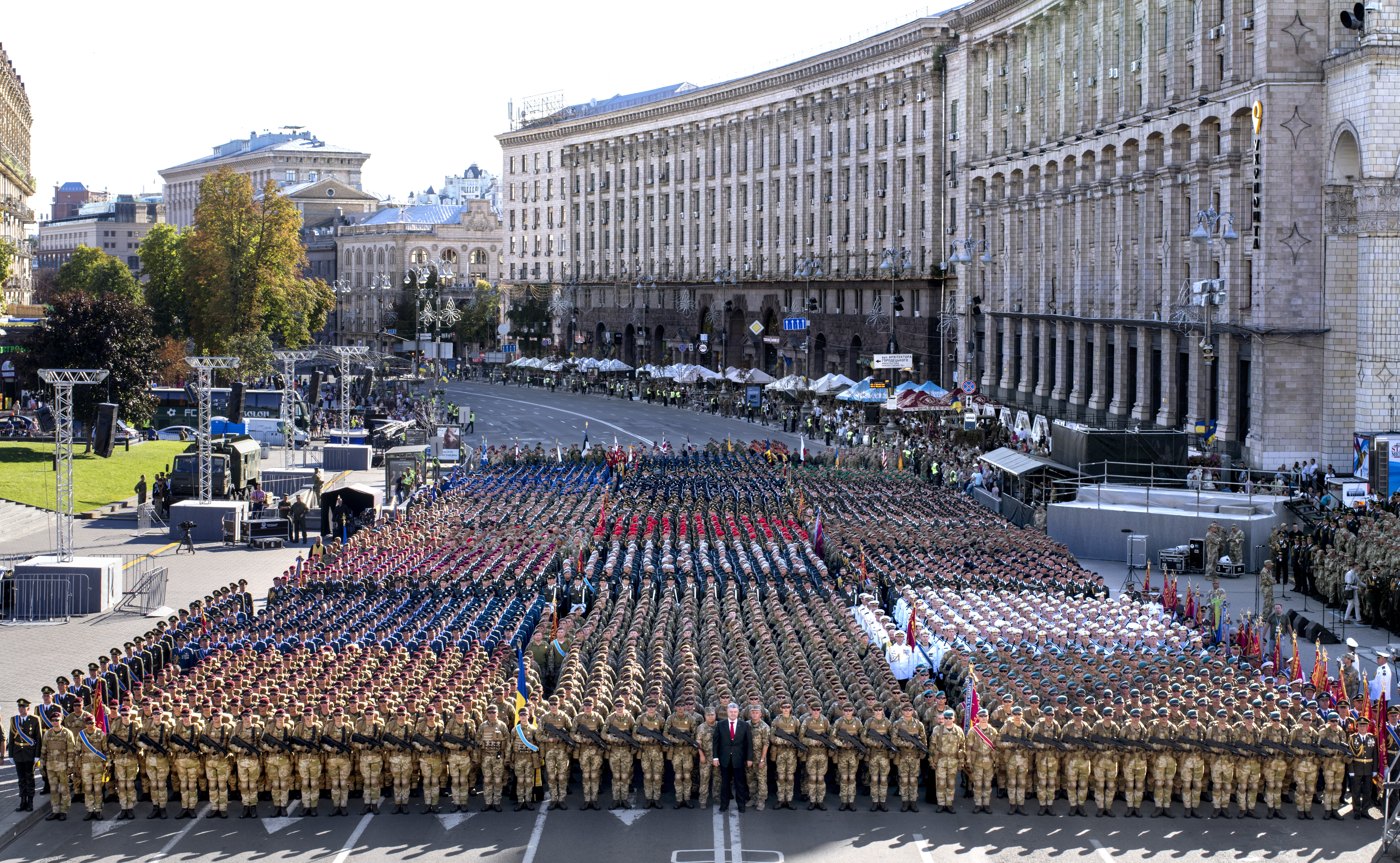
Коробки військовиків, Петро Порошенко, Віктор Муженко і Степан Полторак. Підготовка до параду, 22 серпня 2018.

На військовому параді 2018 року планується вперше продемонструвати практично всі нові зразки техніки та озброєння: оперативно-тактичний комплекс «Грім-2», високоточну систему залпового вогню «Вільха», автоматизовану РСЗВ «Верба», нову самохідну 155-мм гаубицю «Богдана» та інші новітні технічні досягнення. Загалом у параді військ буде представлено понад 250 одиниць військової техніки. Вперше широкому загалу було представлено новий український літак Ан-178
Також у параді взяли участь командирські позашляховики «Богдан-2351», санітарні автомобілі «Богдан-2251» і повнопривідні вантажівки «Богдан-6317». На Софійській площі було представлено мобільний мінометний комплекс UKR-MMC.
Серед представленої бронетехніки були і бронеавтомобілі «Козак-2» з ПТРК «Стугна», СБА «Варта» з ПТРК «Джавелін», та Дозор-Б.
В урочистих заходах взяли участь 4,5 тисячі військовослужбовців. Вперше за всю історію проведення параду участь взяли дівчата військові. Всього головною вулицею столиці пройшли 24 парадні розрахунки, які представляли підрозділи ЗСУ, НГУ, ДПСУ, СБУ та інших формувань, що виконують завдання з охорони та оборони України. Також у параді взяли участь 18 країн-партнерів, у тому числі й з держав Північноатлантичного Альянсу, а також високі гості з дружніх країн. Вперше на урочистостях військовослужбовці використовували військове вітання «Слава Україні!» — «Героям слава!» замість вітань радянського взірця.
Вперше на параді взяли участь капелани.
Представники оборонних відомств: Австрія, Азербайджан, Велика Британія, Грузія, Данія, Естонія, Канада, Латвія, Литва, Молдова, Польща, Румунія, Словаччина, Сполучені Штати, Німеччина, Швеція, Чехія, Чорногорія.
Також на параді відбулося урочисте надання нових почесних назв низці військових частин, зокрема:
- 3-й окремий полк спеціального призначення на честь князя Святослава Хороброго
- 15-та бригада транспортної авіації на честь авіаконструктора Олега Антонова
- 30-та окрема механізована бригада на честь князя Костянтина Острозького
- 55-та окрема артилерійська бригада на честь Запорозької Січі
- 56-та окрема мотопіхотна бригада за місцем дислокації Маріупольська
- 93-тя окрема механізована бригада, на честь визначного символу української військової звитяги Холодного Яру
- 406-та окрема артилерійська бригада на честь генерал-хорунжого Олексія Алмазова
- 21-ша окрема бригада охорони громадського порядку НГУ на честь Петра Калнишевського
- 3-й прикордонний загін Східного РУ ім'я Героя України полковника Євгена Пікуса
- 27-й прикордонний загін Західного регіонального управління ДПСУ — імені героїв Карпатської Січі
- 31-й прикордонний загін Західного регіонального управління ДПСУ — імені генерал-хорунжого Олександра Пилькевича

Голос параду на честь Дня незалежності — Дмитро Хоркін.

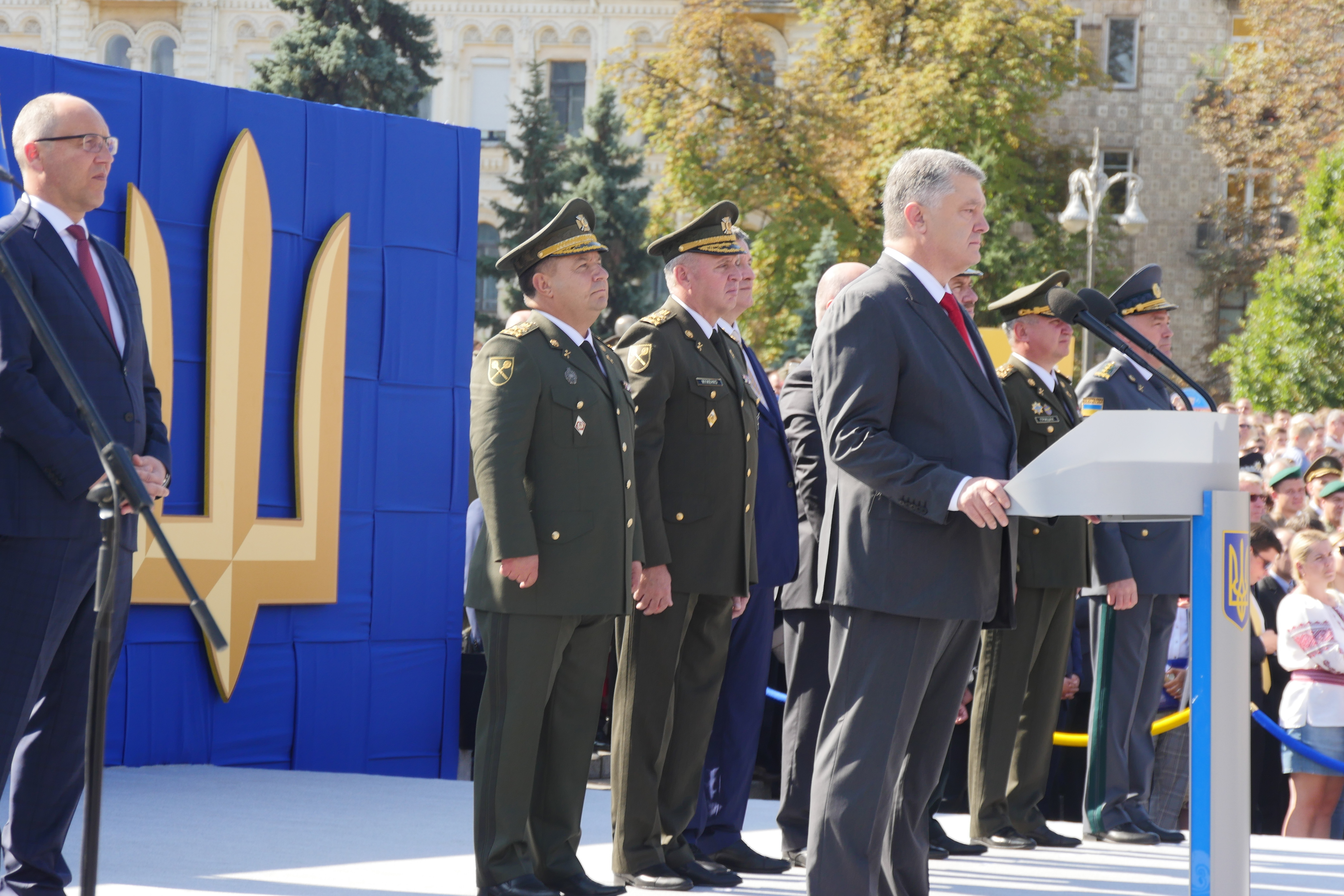
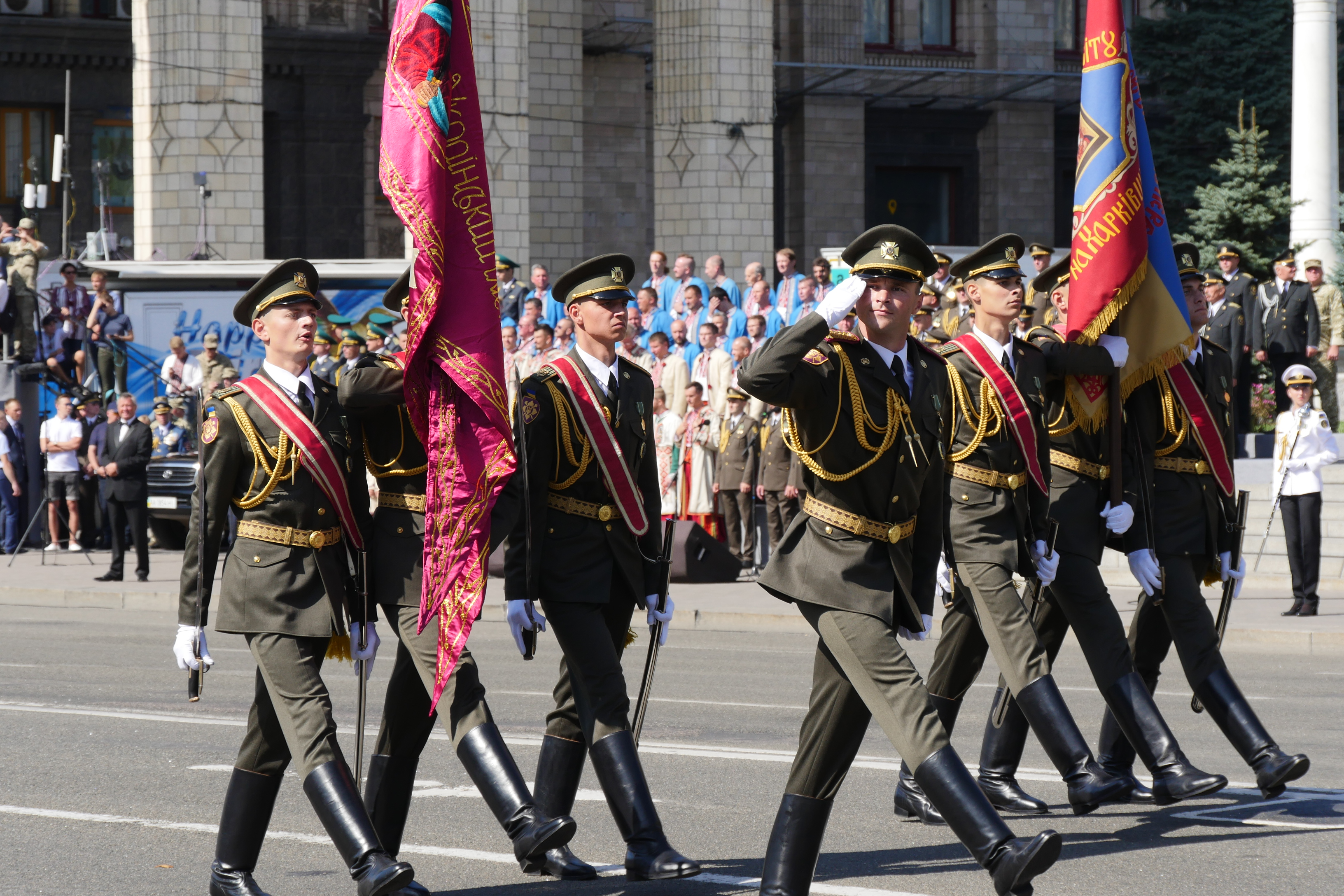
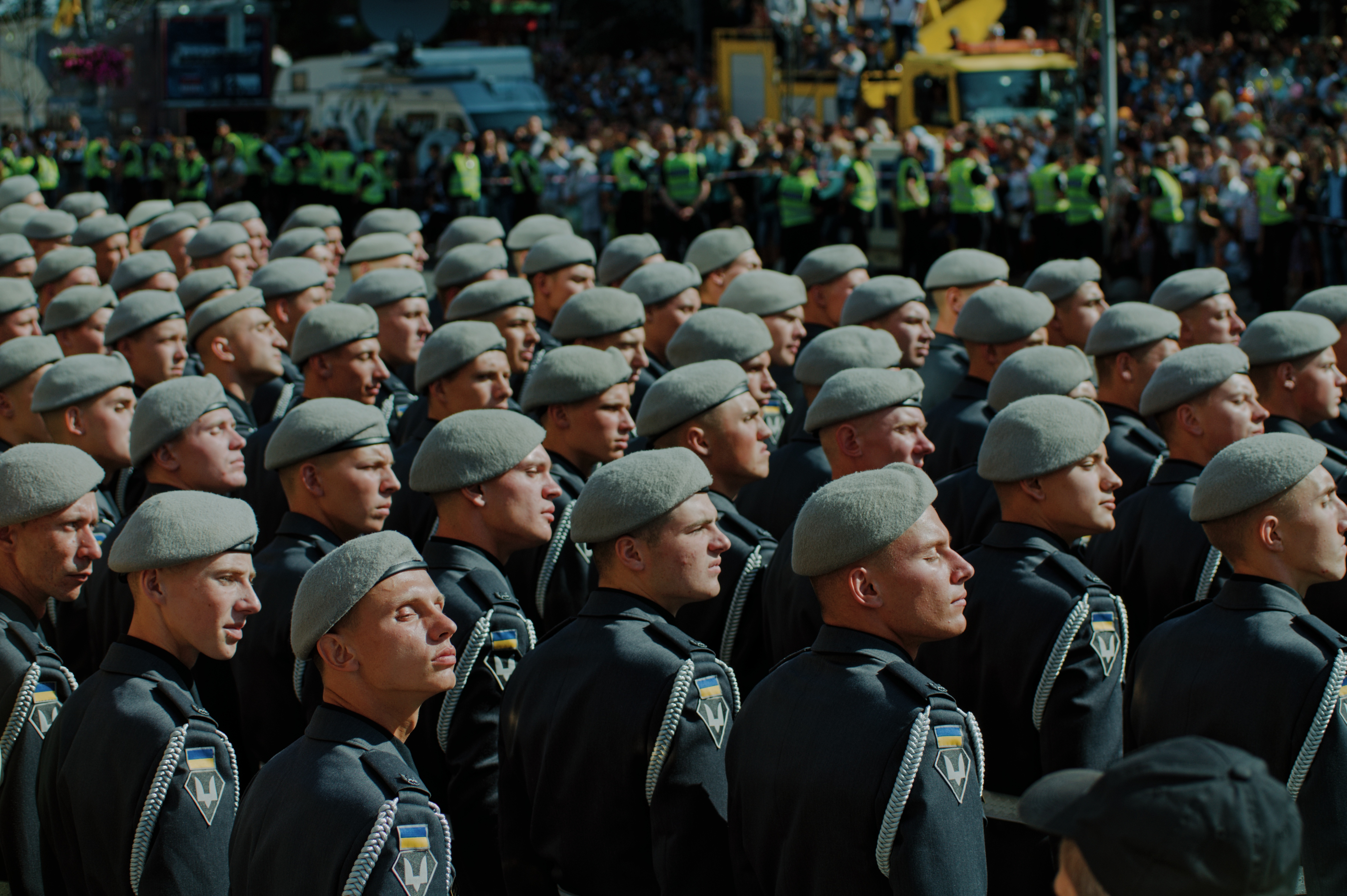
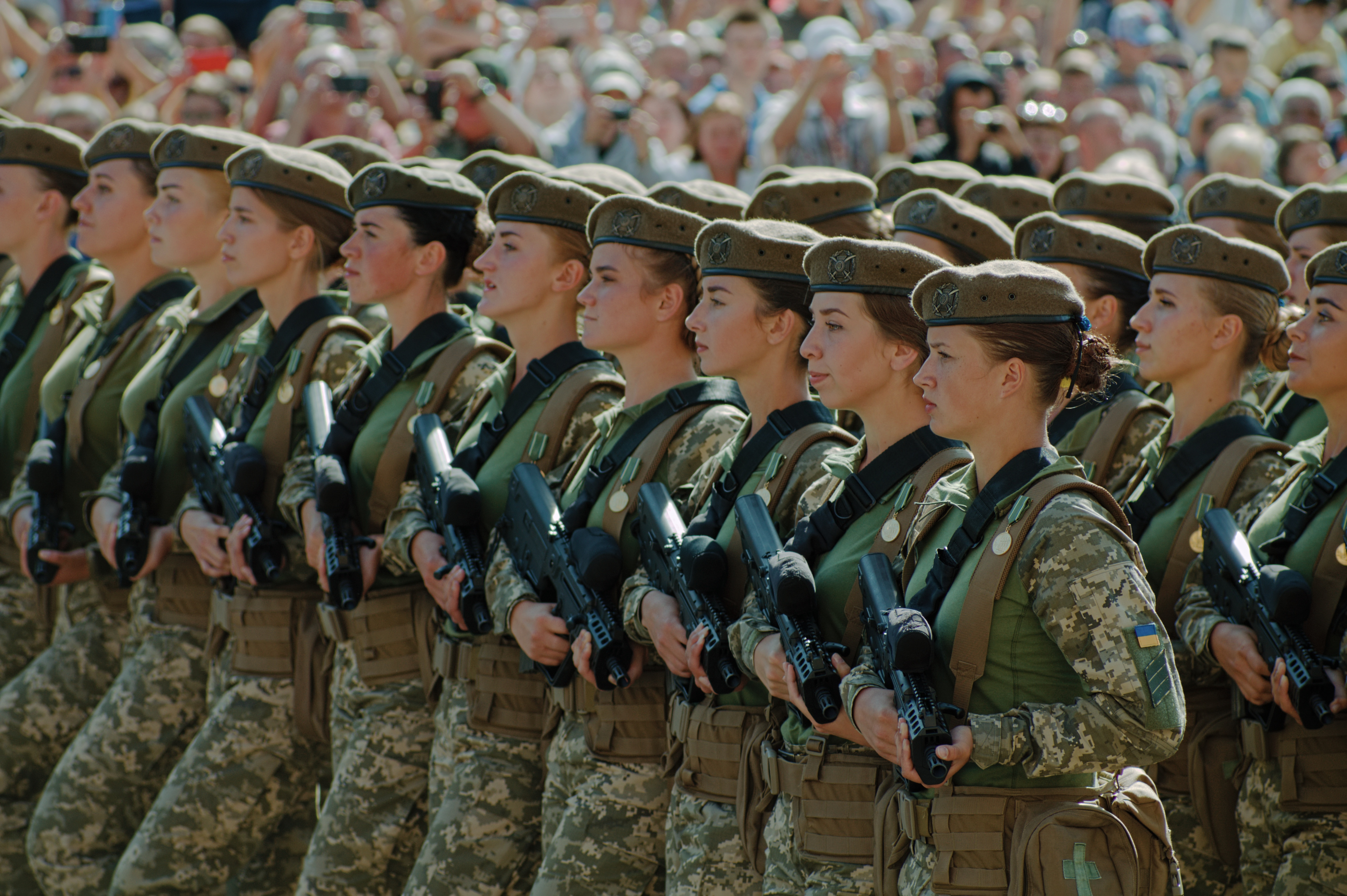
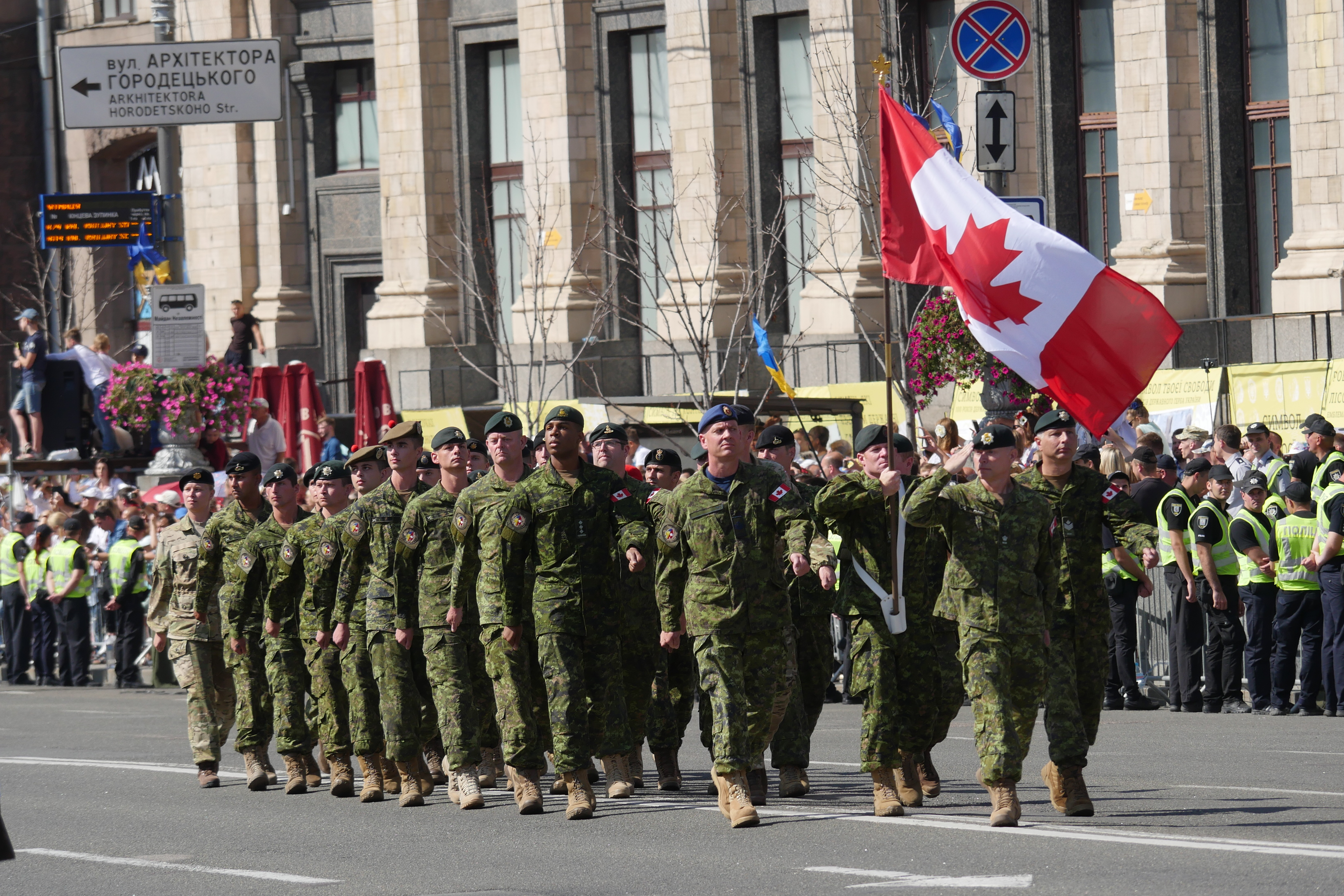
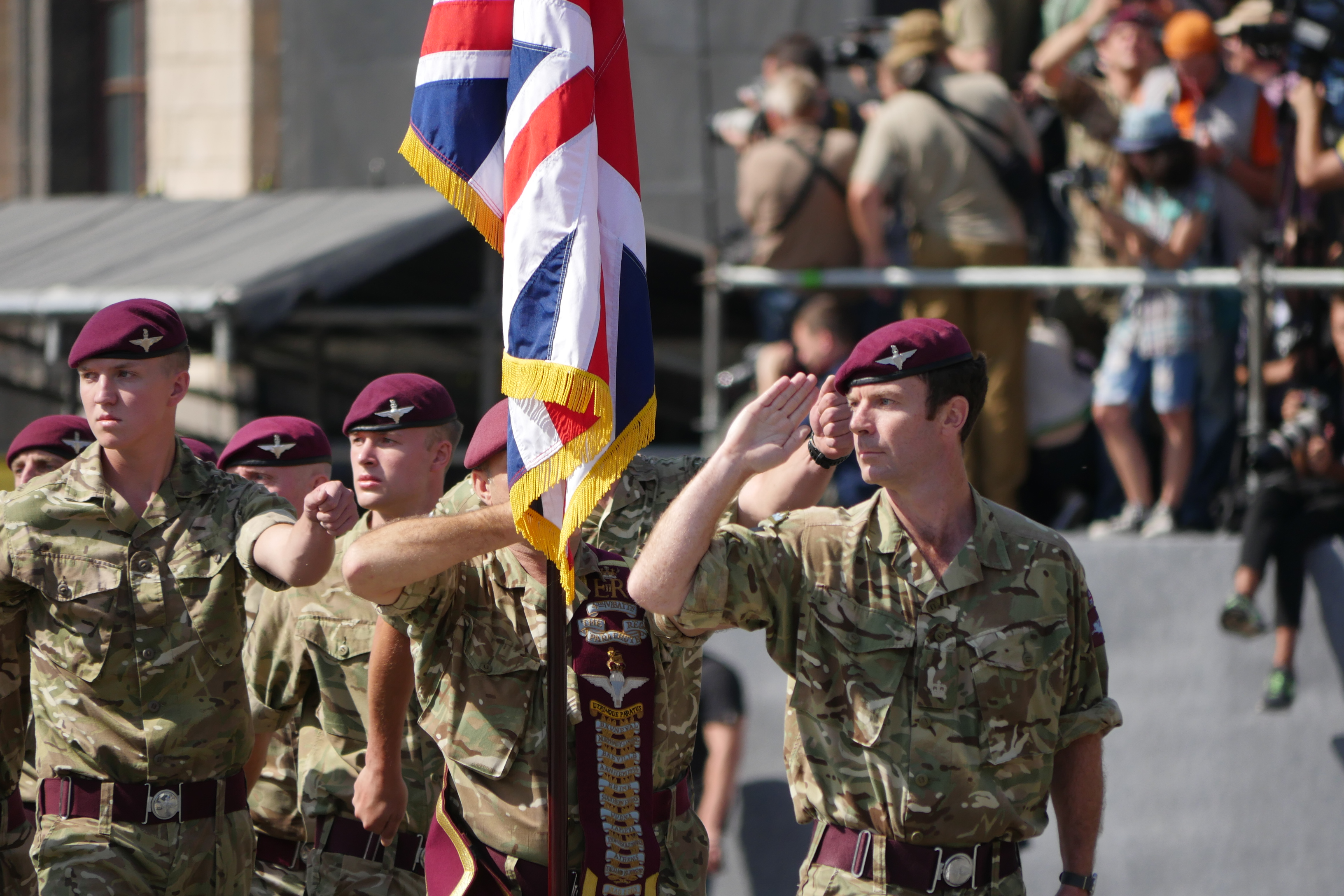
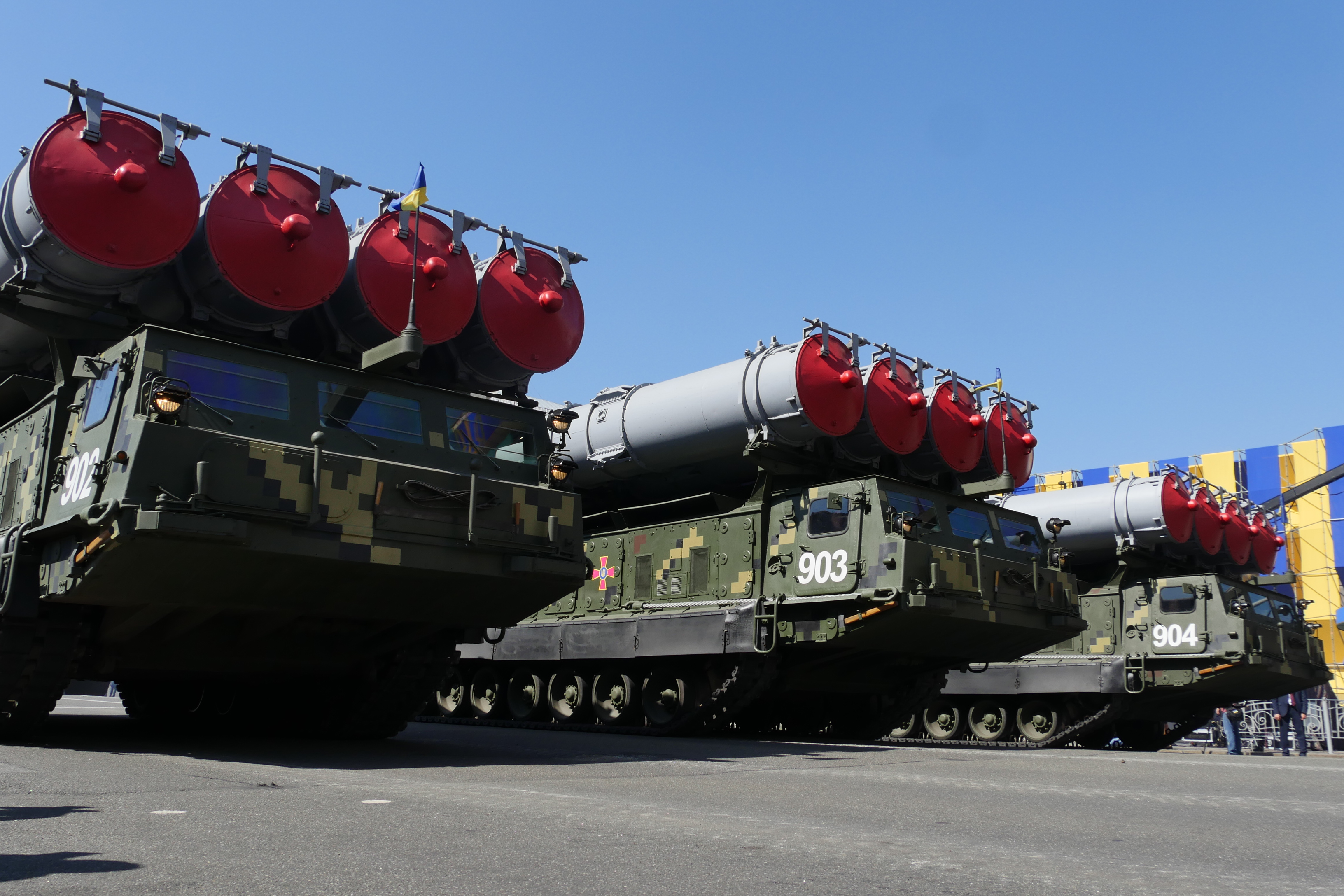
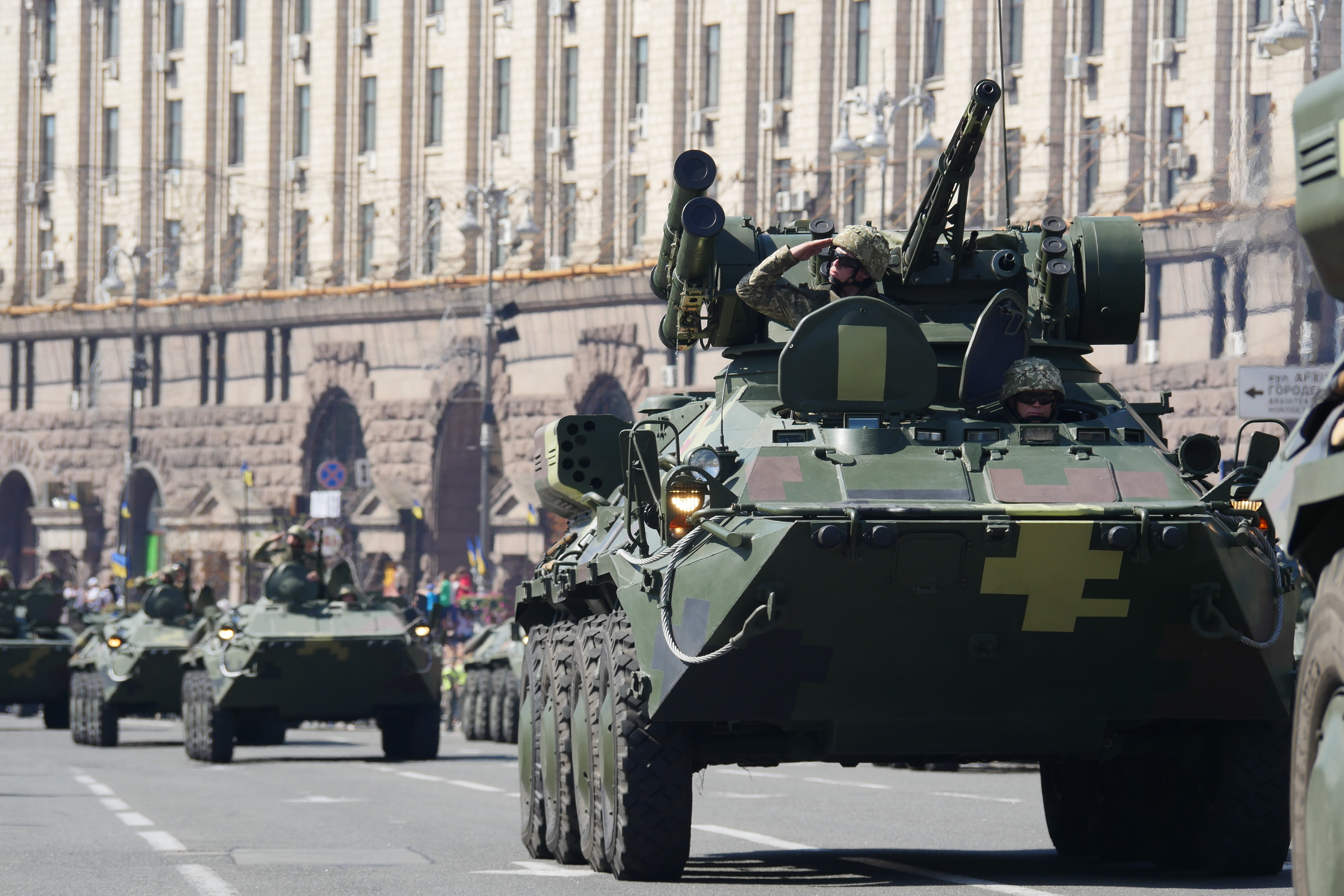
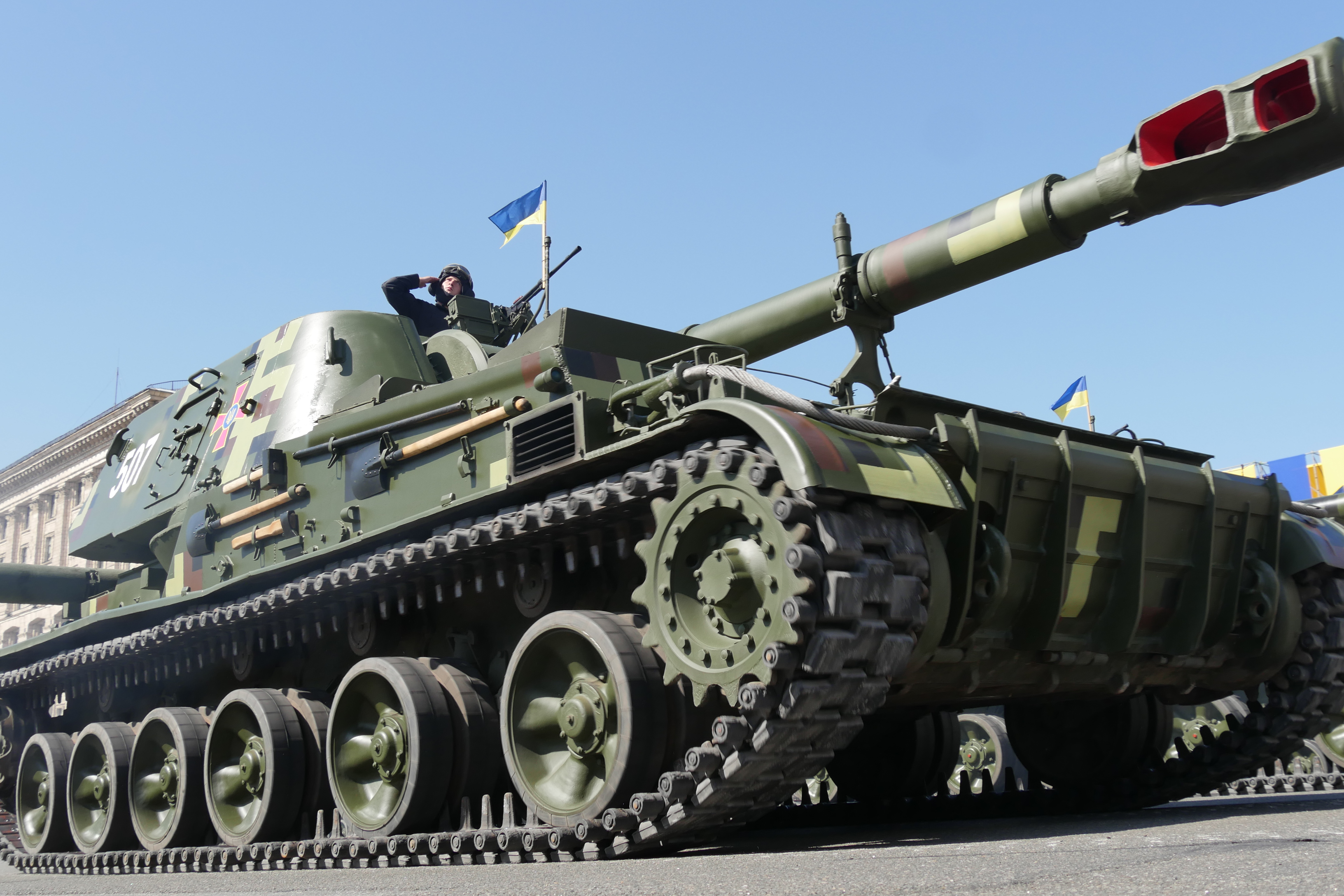
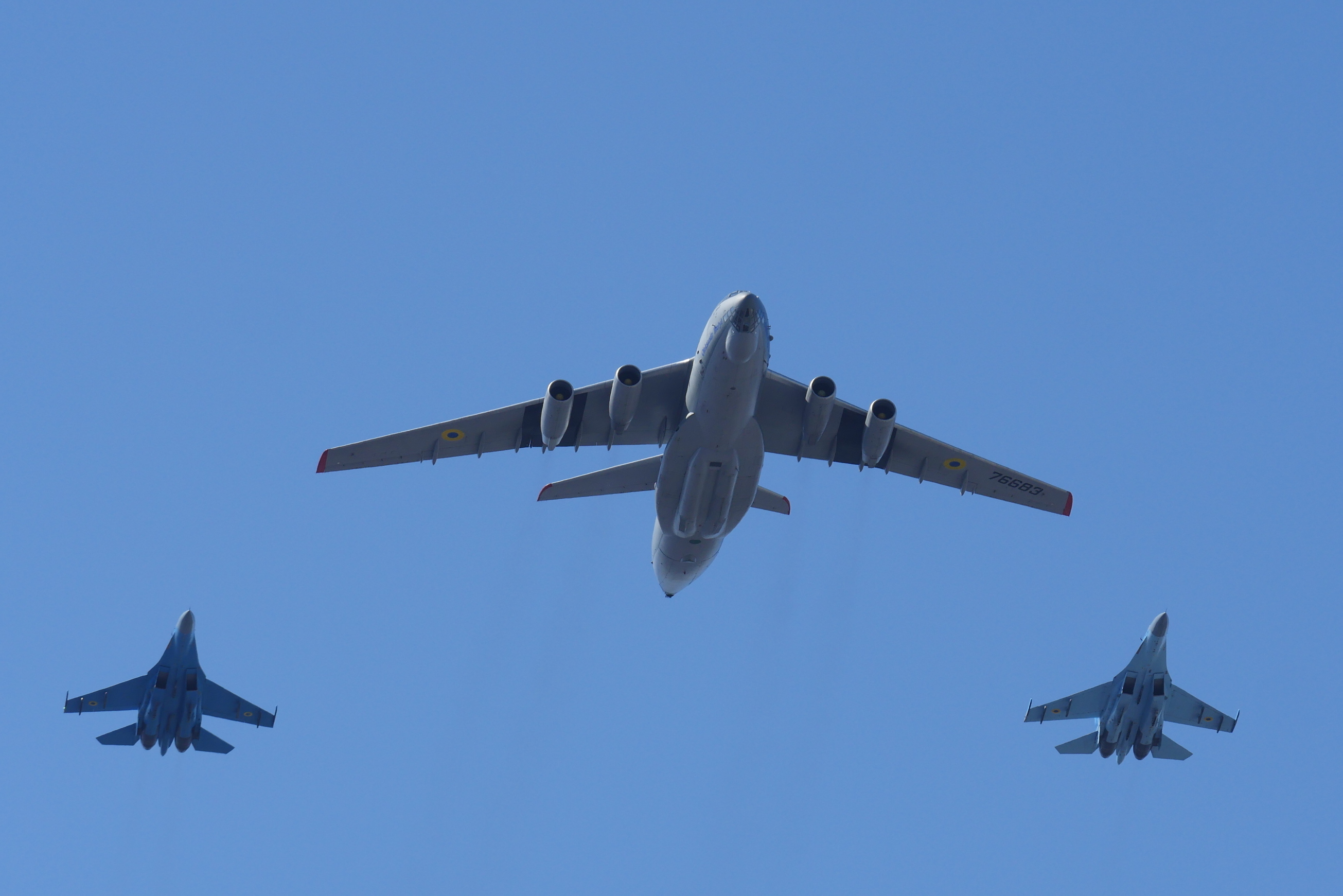
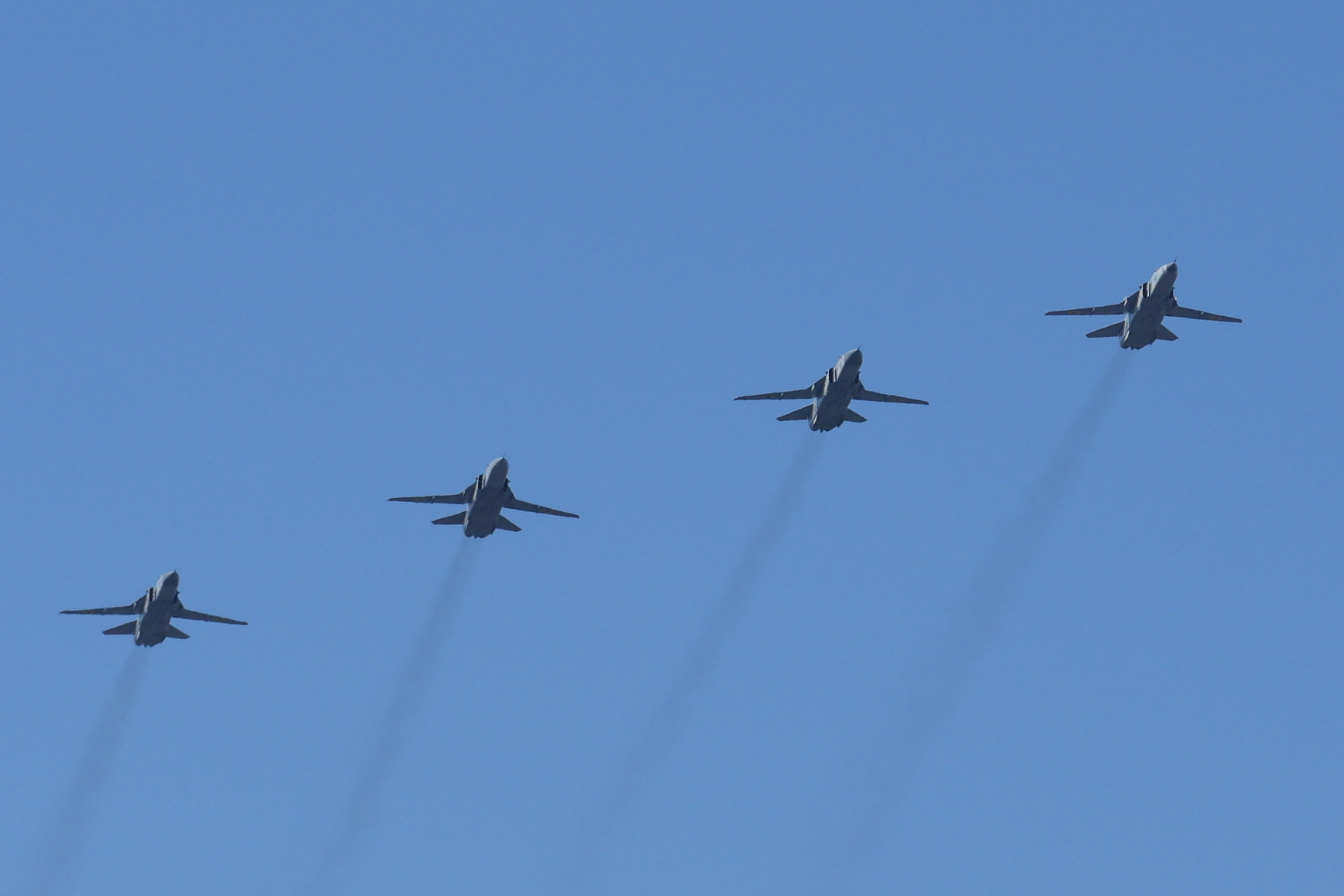

### 2019
Вперше в історії України день Незалежності було відзначено двома маршами, що проводились окремо — офіційним та неофіційним. Така ситуація виникла через відмову президента України В. Зеленського проводити військовий парад, що була озвучена ним у відеозверненні 9 липня 2019. Заява Президента викликала незгоду ветеранських та волонтерських організацій і вже 10 липня було анонсувано підготовку альтернативного параду
Активна підготовка до альтернативного параду спонукала Президента змінити свою позицію і оголосити про підготовку офіційних заходів, що отримали назву «Хода гідності».

#### Заходи напередодні
Напередодні до Дня прапора відбулося урочисте надання нових почесних назв низці військових частин, зокрема:
- 17-й окремій танковій Криворізькій бригаді — «імені Костянтина Пестушка».
- 28-й окремій механізованій бригаді присвоєно — «імені Лицарів Зимового походу».
- 92-га окремій механізованій бригаді — «імені кошового отамана Івана Сірка».
- 456-й бригаді транспортної авіації — «імені Дмитра Майбороди».
- Південному територіальному управлінню Національної гвардії України — «Одеське».
- 15-му полку Національної гвардії України — «Слов'янський».
- 17-му прикордонному загону Південного регіонального управління Державної прикордонної служби України — «імені полковника Олександра Жуковського».
- 105-й прикордонному загону Північного регіонального управління Державної прикордонної служби України — «імені князя Володимира Великого».

#### Офіційні заходи
На офіційних заходах відбулося вручення державних нагород. Вперше за багато років незалежності України в Софії Київській не відбулася урочиста молитва за участю очільників держави і релігійних організацій., президент повідомив про підписання указу щодо встановлення 29 серпня Дня пам'яті захисників України.. Алан Бадоєв представив шоу з музичною композицією, що включала фрагменти гімну України в інтерпретації Андрія Соловйова та композиції у стилі реп Аліни Паш. В шоу брали участь співаки Тіна Кароль, Оксана Крамарева, Анжеліна Швачка, Євген Орлов, Андрій Романенко, Дарина Красновецька, композитор Мирослав Скорик, хор ім. Г.Верьовки, оркестр і хор ЗСУ, оркестр Національної поліції України, а також студенти НМАУ. Виконання цієї композиції суперечливі відгуки, зокрема вказувалось на неприпустимість спотворення гімну, як одного з державних символів України

#### Марш захисників
Після завершення офіційної частини відбувся Марш захисників України, організований ветеранськими організаціями, організований через попередню заяву про скасування параду. Він розпочався із невеликим запізненням через величезну кількість людей, яка зібралася у парку Шевченка.
Першою рушила колона батьків і родичів загиблих під час російсько-української війни на сході, за нею — колона родичів Небесної сотні. У руках вони тримали портрети убитих. Наступна колона — поранені учасники бойових дій на візках. За ними йшли інші учасники Маршу, згрупувавшись по підрозділах і областях. Більшість цивільних — у вишиванках.

### 2020

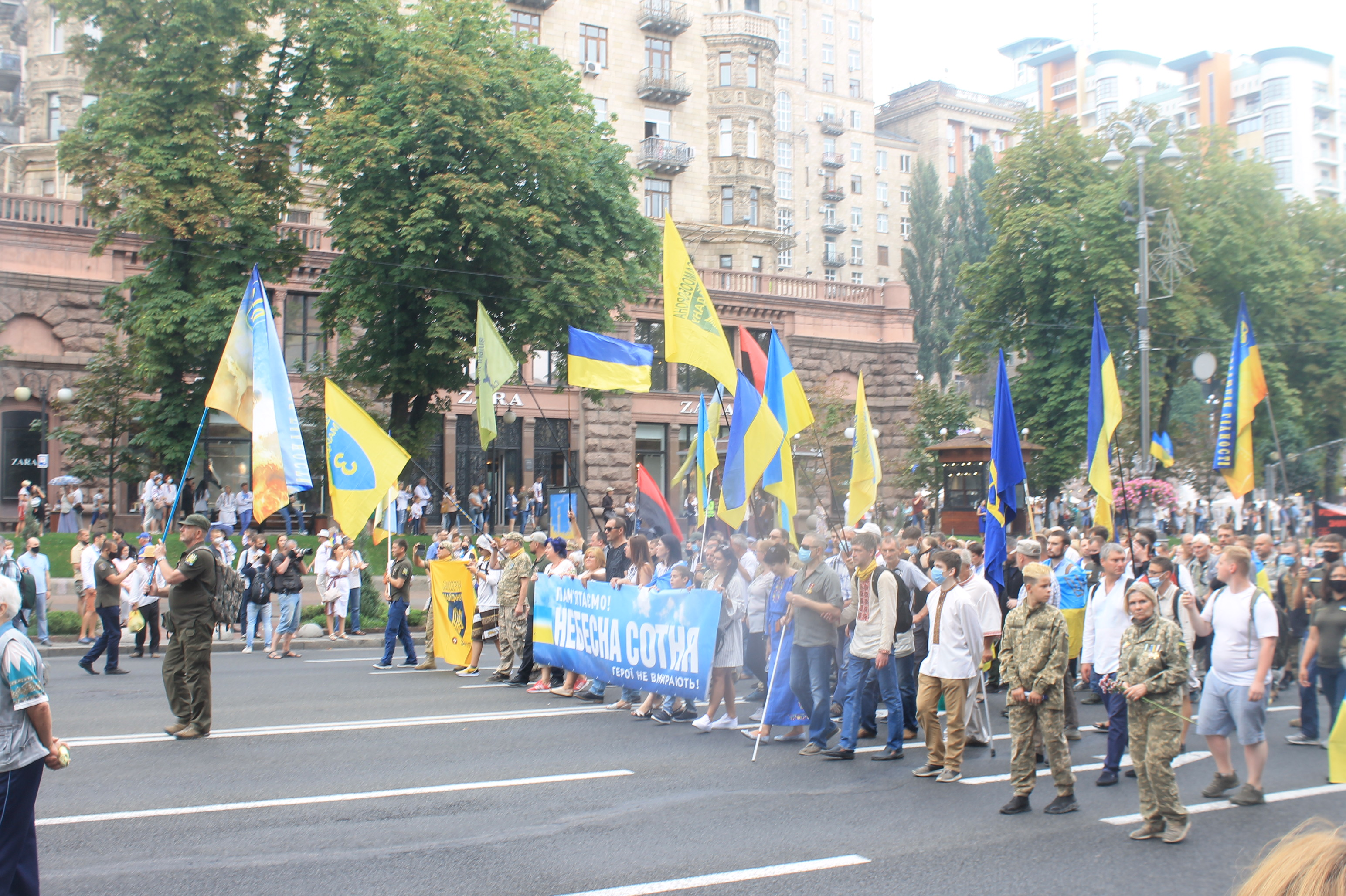
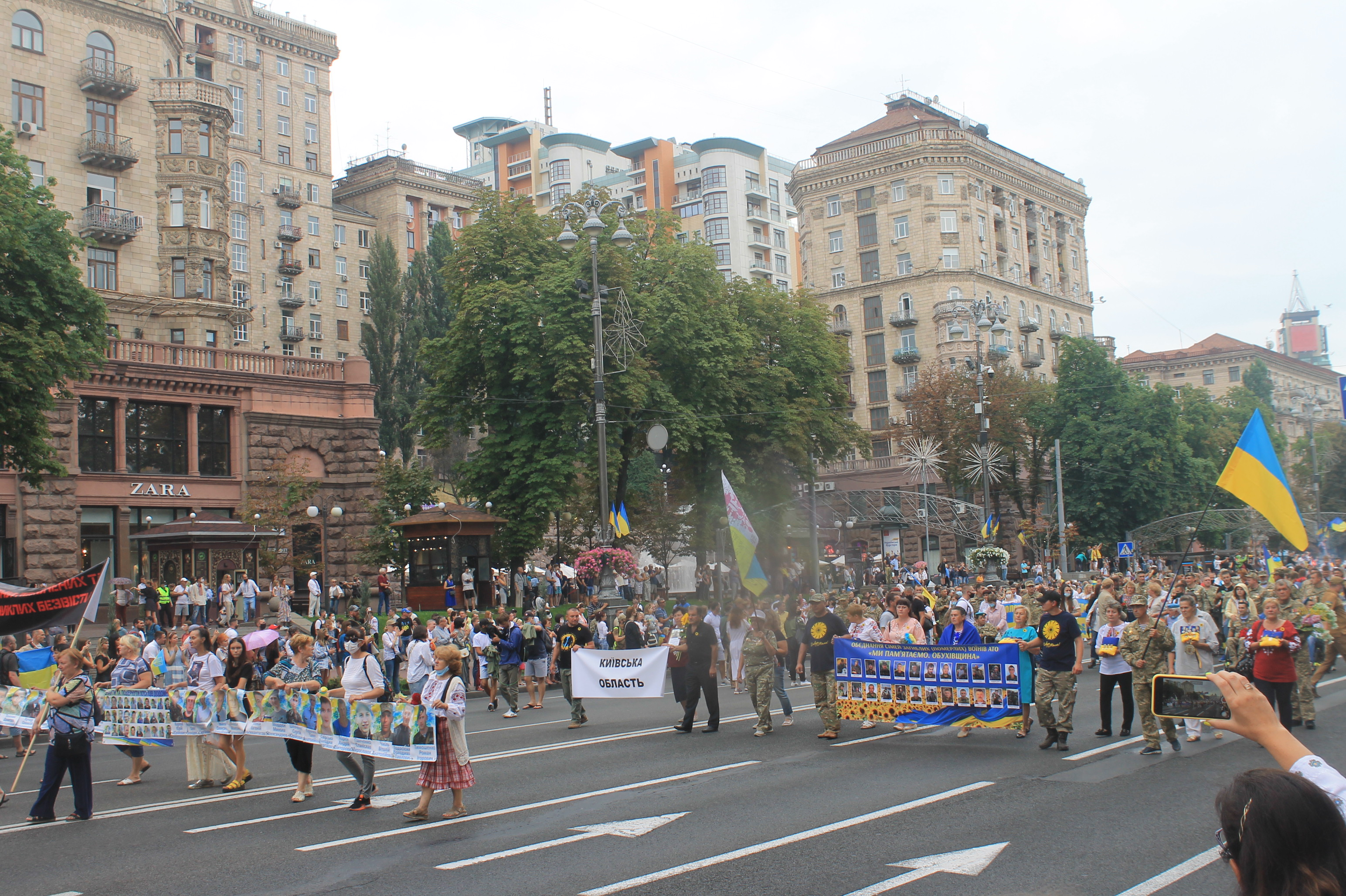
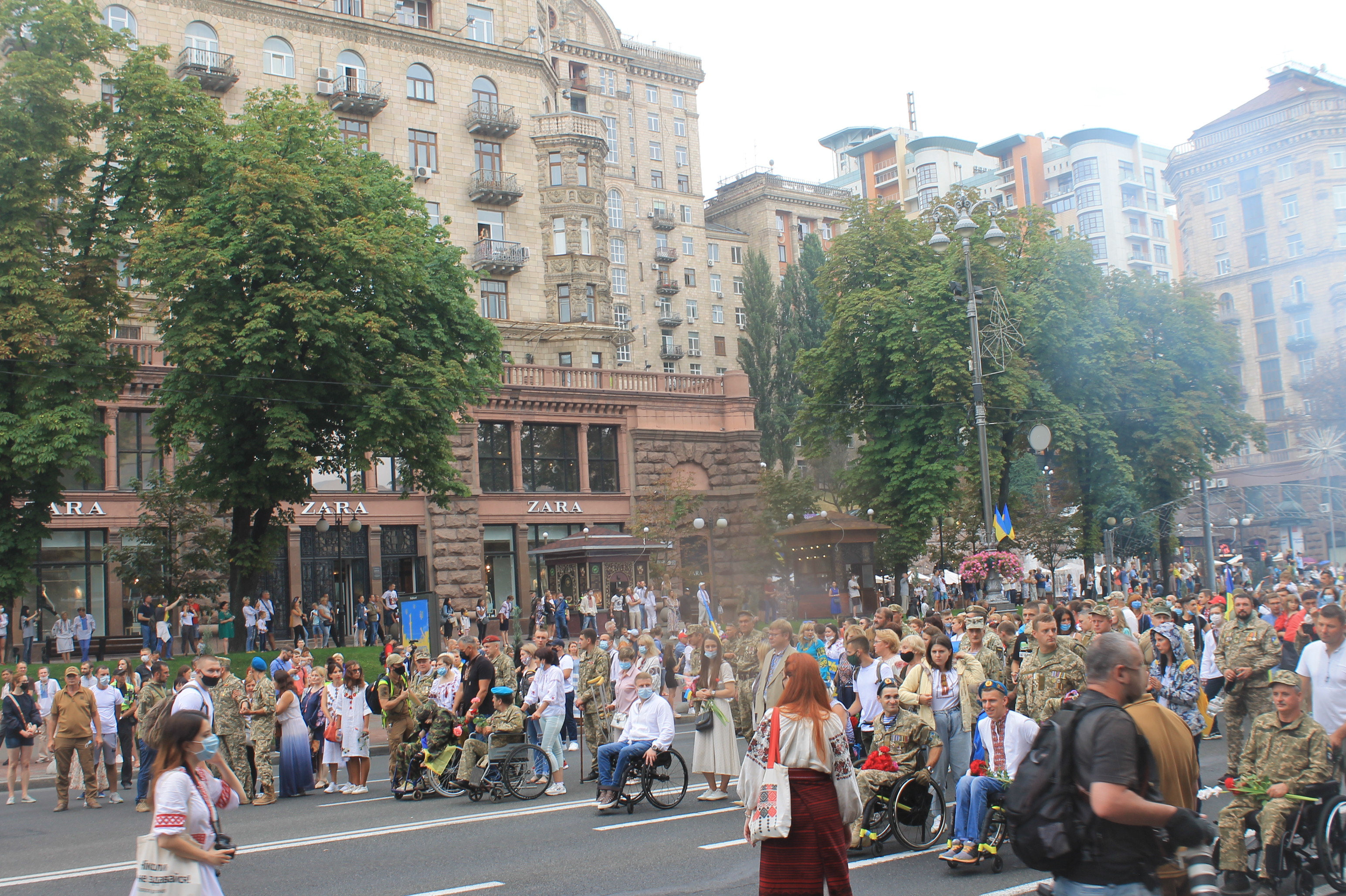
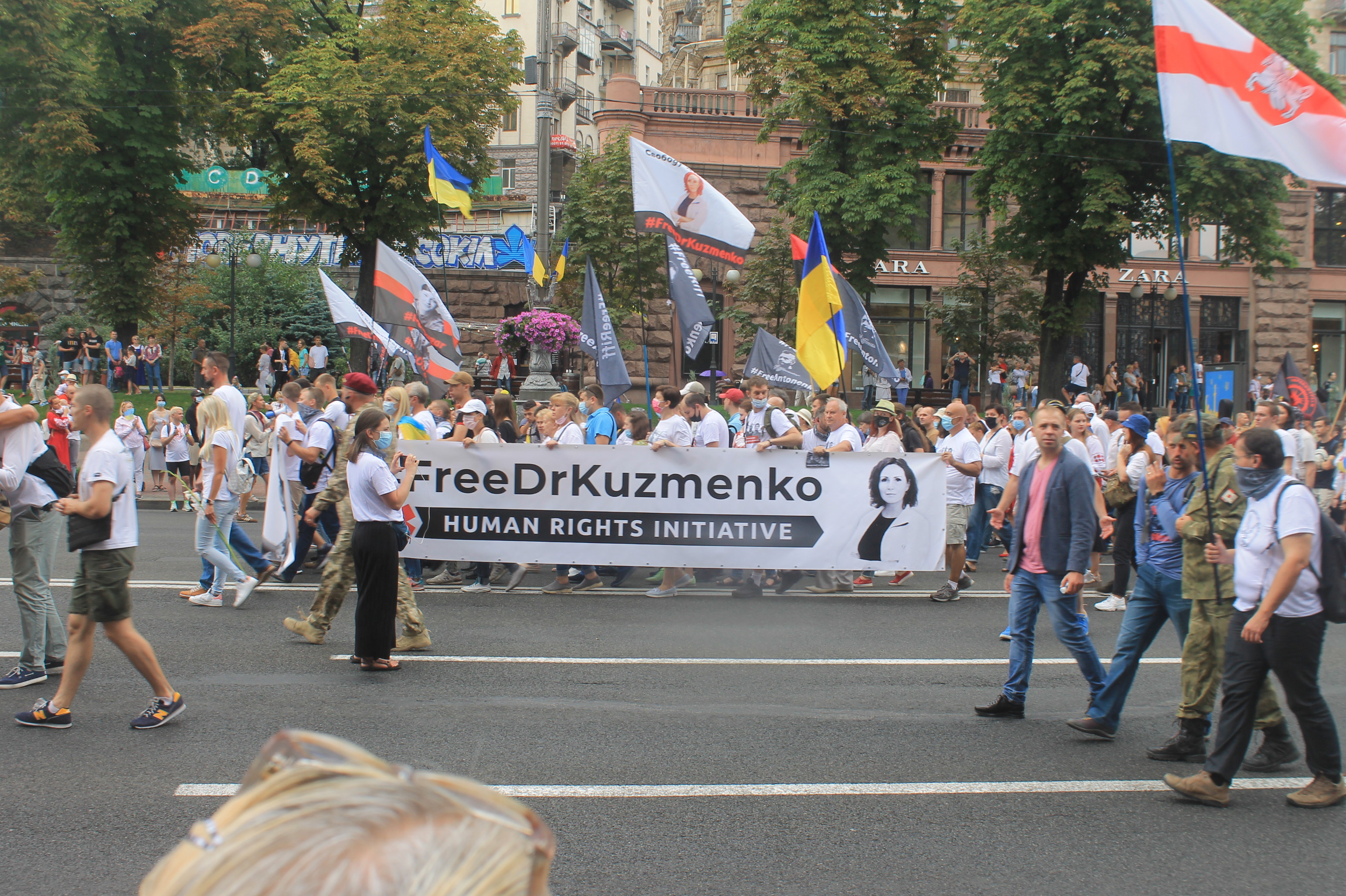
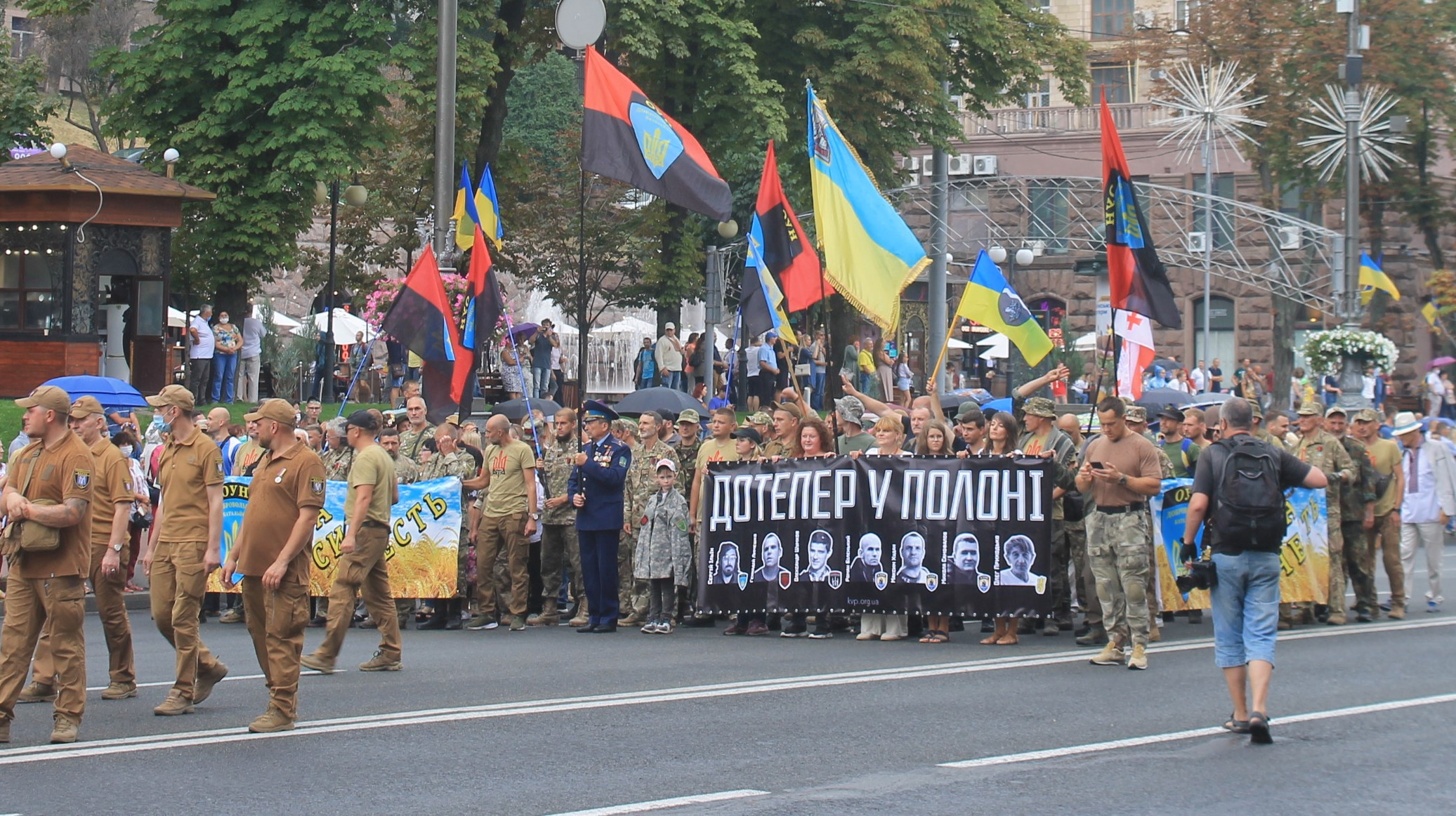
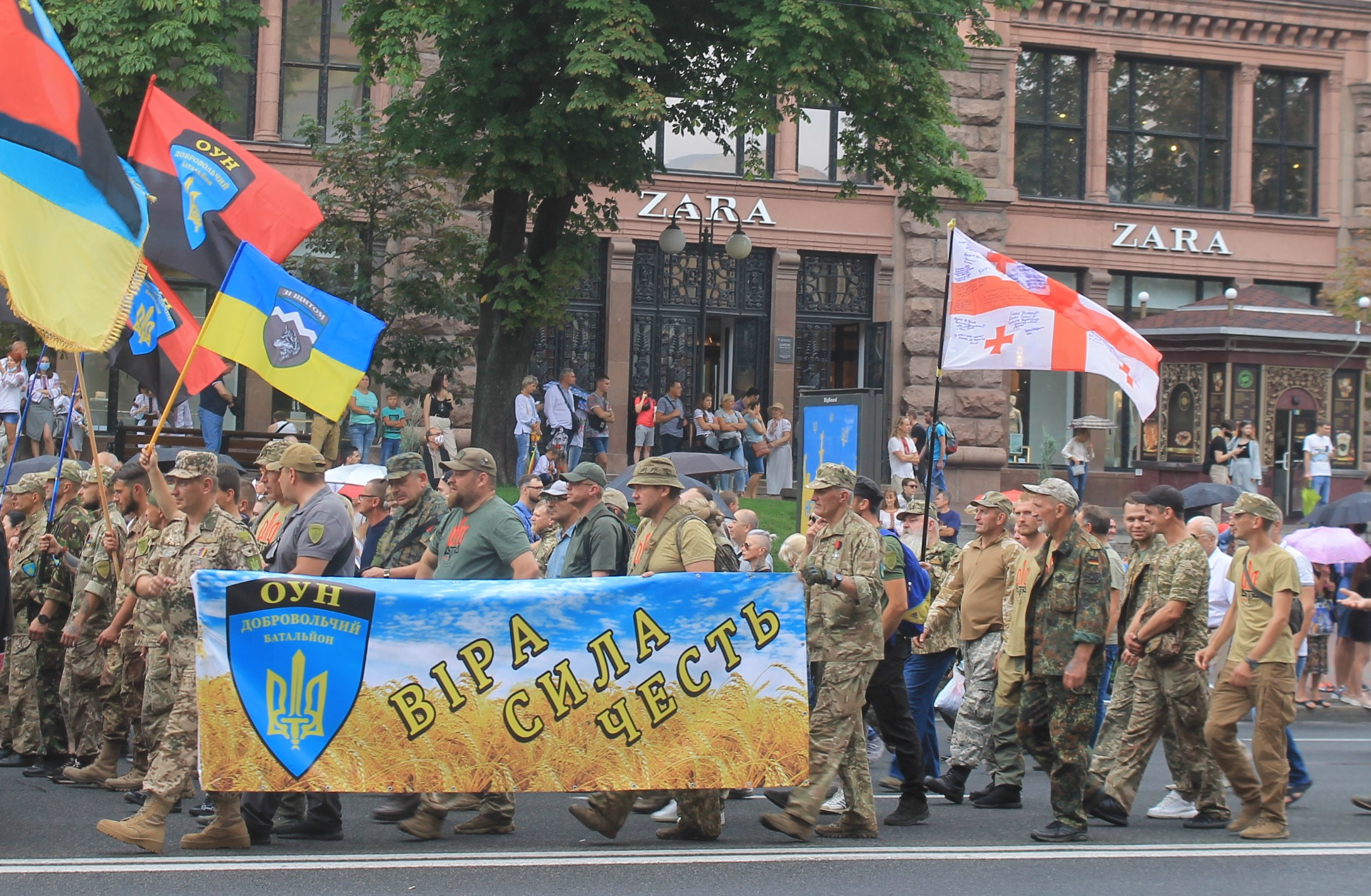
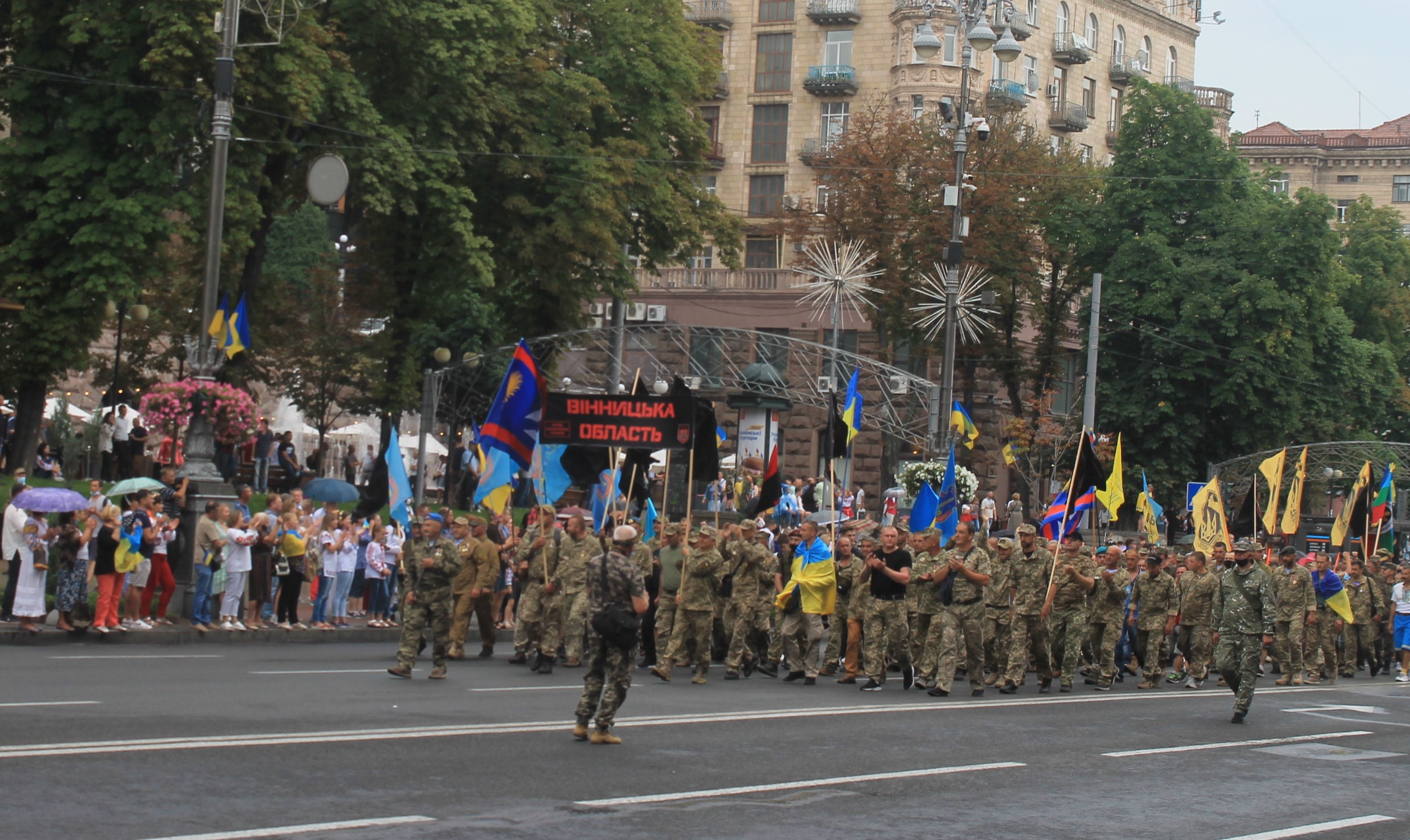
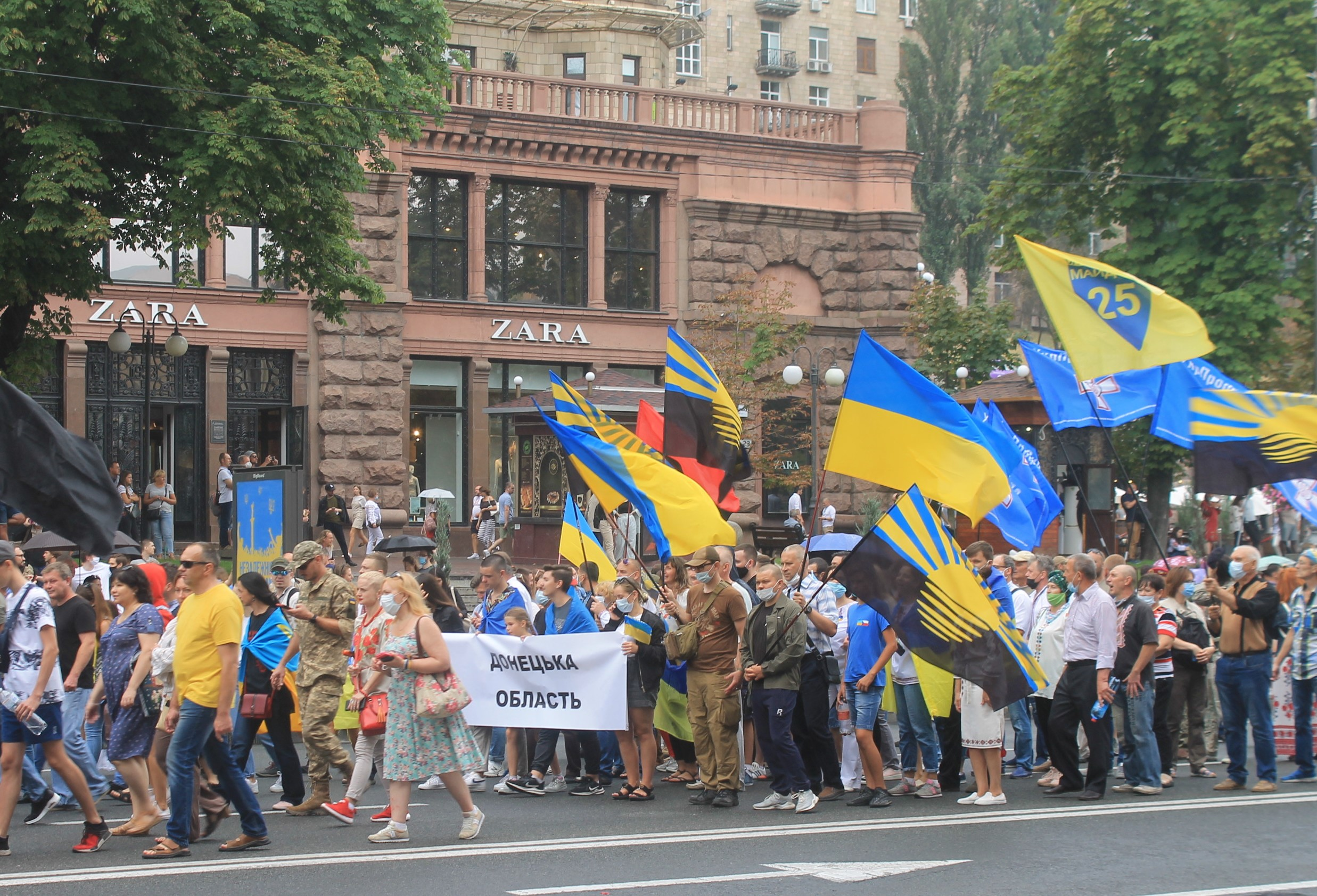
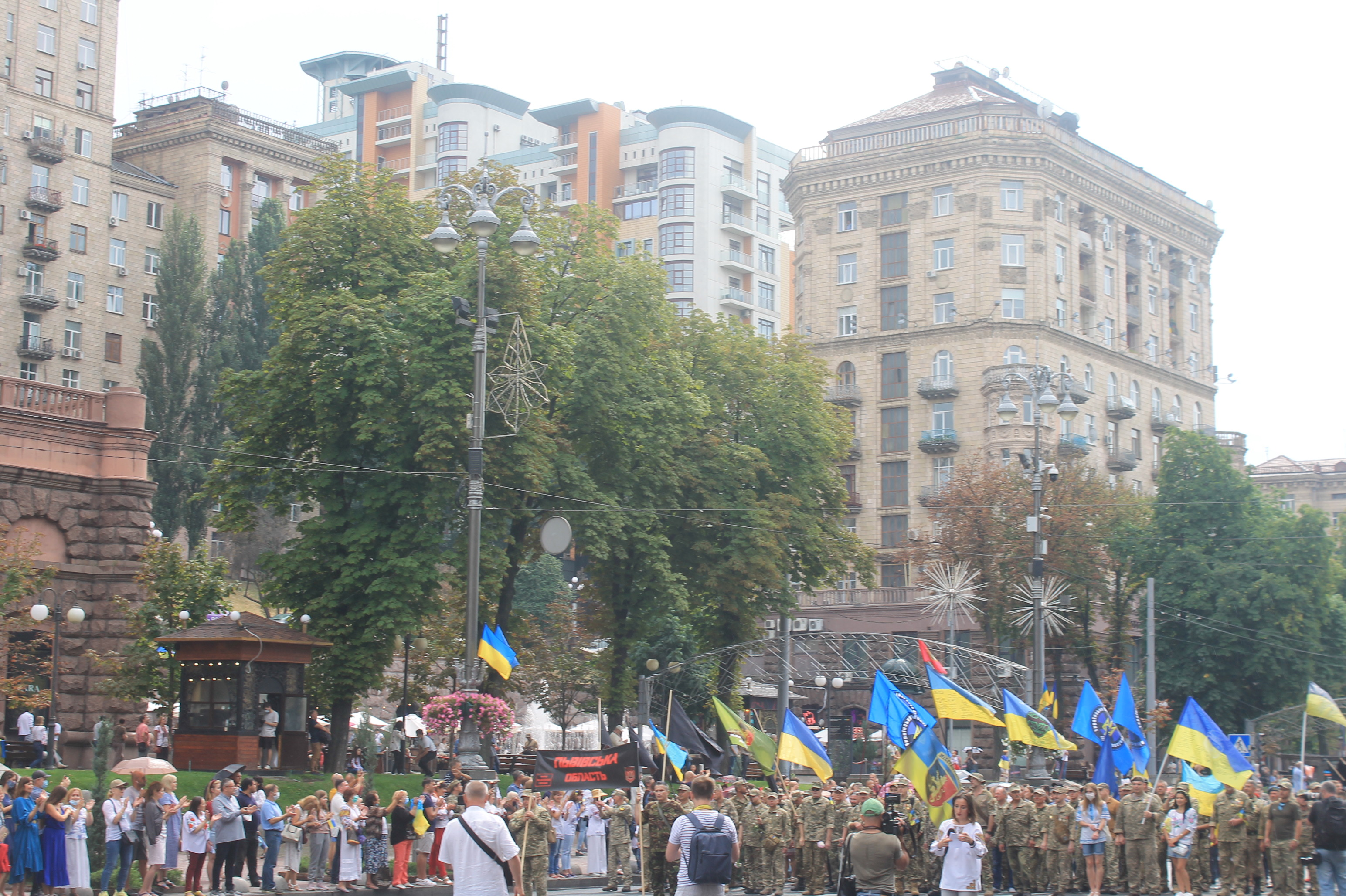
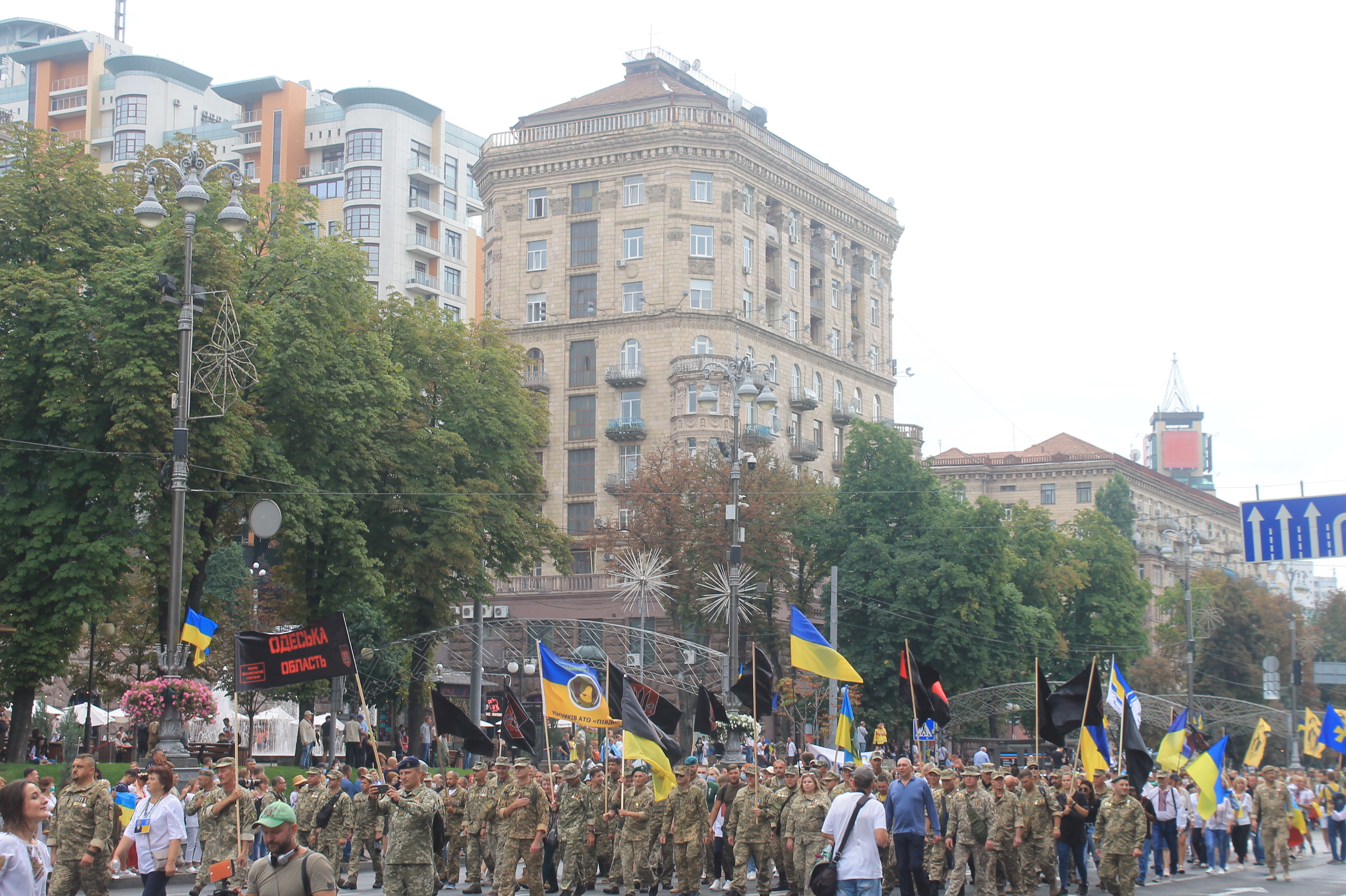
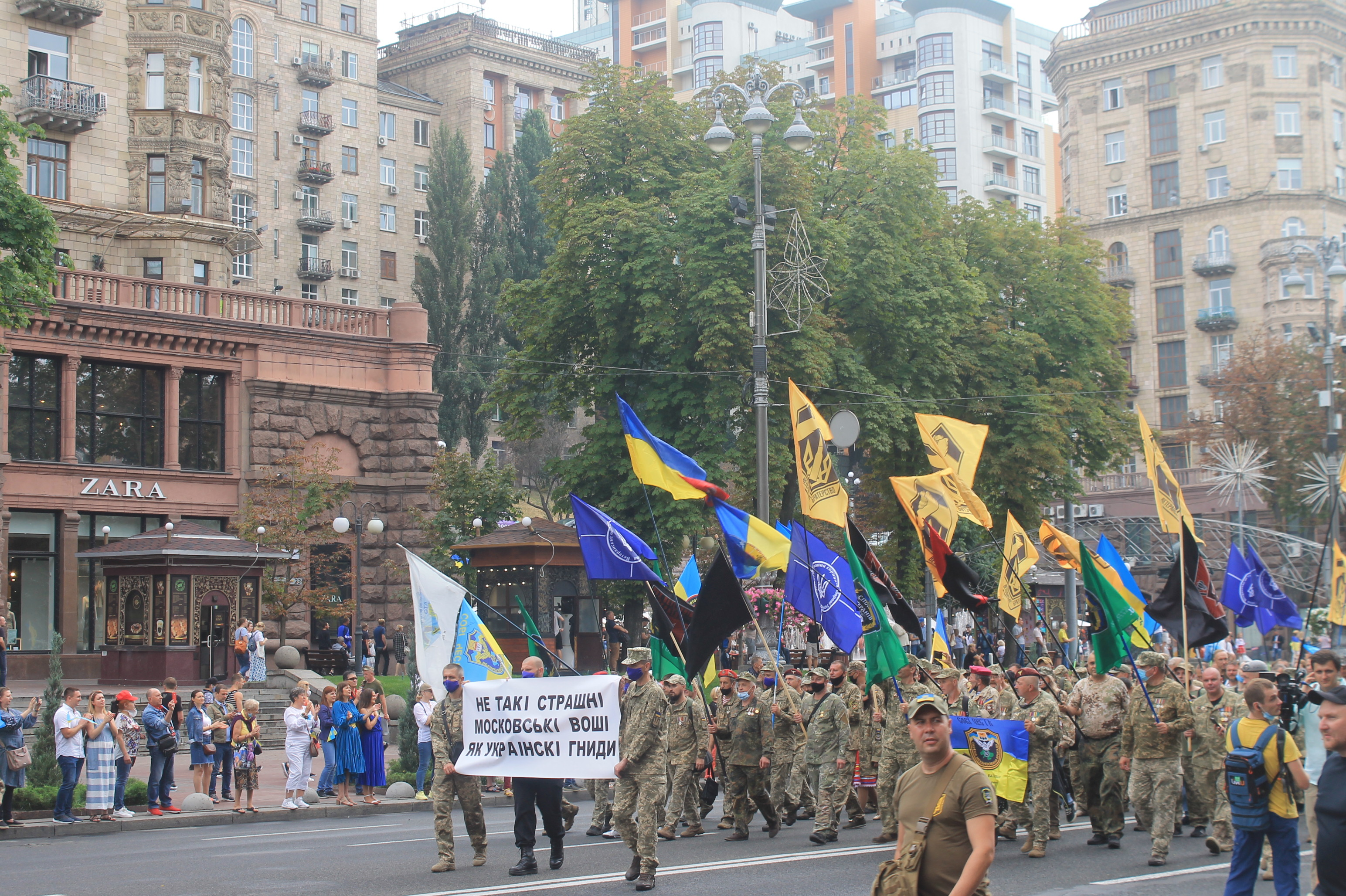
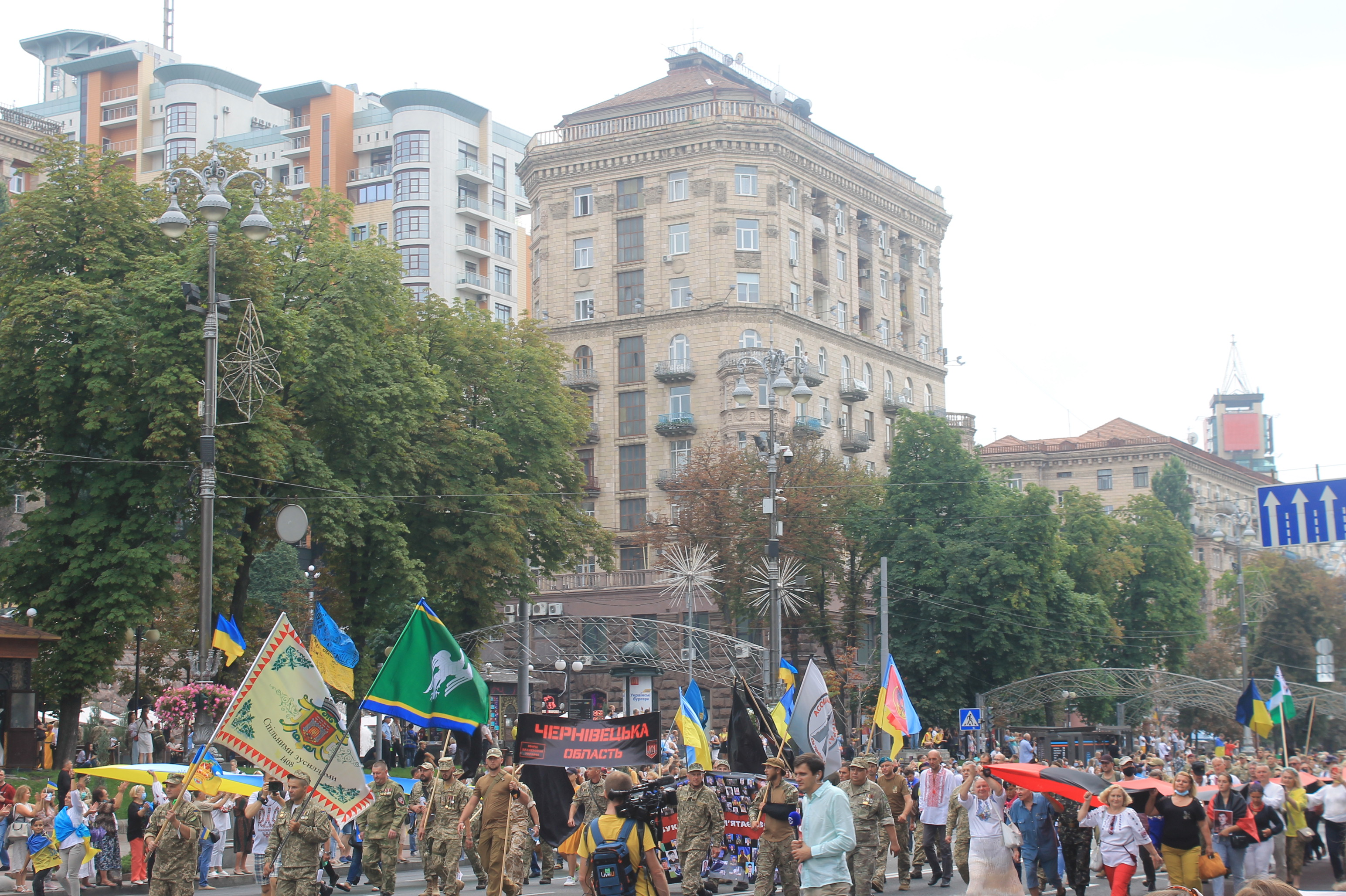
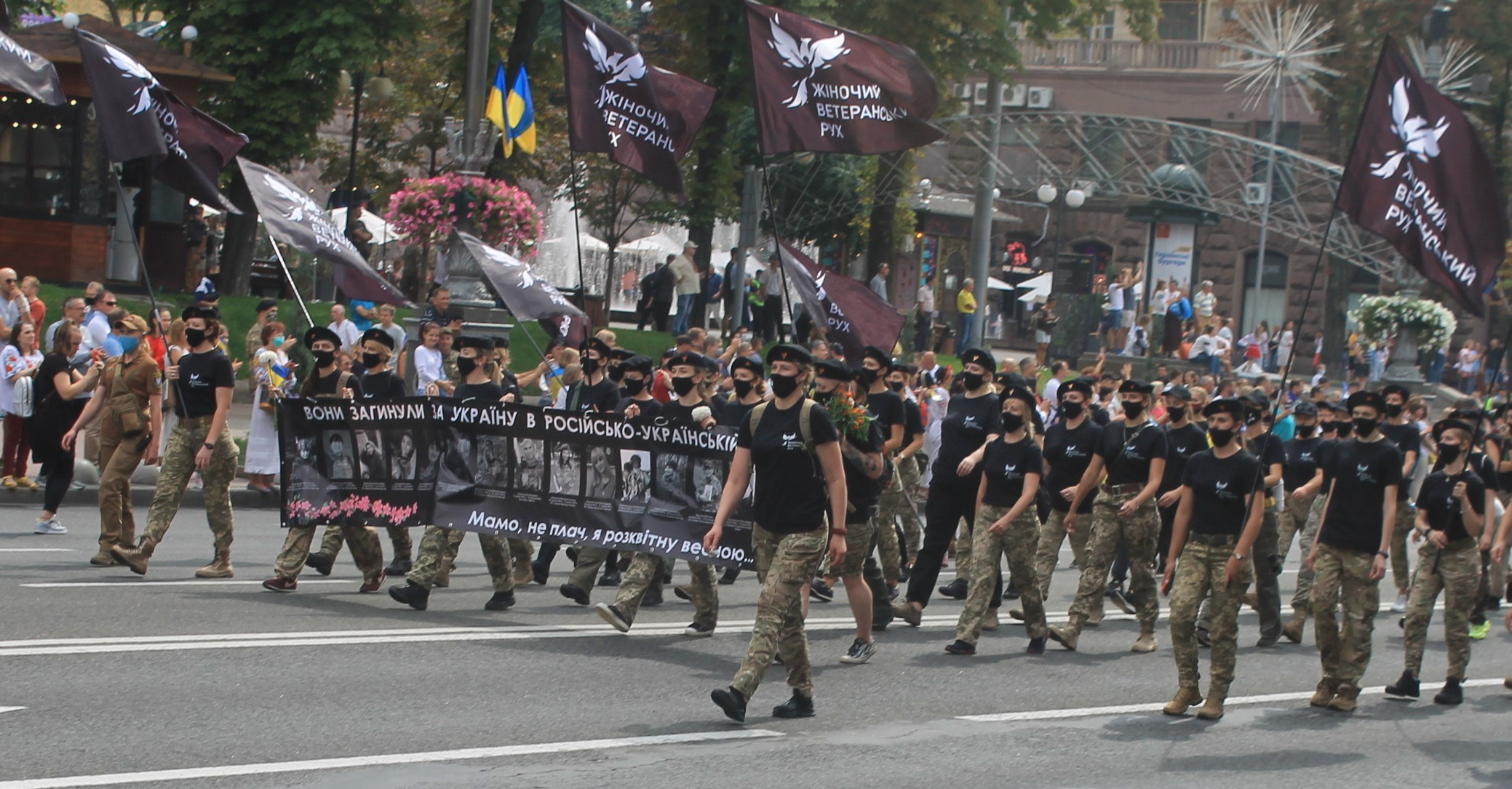
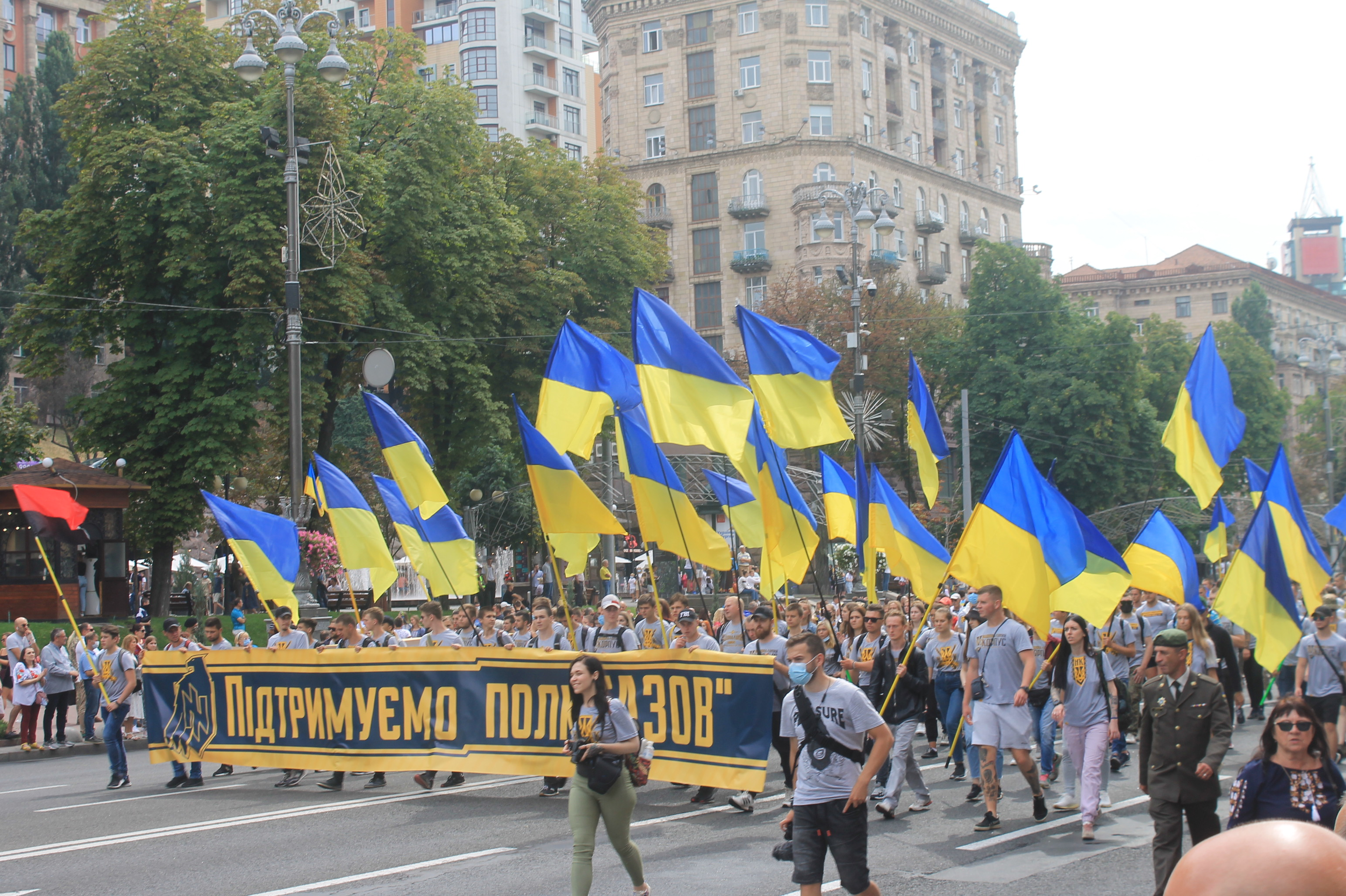
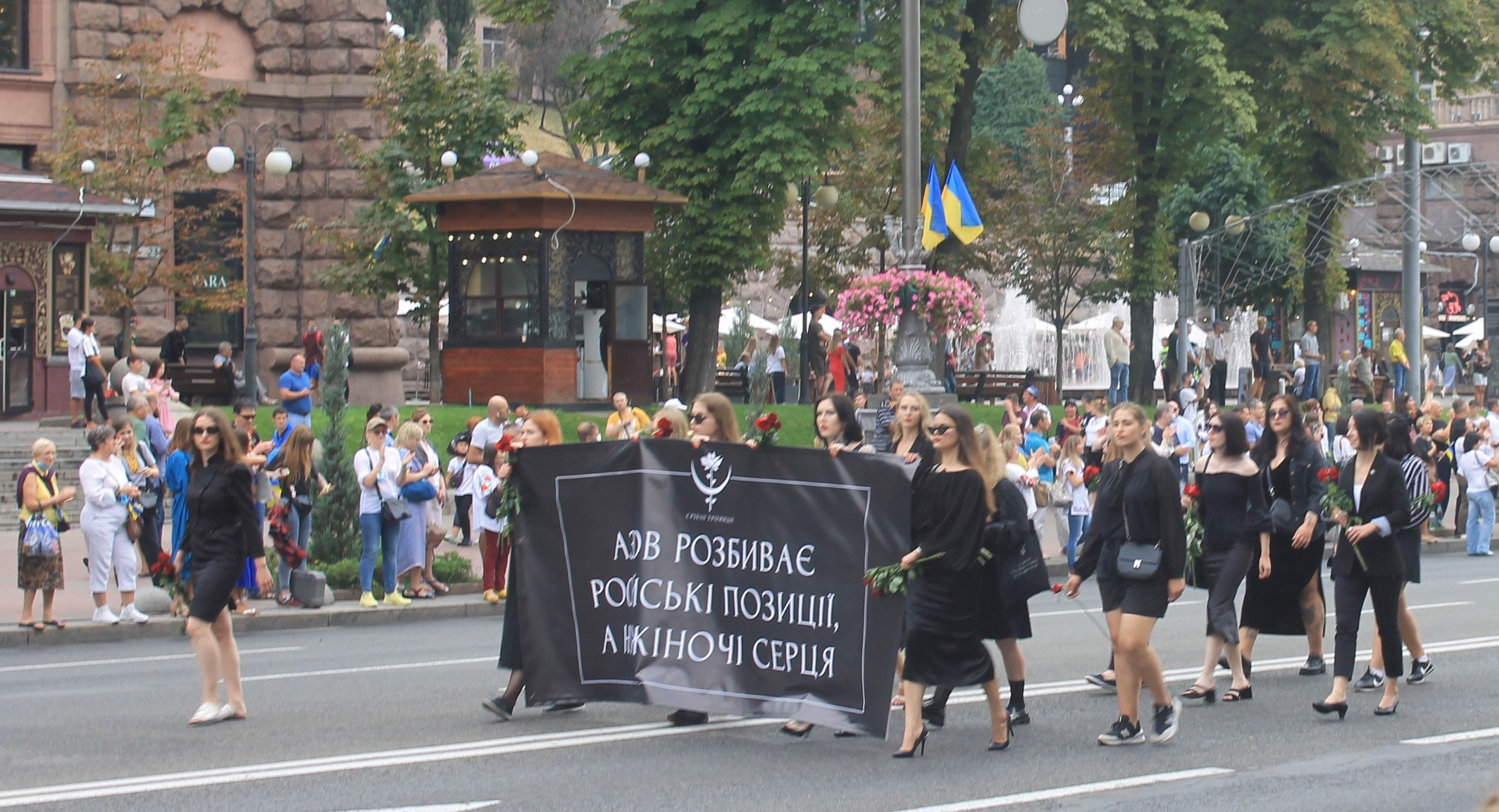
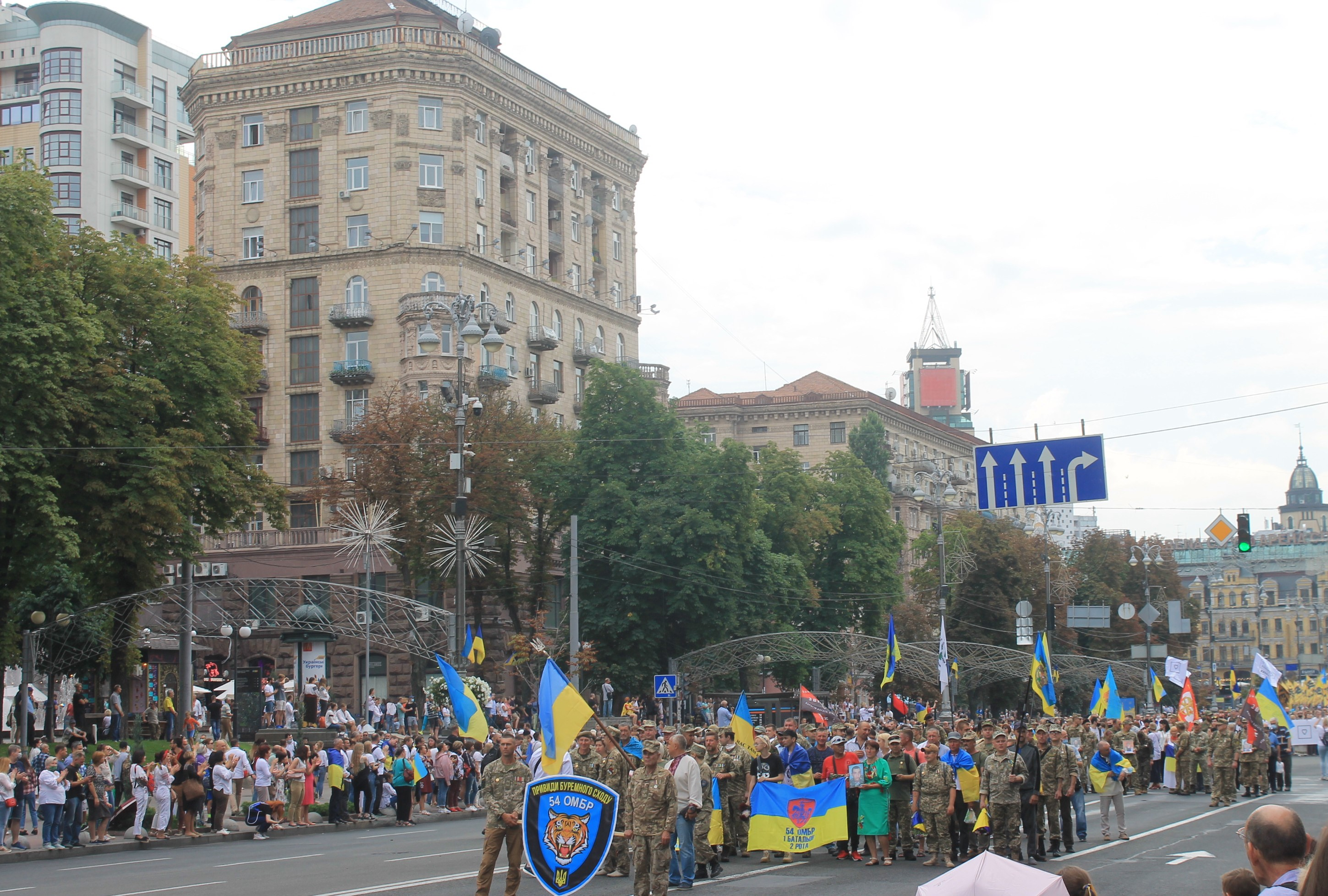
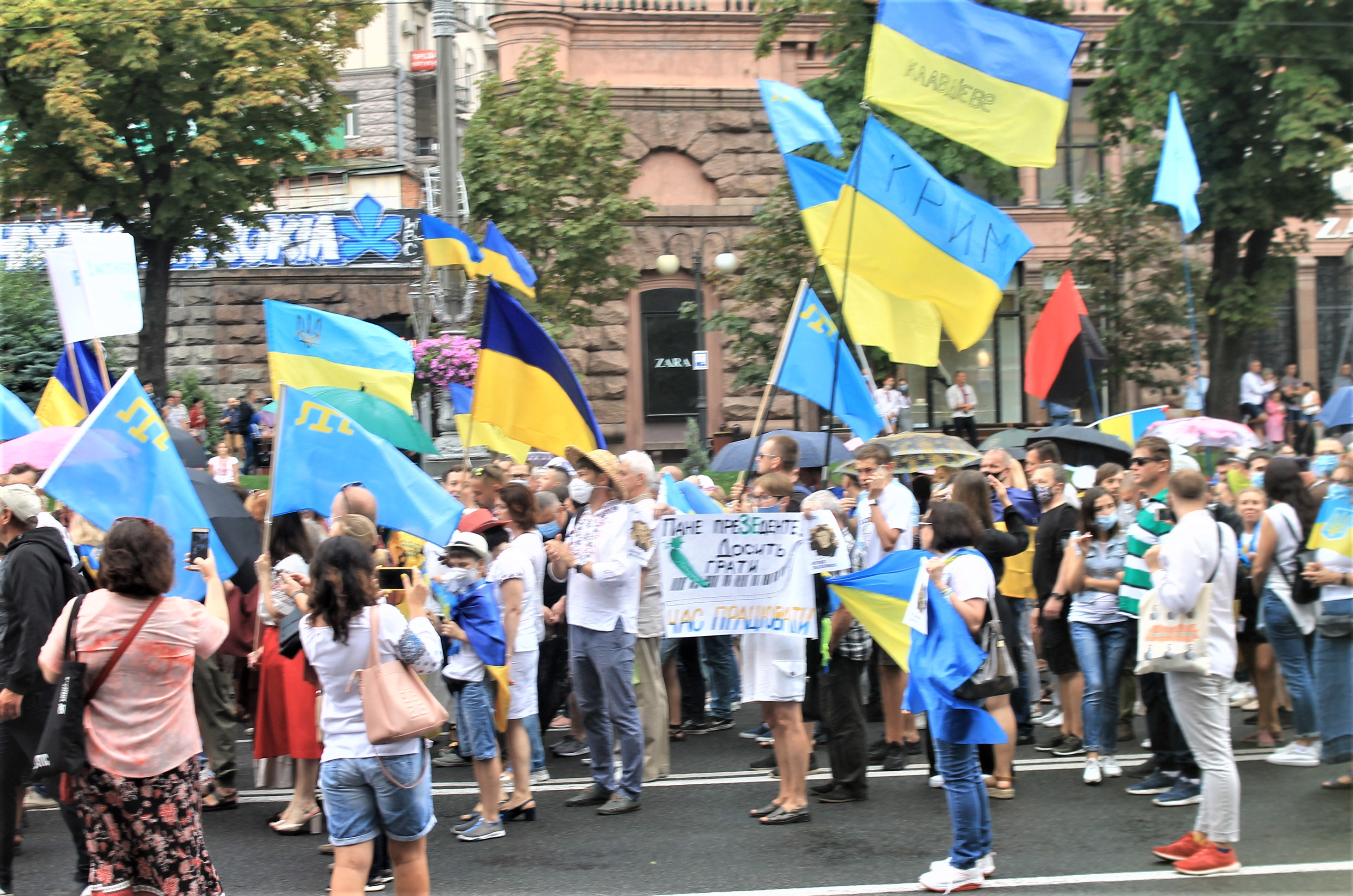
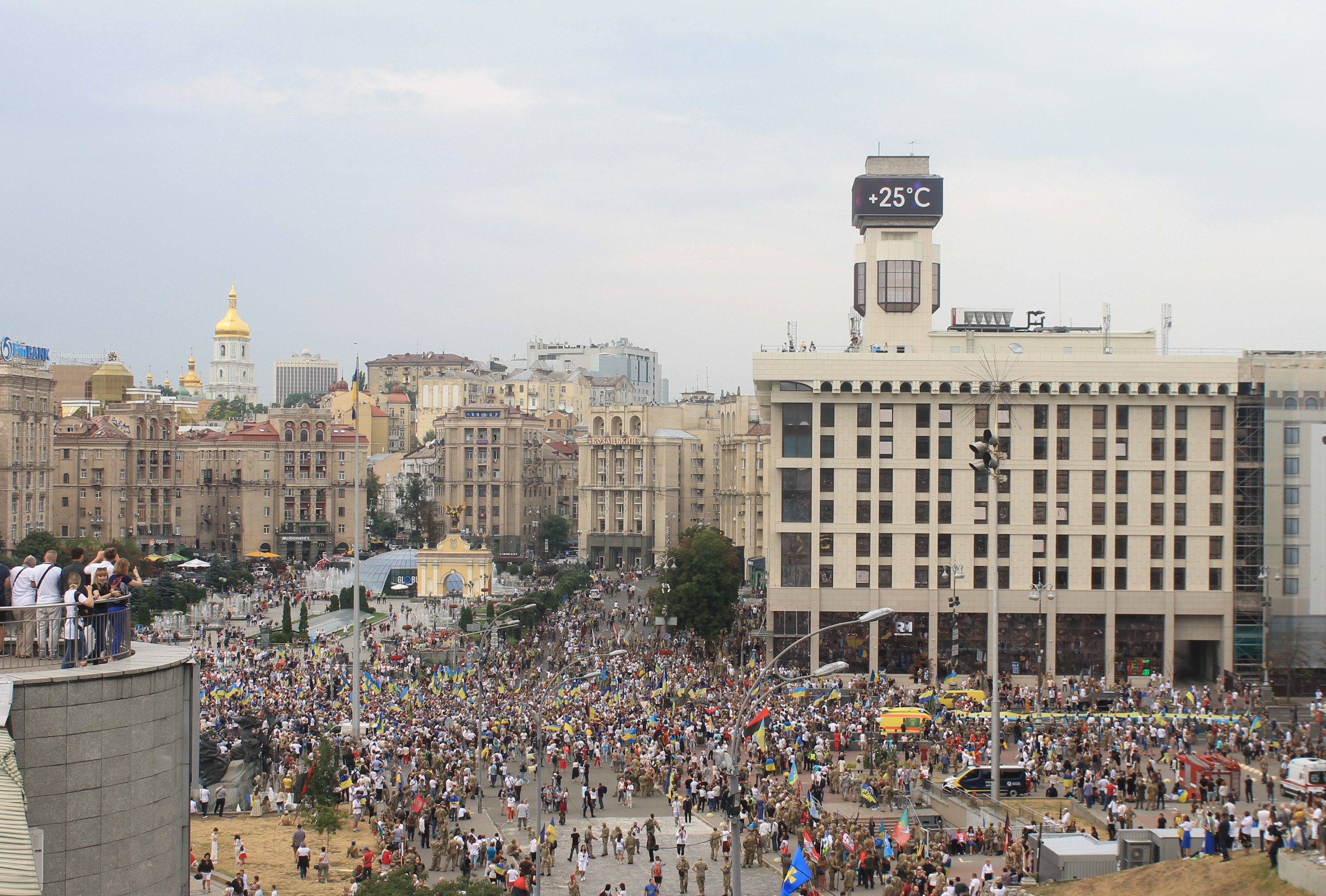
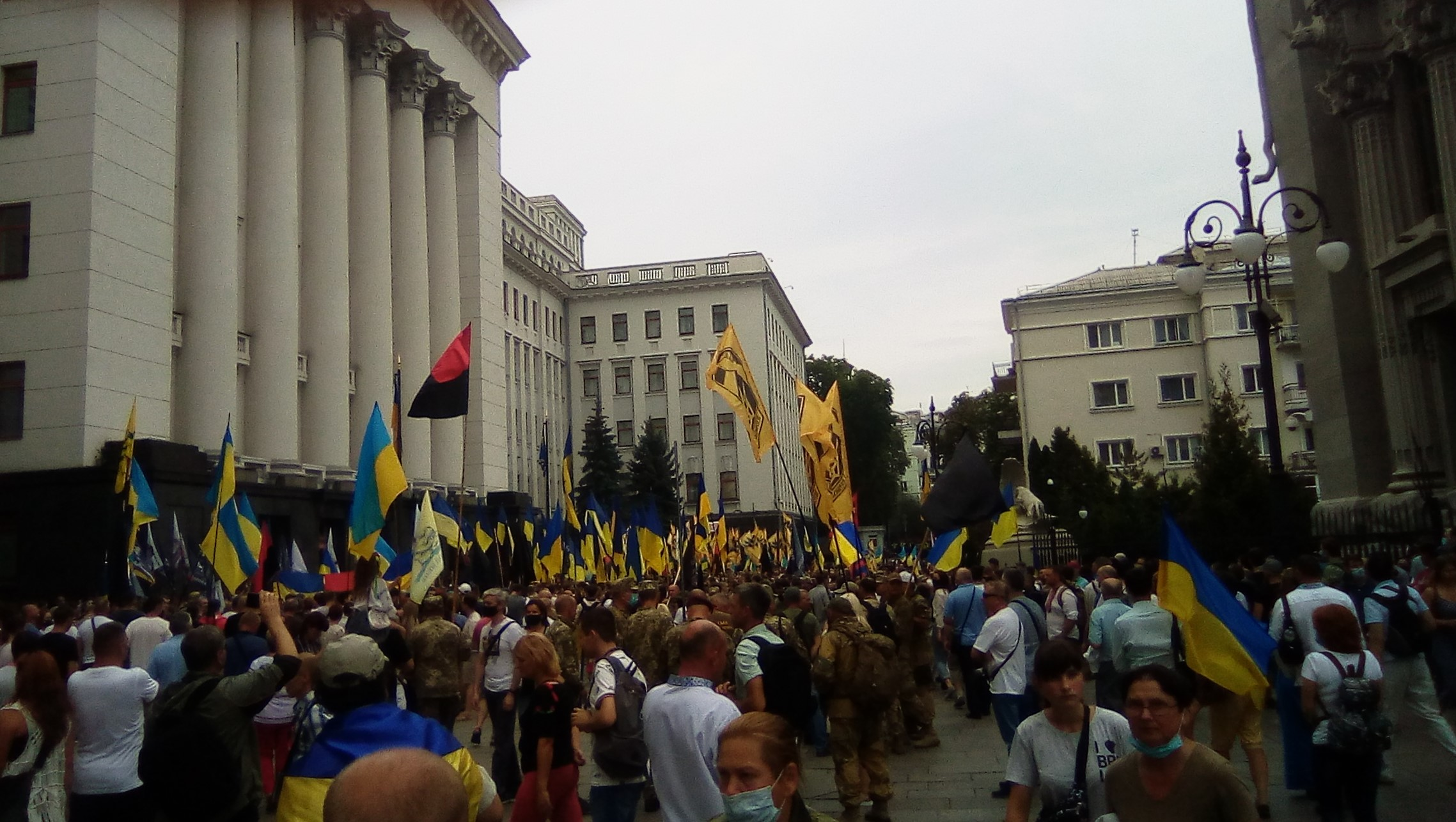

Вперше в історії України парад до дня Незалежності організовували ветеранські організації, натомість офіційного параду не проводилося. Хода ветеранів пройшла від парку Шевченка до Майдану Незалежності, марш пройшов без партійної символіки. Очолювали ходу родини загиблих учасників АТО/ООС та родини Небесної сотні, родини полонених і зниклих безвісти, а також поранені ветерани російсько-української війни.

Також на марші пройшла колона з гаслом «#Free» — «здобудемо Волю — відновимо Право», що вимагають звільнення Андрія Антоненка, Юлії Кузьменко, Яни Дугарь, обвинувачених у вбивстві Павла Шеремета. 

### 2021
У жовтні 2020 рішення про проведення військового параду на честь 30-ліття Незалежності було підписане президентом Зеленським.
В липні 2021 року почались тренування Параду до Дня Незалежності разом з технікою Збройних Сил України (ЗСУ) та Національної гвардії України (НГУ). Парад став найбільшим таким заходом за часи Незалежності – він зібрав загалом понад 5 тисяч військових та інших силовиків, близько 400 одиниць зброї та техніки, приблизно 50 літальних апаратів. Серед учасників параду були представники Сухопутних військ, Військово-Морських сил, Повітряних сил, Сил спеціальних операцій, Десантно-штурмових військ ЗС України. Крім того, залучені були підрозділи від Національної гвардії, Національної поліції, Державної служби України з надзвичайних ситуацій, Державної прикордонної служби України. Традиційно в параді взяла участь зведена “коробка” ветеранів АТО/ООС і розрахунки країн-партнерів – Великої Британії, Грузії, Данії, Естонії, Канади, Латвії, Литви, Молдови, Словаччини, Фінляндії, Чехії, Швеції, США. Окрім цього, у військовому параді взяла участь прапороносна група від Литовсько-польсько-української бригади імені Великого гетьмана Костянтина Острозького, яка складалася з військовослужбовців ЗС Республіки Польщі, Литовської Республіки та України. Очолював прапороносну групу командир ЛитПолУкрБриг полковник Дмитро Братішко.
Вперше за 30 років по річці Дніпро у Києві пройшли військові катери ВМС, які провели демонстраційні дії по висадці десанту на необладнане узбережжя. І водночас – у Одесі також відбувся масштабний військово-морський парад, для проведення якого було залучено понад 20 одиниць техніки. Серед іноземних учасників параду стали одразу три кораблі країн-членів НАТО: румунський корвет Contra-Amiral Horia Macellariu, есмінець Luigi Durand de la Penne (D560) ВМС Італії та фрегат "Дръзки" військово-морських сил Болгарії.
Командував парадом командувач Сухопутних Військ ЗС України генерал-полковник Олександр Сирський. 
Почесними гостями на Майдані були Вселенський Патріарх Варфоломій, президенти Польщі, Північної Македонії, Естонії, Литви та Латвії, голова Євроради Шарль Мішель, колишні президенти України Леонід Кучма, Віктор Ющенко і Петро Порошенко.
Особливістю ювілейного повітряного параду стала одночасна участь авіації Повітряних сил, Сухопутних військ, ВМС, ДПСУ, Нацгвардії, Нацполіції, ДСНС, ДП «Антонов» та держав-партнерів. Над Хрещатиком пролетів найбільший та найпотужніший у світі транспортний літак Ан-225 «Мрія».
До участі у повітряному параді долучилися гелікоптери UH-60 BlackHawk та військово-транспортний літак C-27J Spartan Словаччини.
Крім того, над Хрещатиком пролетіли багатофункціональні легкі винищувачі Військово-повітряних сил Республіки Польща F-16. Завершила святковий парад до Дня Незалежності група винищувачів МіГ-29 у супроводі багатоцільових винищувачів четвертого покоління Eurofighter Typhoon Королівських повітряних сил Великої Британії.
Літак заправник KC-135 Stratotanker ВПС США запізнився на парад у Києві.

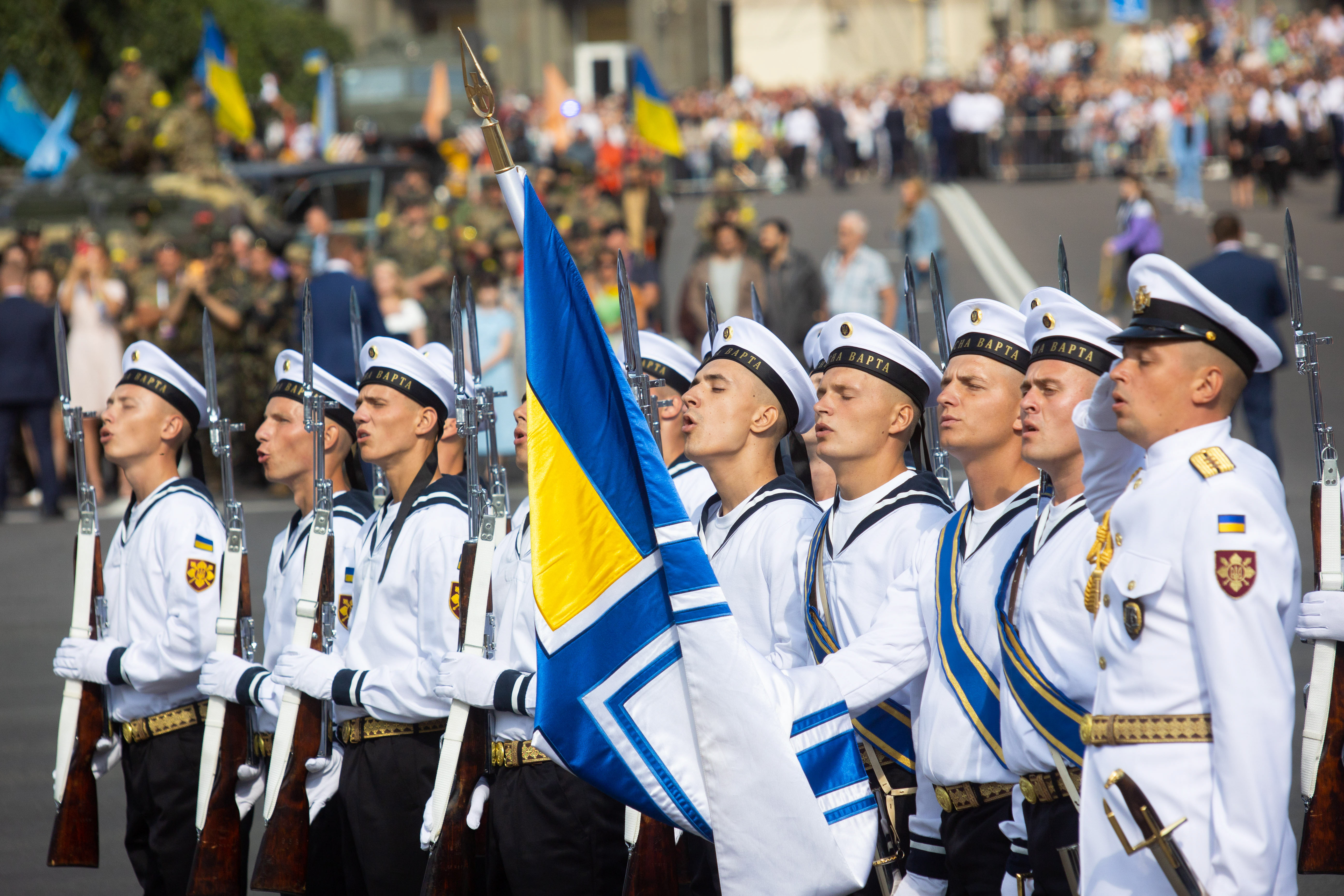
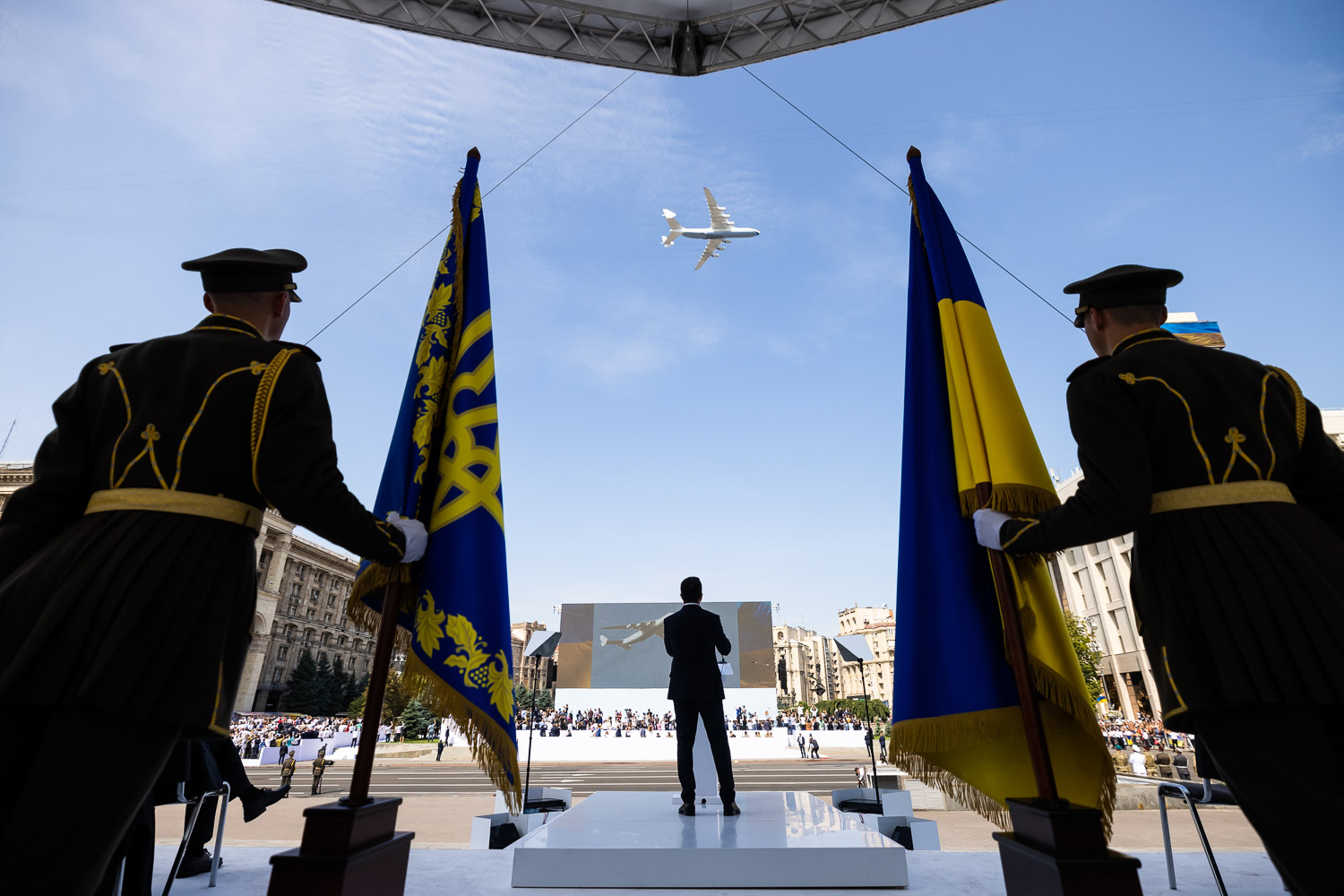
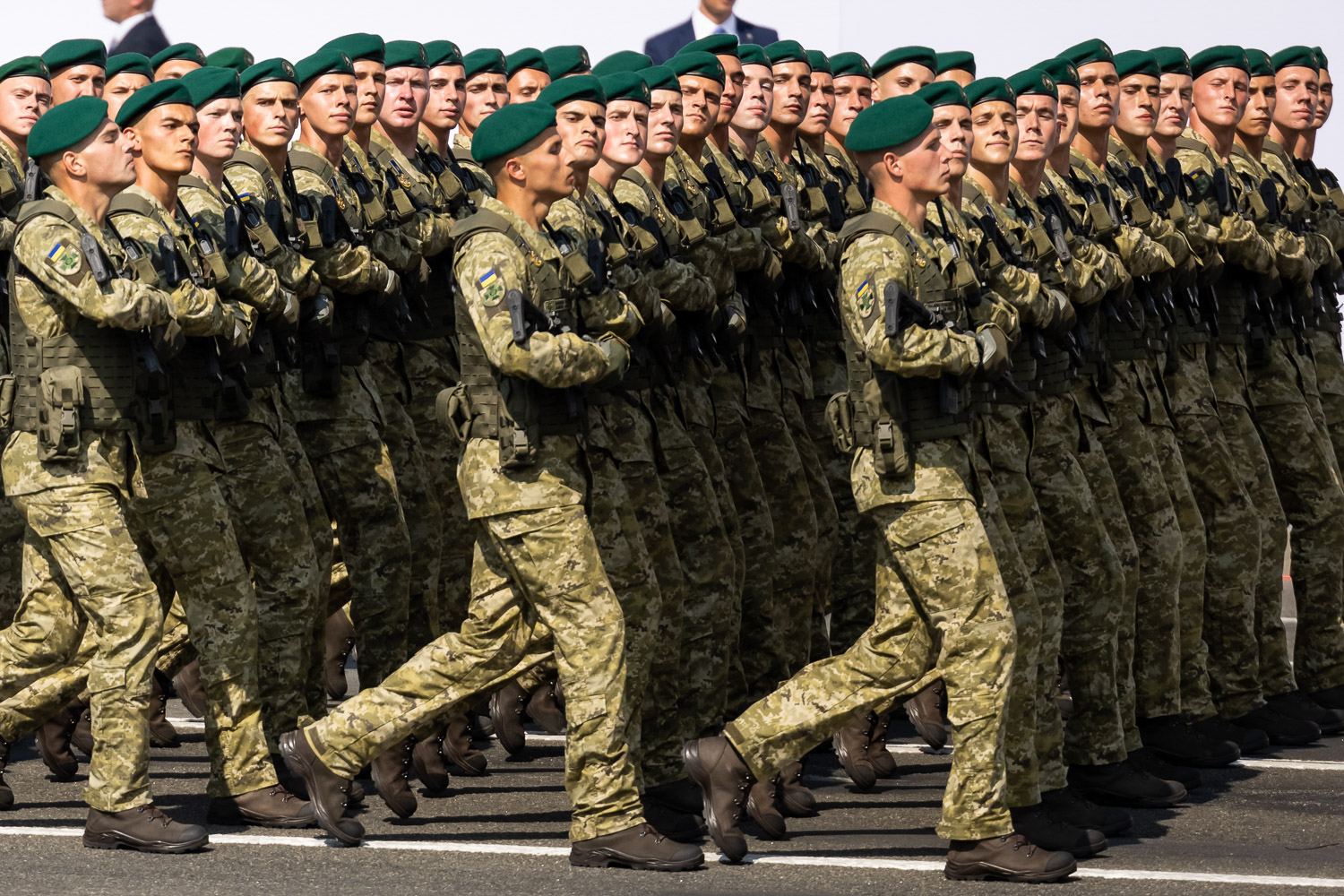
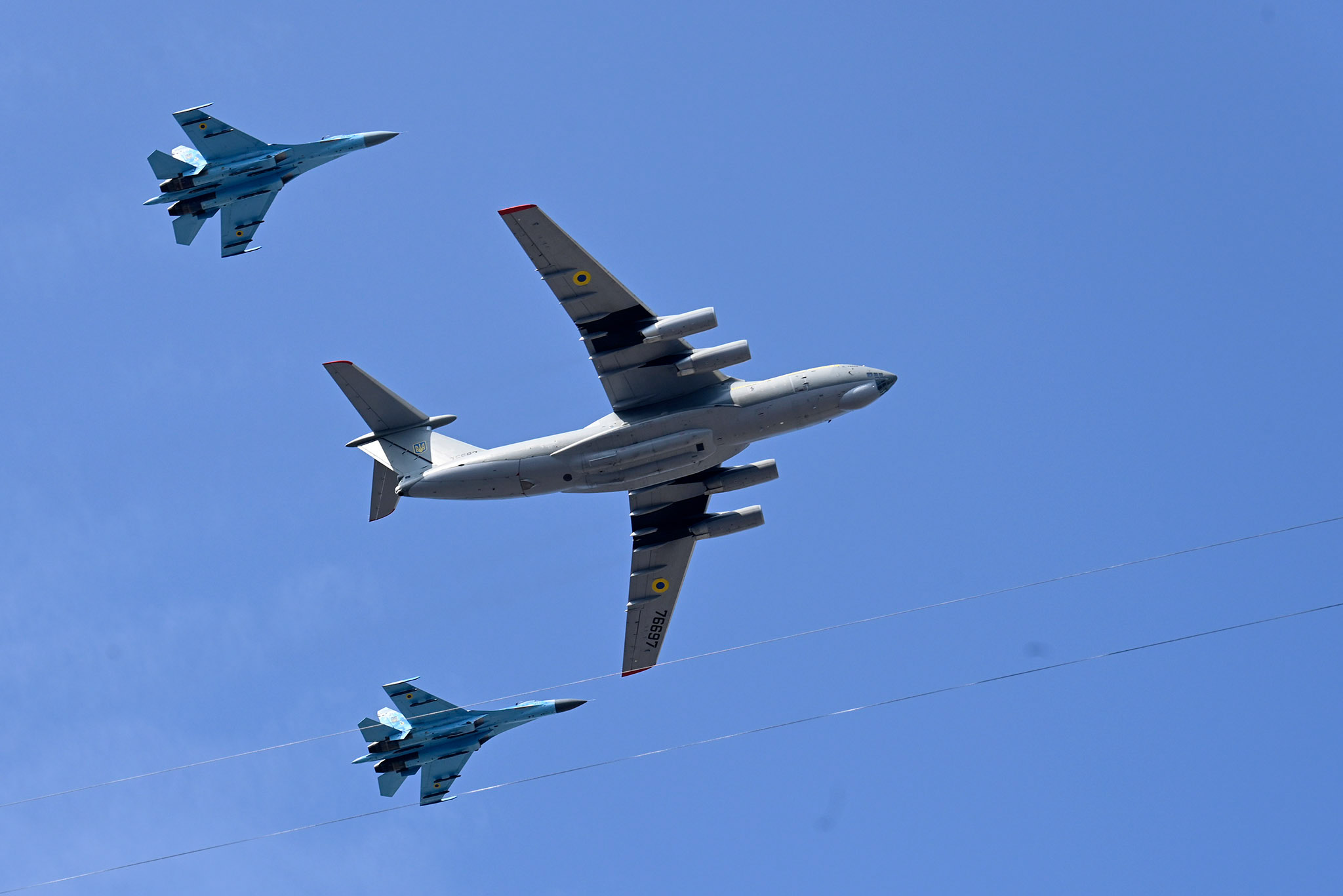
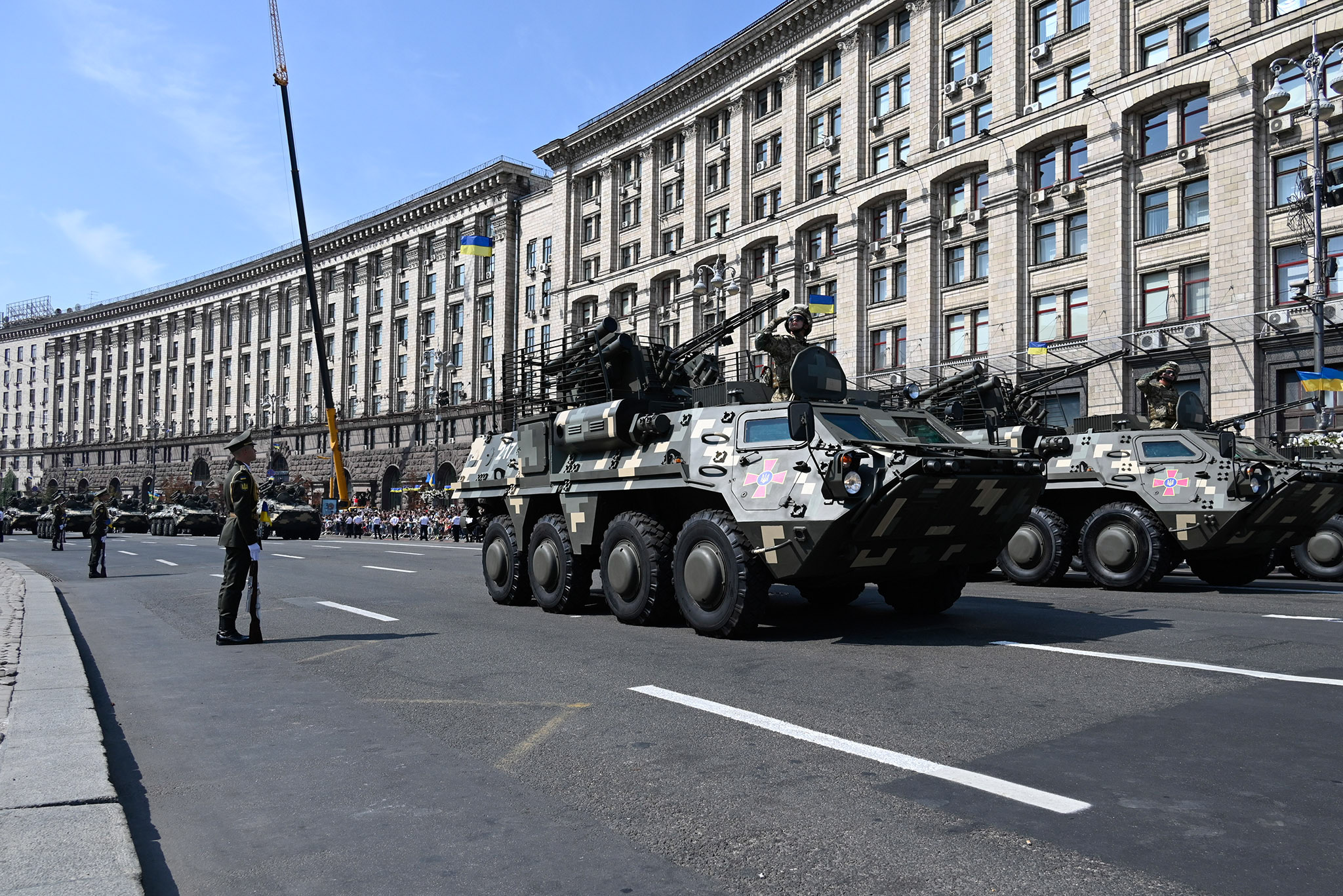
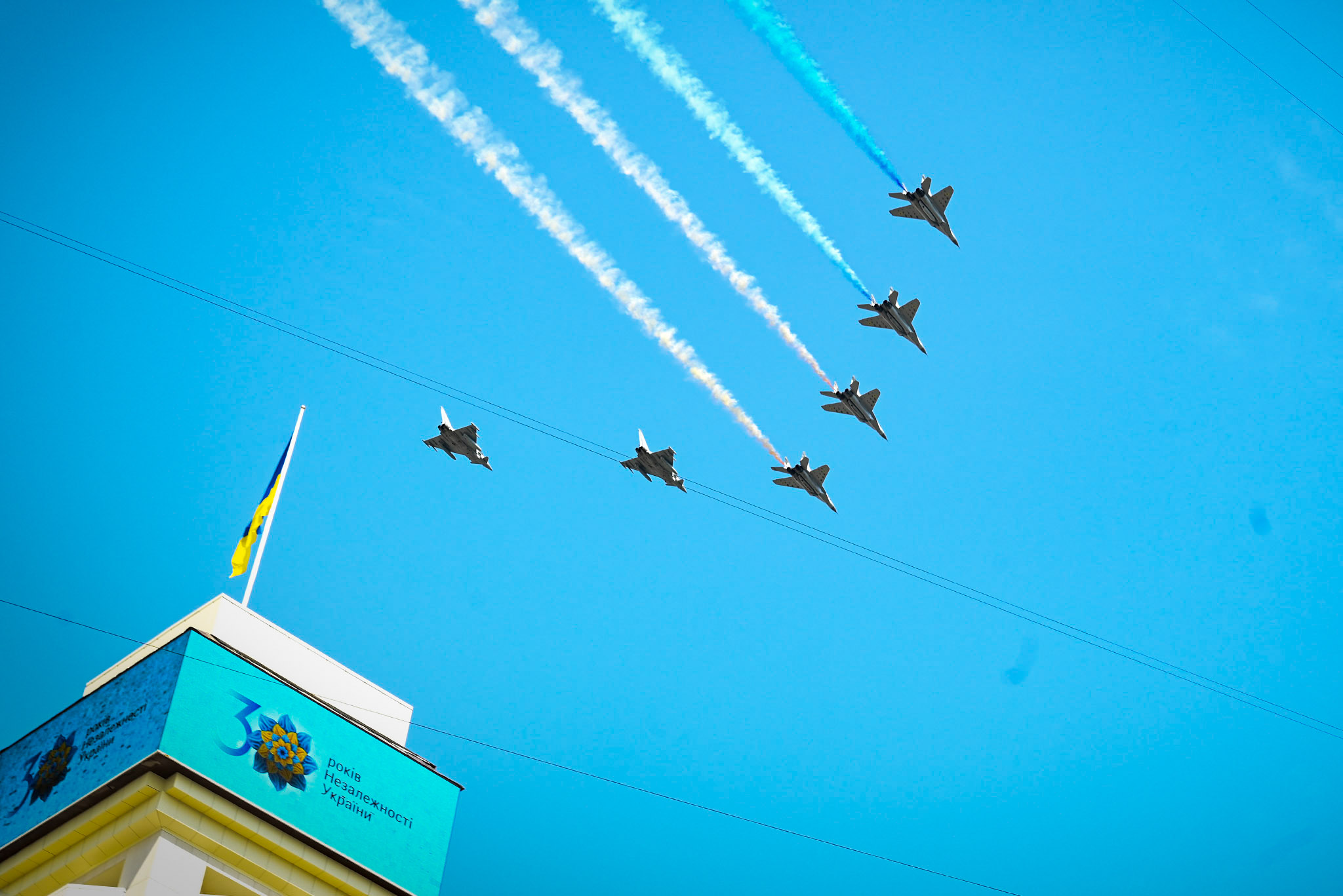
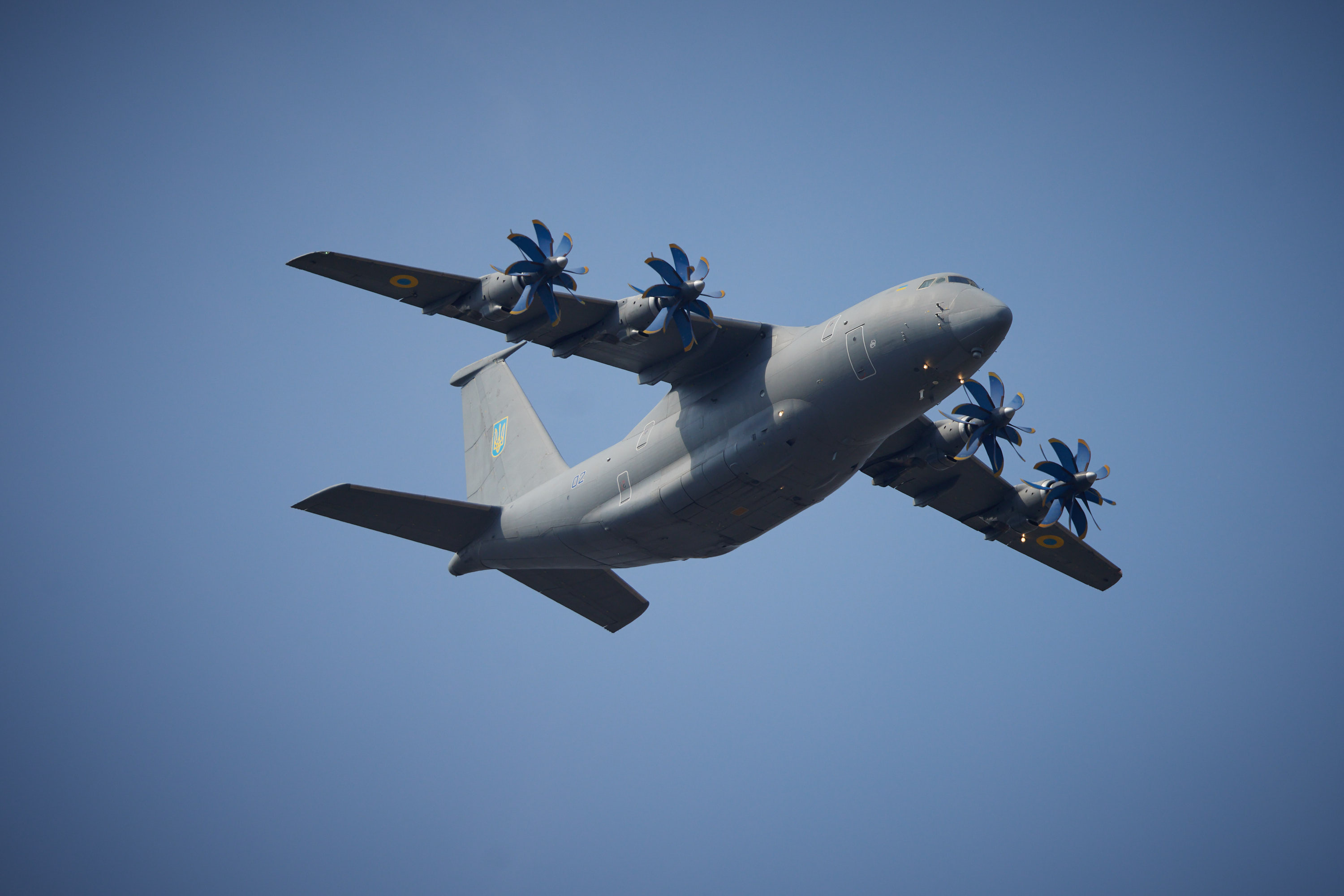
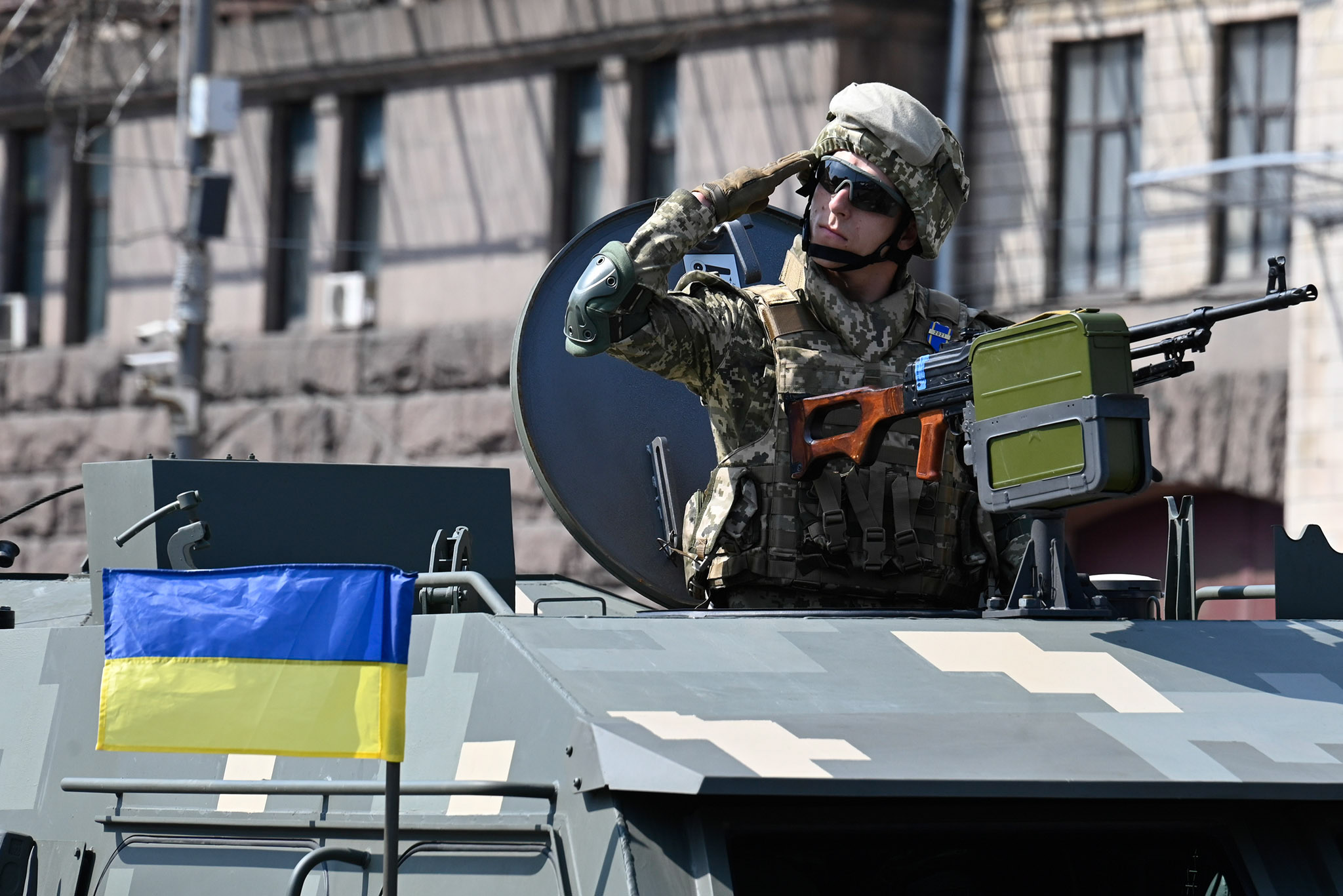
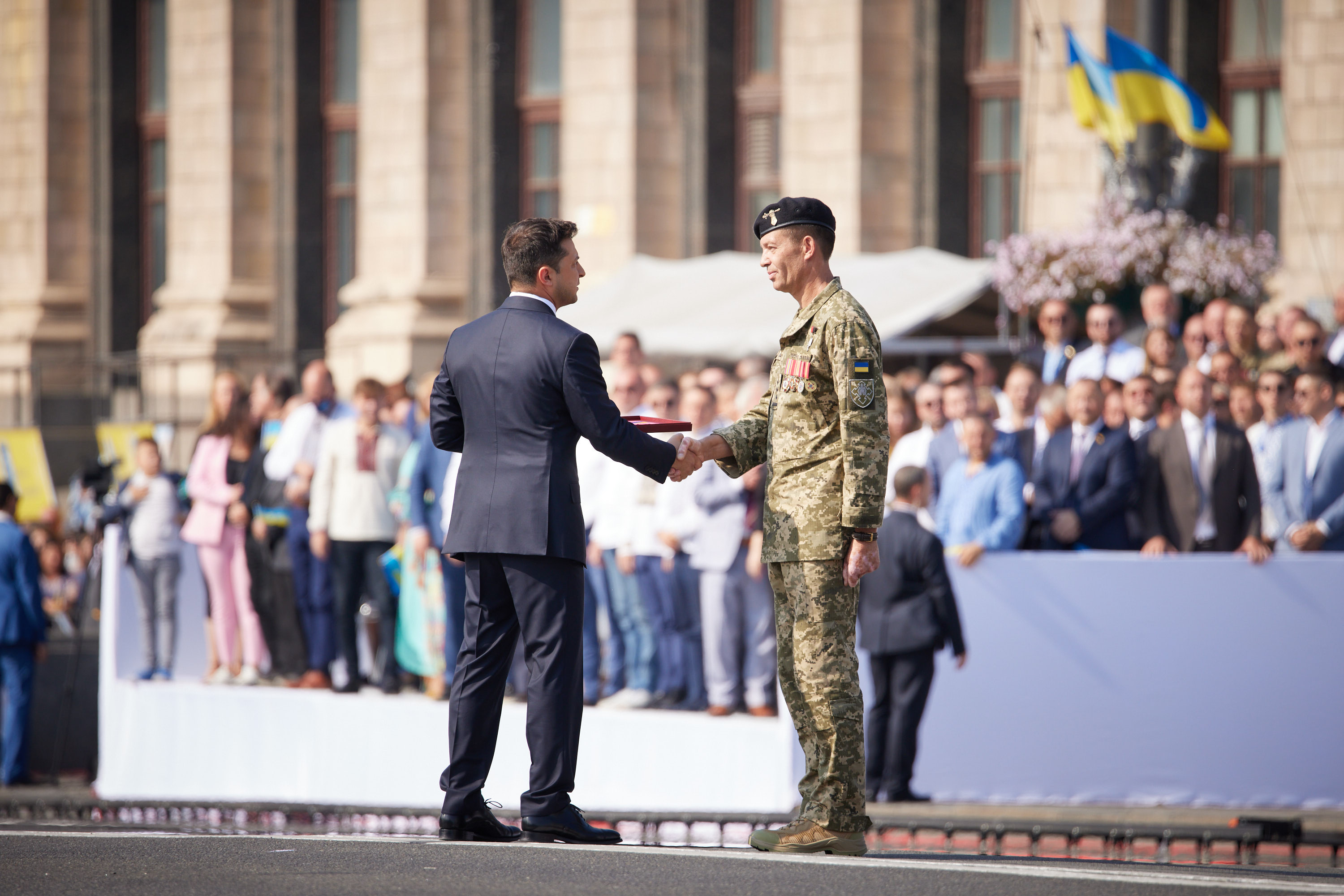
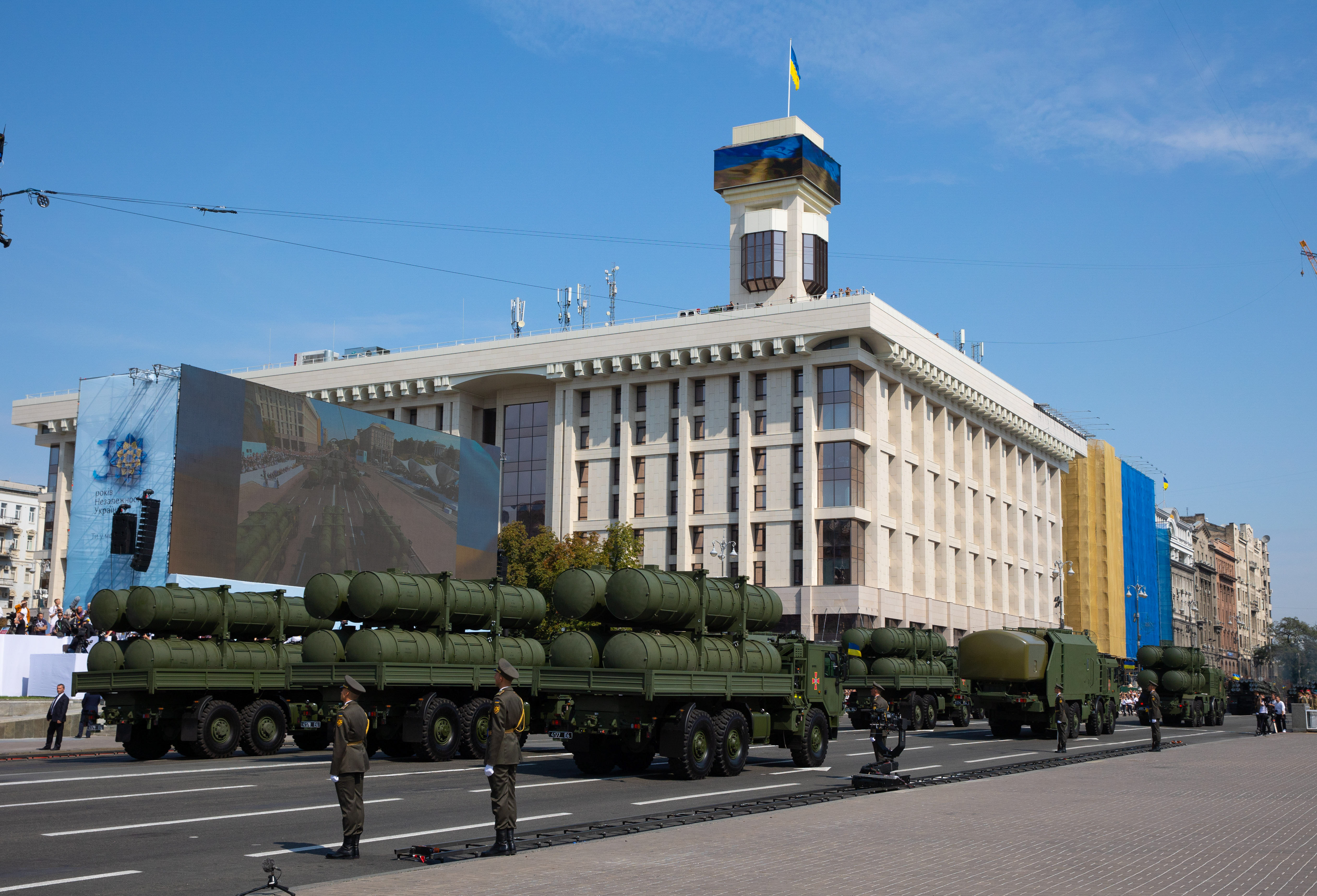
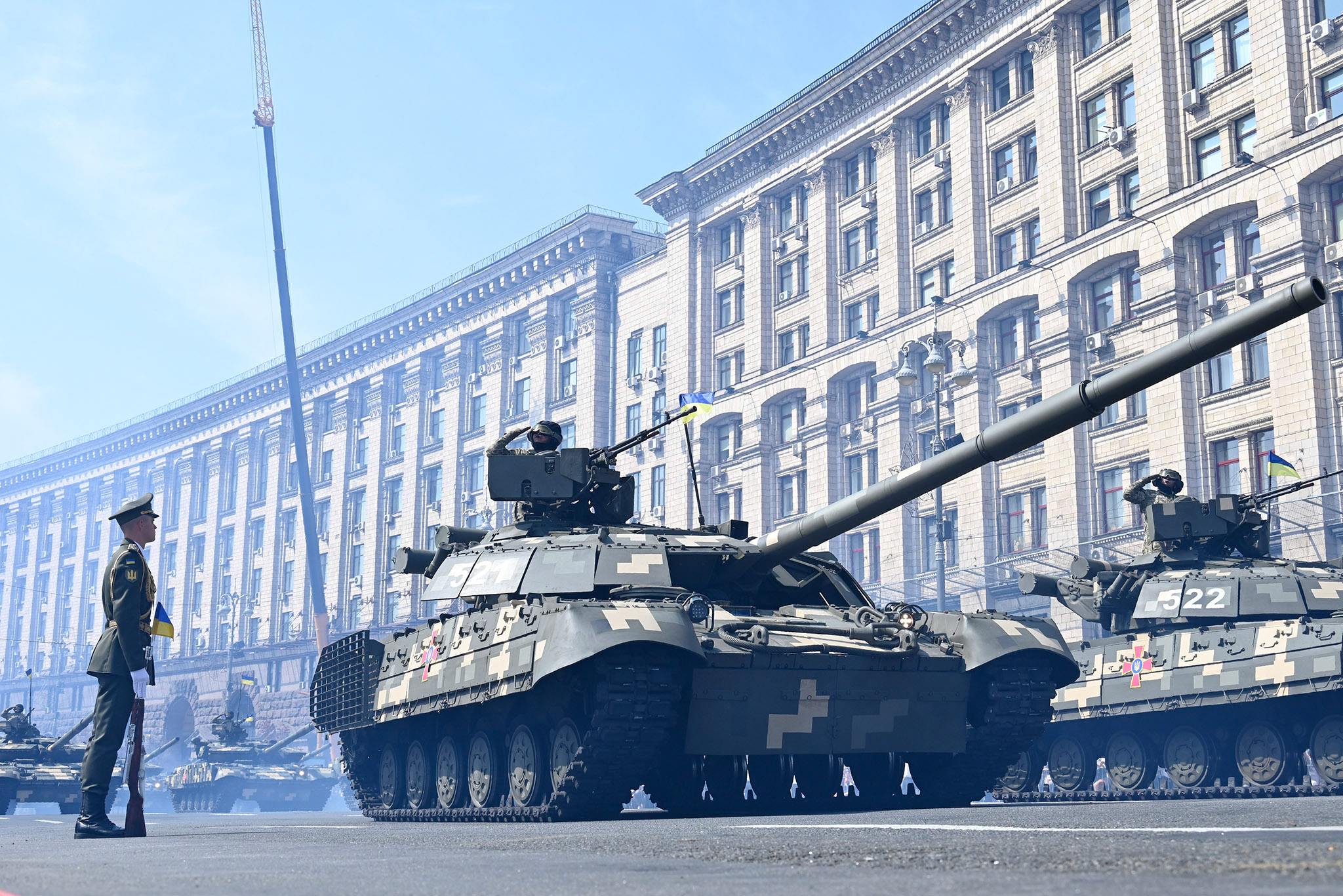

### З 2022
Святкування 31-ї річниці відновлення Незалежності України відбувалось на тлі повномасштабного російського вторгнення, яке почалось за 6 місяців до того — 24 лютого 2022 року.
Замість військового параду на Хрещатику була виставлена різноманітна розбита російська техніка сукупною вартістю понад $200 млн. А на знак подяки всім військовим, що боронять свободу України над містом на дронах було пронесено почесні прапори бригад Збройних сил України, очолював колону прапор України розміром понад 216 м².

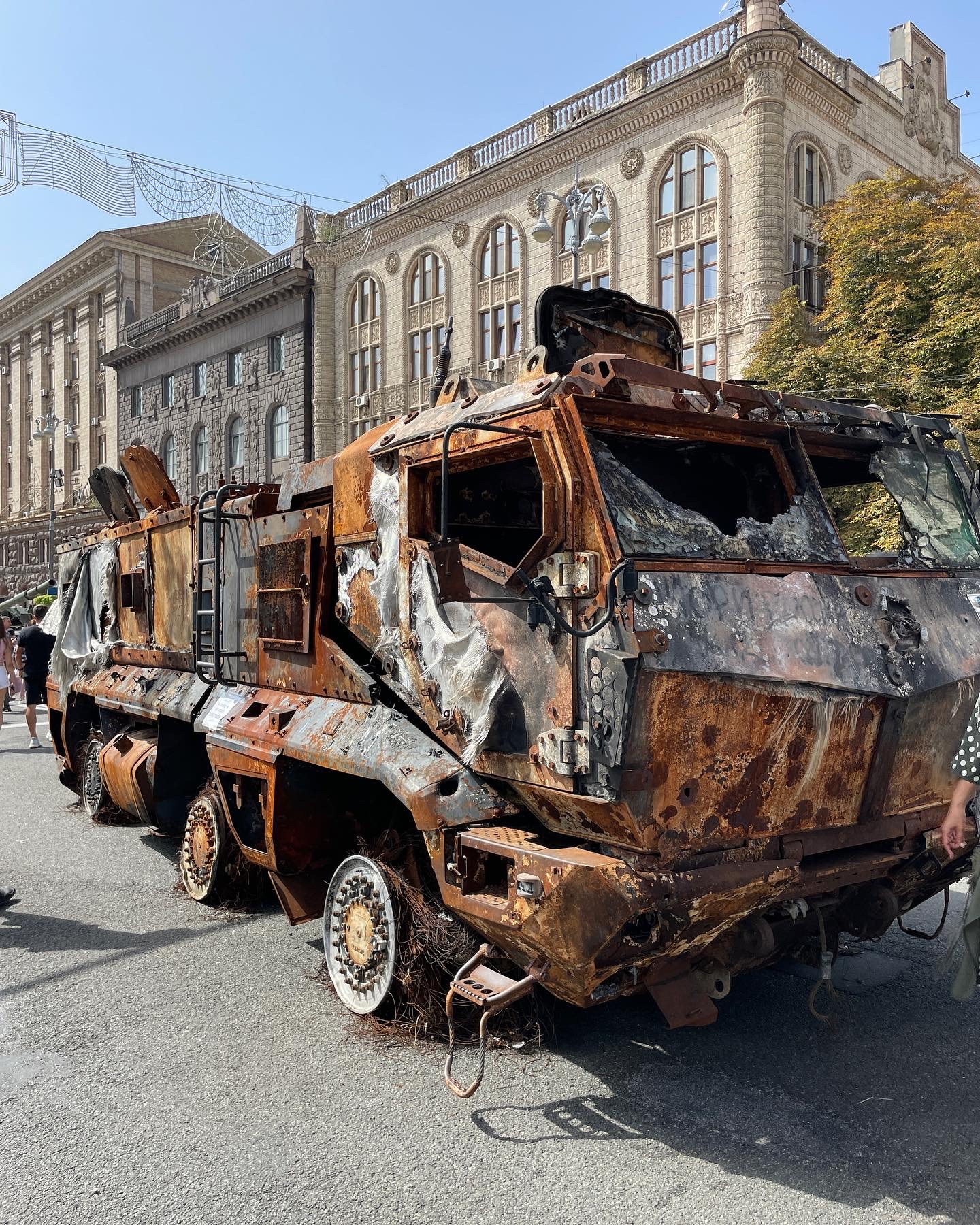
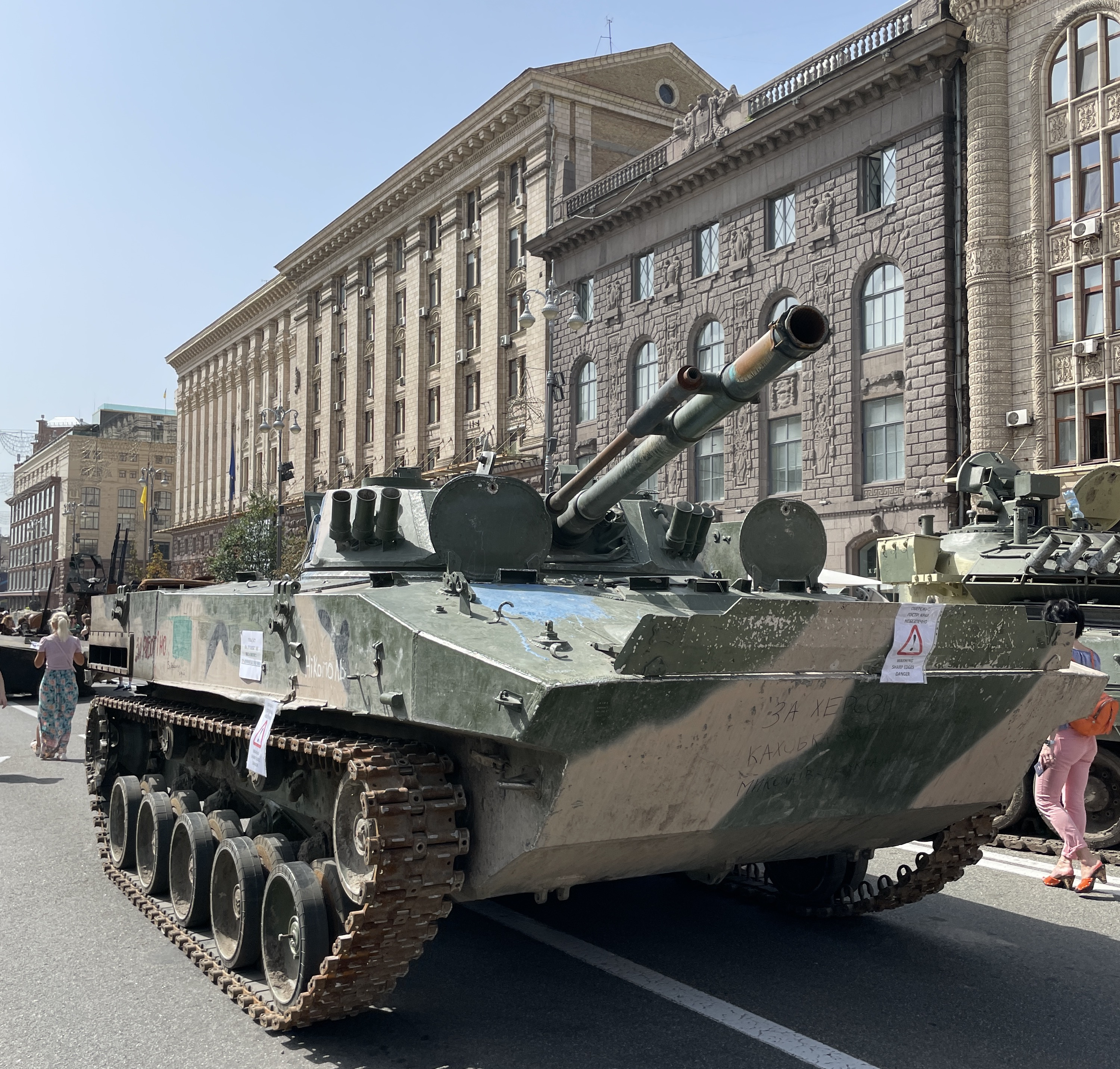
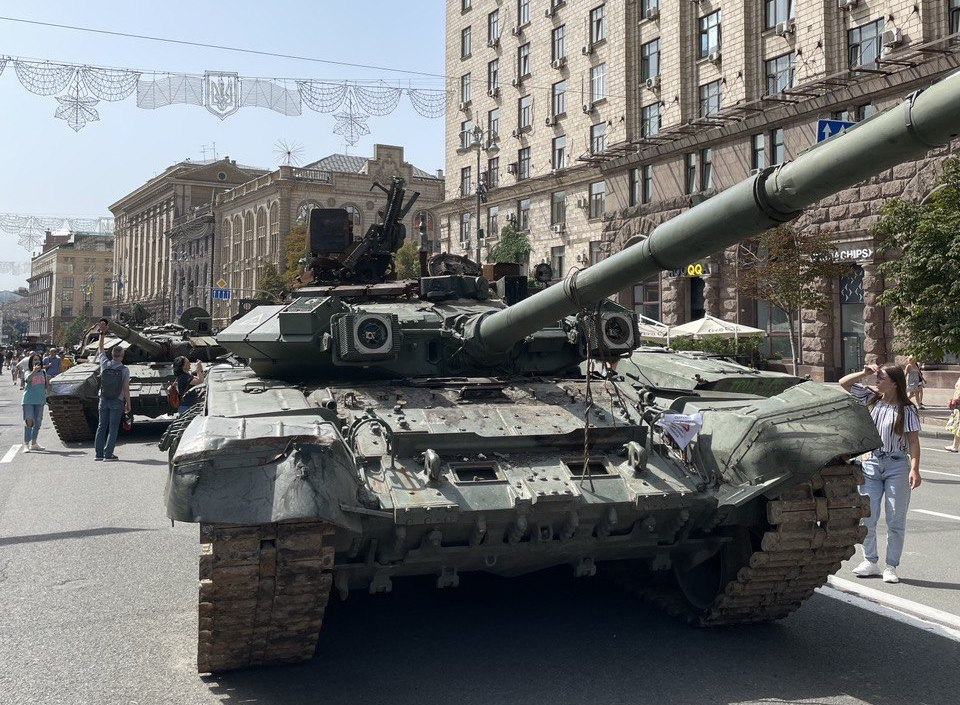
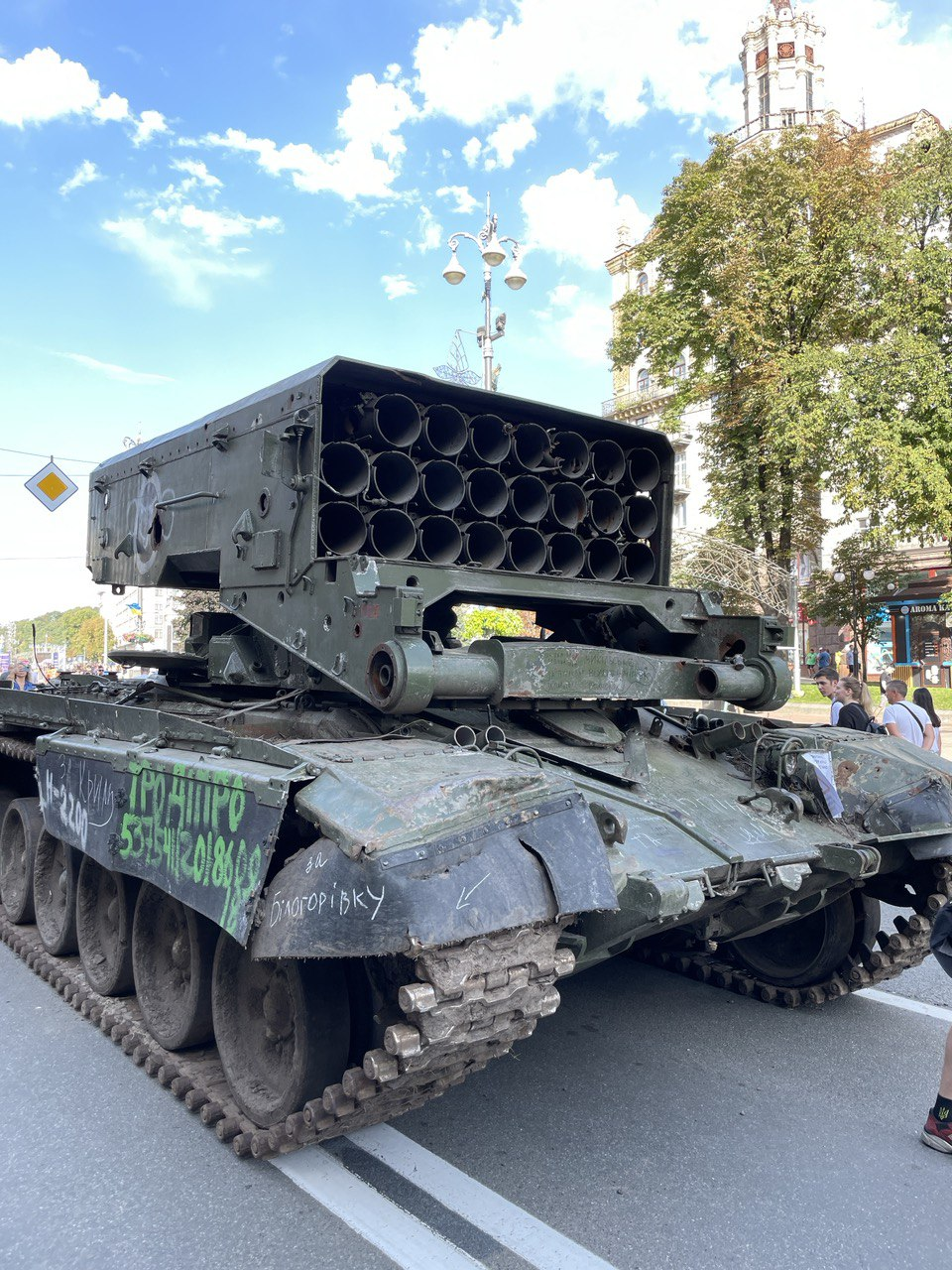
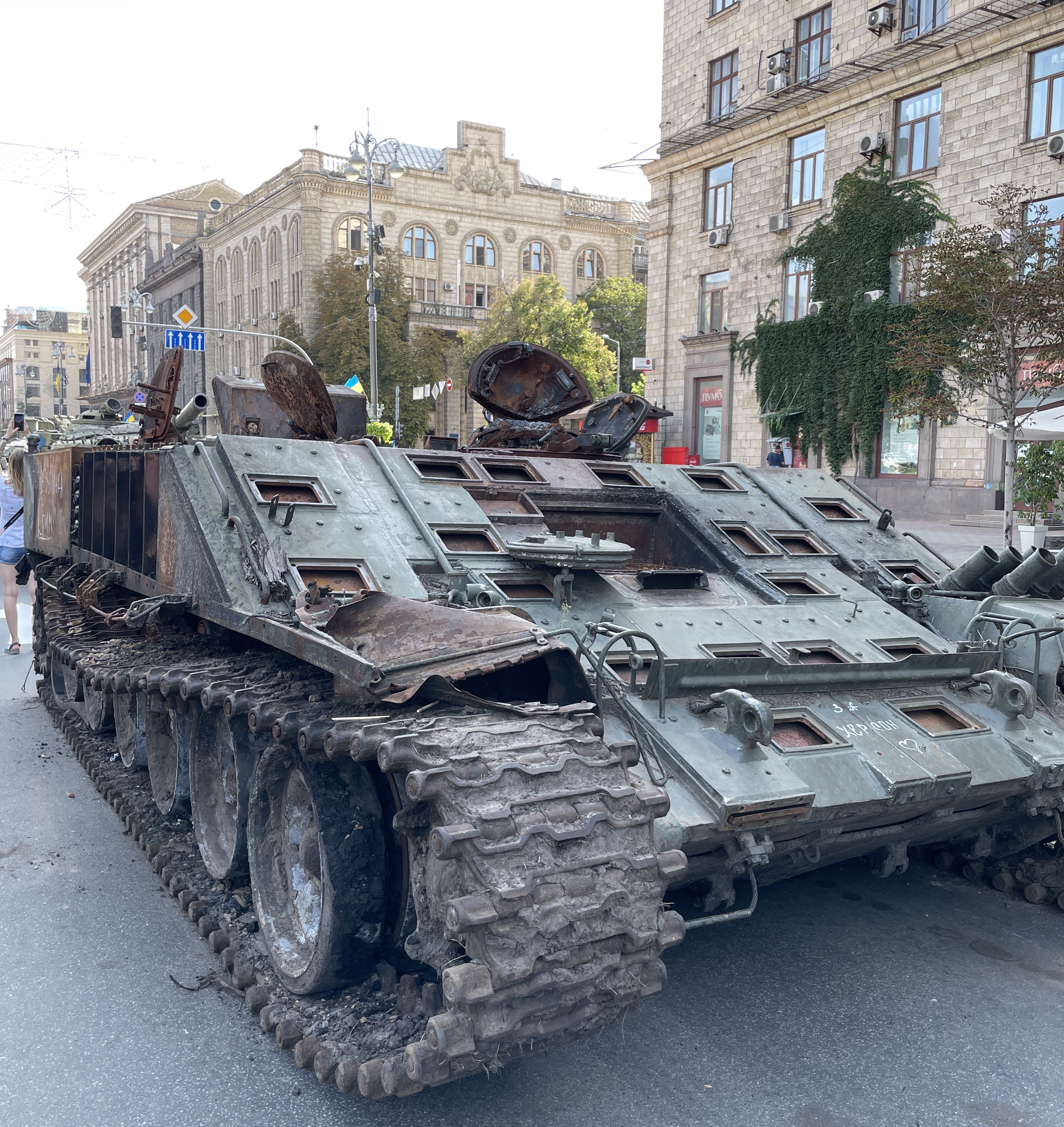
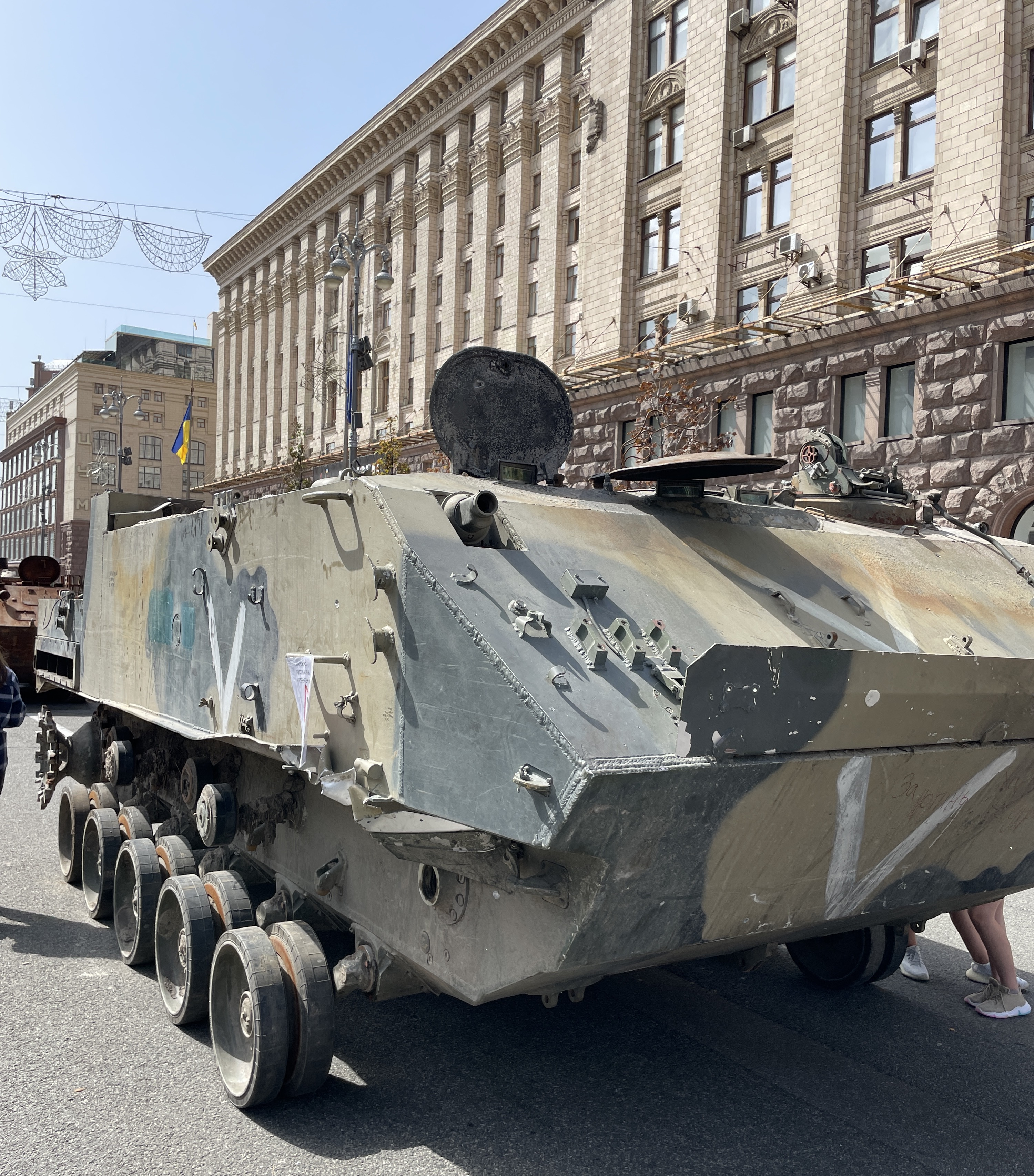

24 серпня 2023 року замість параду також відбулась виставка пошкодженої російської техніки на Хрещатику.

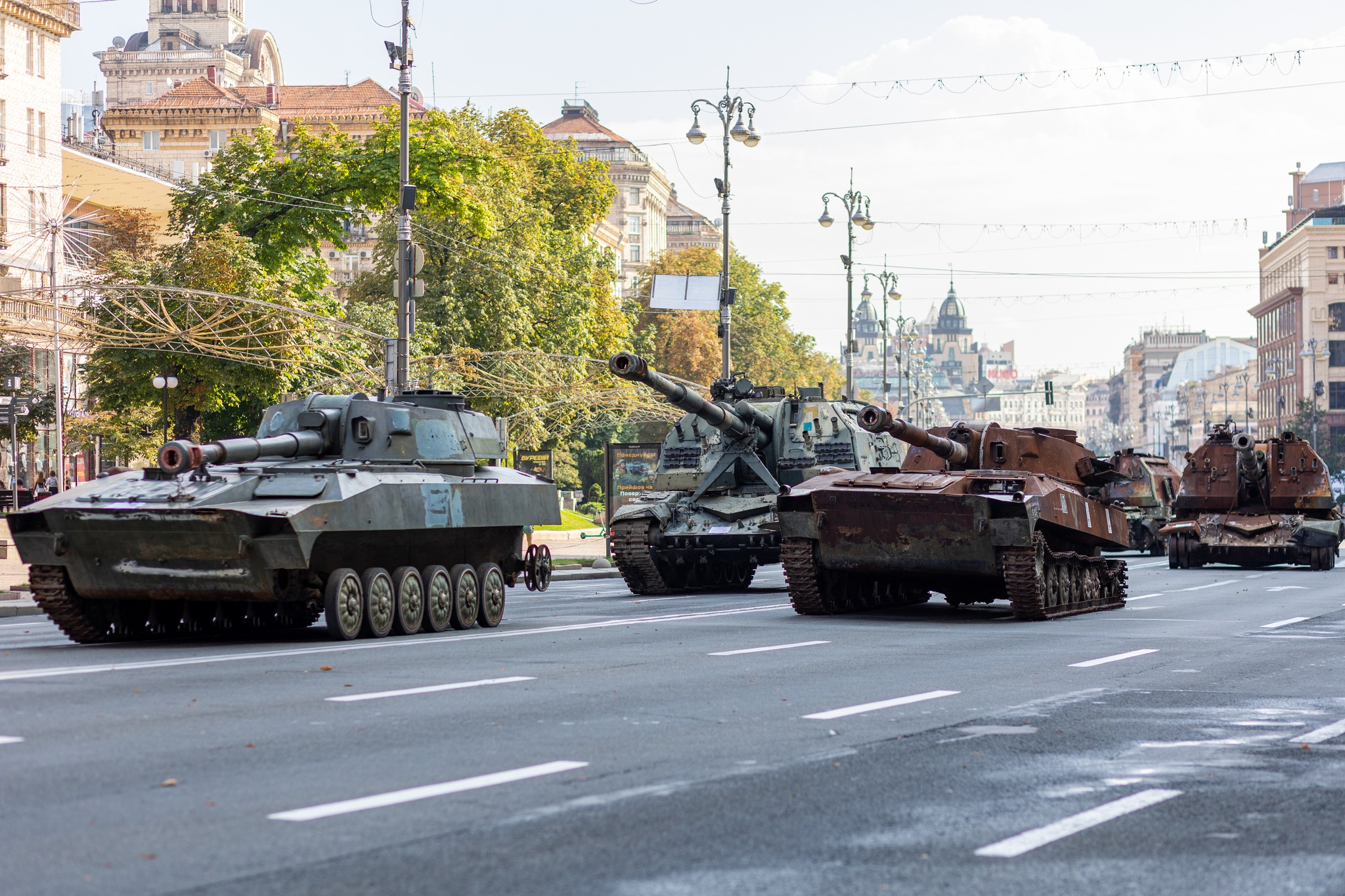
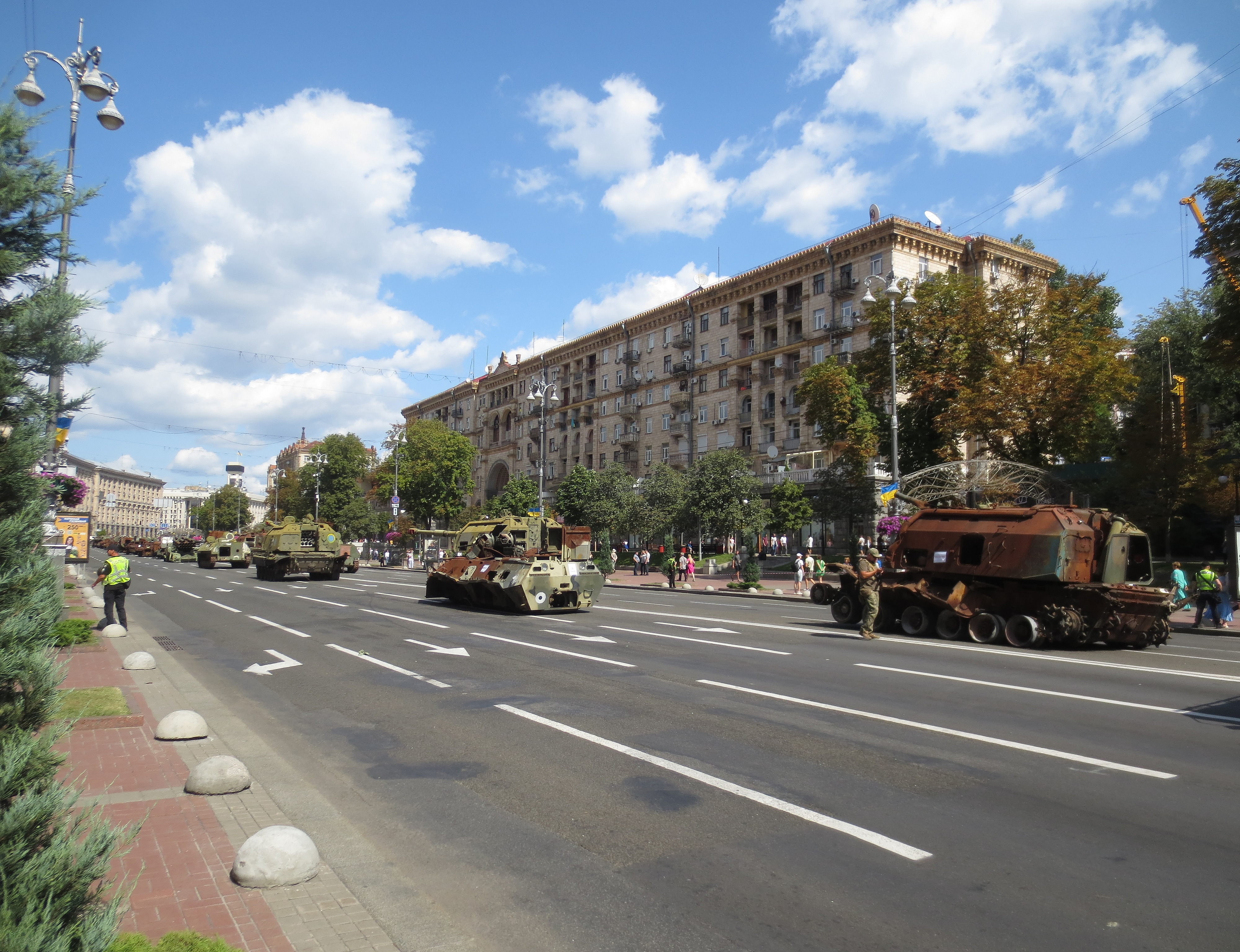
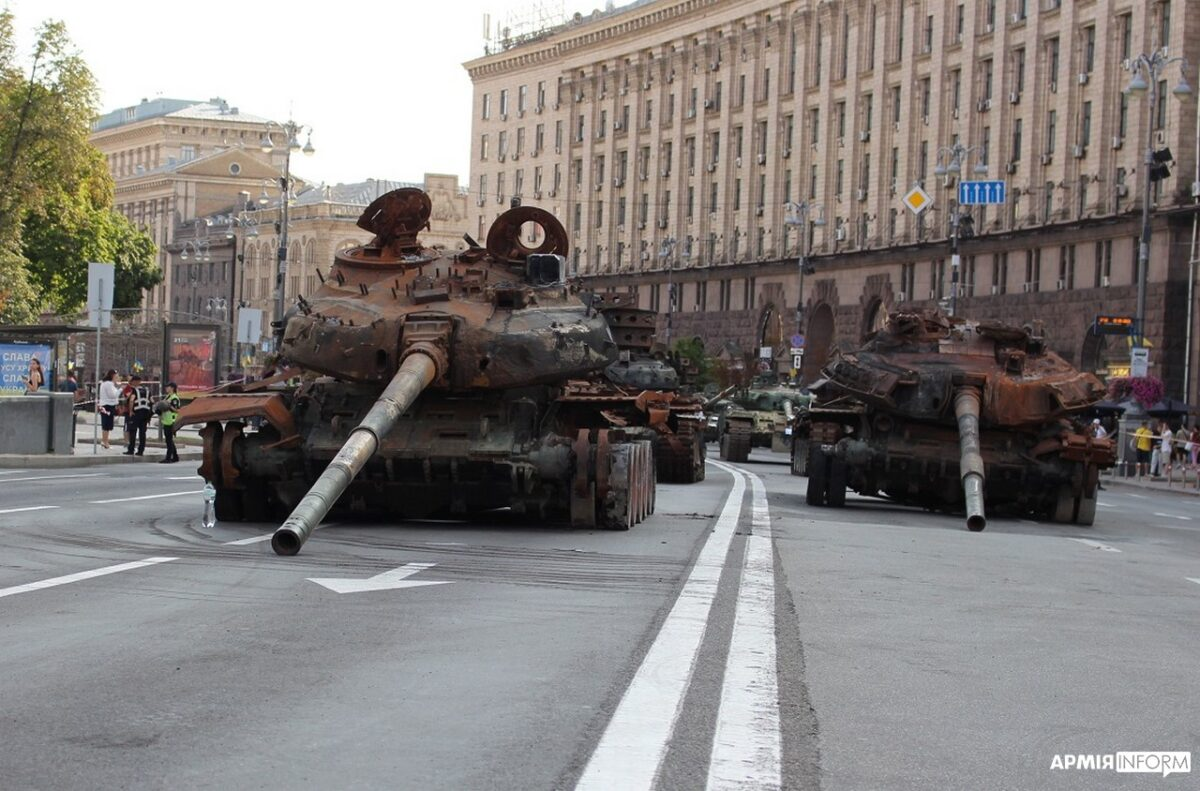

## Відео
- Парад на честь Дня незалежності України. 24 серпня 1999
- Парад на честь Дня незалежності України. 24 серпня 2001
- Парад на честь Дня незалежності України. 24 серпня 2003
- Парад на честь Дня незалежності України. 24 серпня 2004
- Парад на честь Дня незалежності України. 24 серпня 2008
- Парад на честь Дня незалежності України. 24 серпня 2009
- Парад на честь Дня незалежності України. 24 серпня 2014
- Парад на честь Дня незалежності України. 24 серпня 2015
- Марш Незалежності 24 серпня 2016
- Парад на честь Дня незалежності України. 24 серпня 2017
- Парад до Дня Незалежності України «Марш нової армії» // 24 серпня 2018